# Zinédine Zidane
Vous lisez un « bon article » labellisé en 2007.
« Zidane » redirige ici. Pour les autres significations, voir Zidane (homonymie).
Zinédine Zidane, né le 23 juin 1972 à Marseille, est un ancien footballeur international français qui évoluait au poste de milieu de terrain offensif de 1988 à 2006, devenu entraîneur.
Surnommé Zizou, il est considéré comme l'un des plus grands sportifs français et l'un des plus grands joueurs de l'histoire du football. En août 2024 à Paris, l'Association internationale de la presse sportive (AIPS) à l'occasion de son 100e anniversaire l'a élu quatrième meilleur joueur après Pelé, Diego Maradona et Franz Beckenbauer,. Évoluant au poste de milieu offensif, comme meneur de jeu, il remporte de nombreux titres, tant avec l'équipe de France qu'avec les clubs où il a joué, comme les Girondins de Bordeaux, la Juventus et le Real Madrid. Il a, de plus, été nommé meilleur joueur de l'année au moins une fois dans chaque championnat où il a évolué.
Il est désigné meilleur joueur européen des cinquante dernières années par l'UEFA en 2004. Il est cité parmi les 125 meilleurs joueurs mondiaux encore vivants en 2004, dans un classement conjoint de Pelé et de la FIFA. Il est à trois reprises nommé meilleur joueur mondial de l'année par la FIFA, en 1998, 2000 et 2003, et remporte le Ballon d'or 1998. S'il est par deux fois classé second meilleur joueur français de tous les temps par France Football, il est pour L'Équipe le meilleur footballeur français de l'histoire. En 2011, il est élu meilleur joueur de la Ligue des champions des vingt dernières années par l'UEFA. Membre de l'équipe UEFA du XXIe siècle, du Onze des Légendes de l'Euro (meilleure équipe de l'histoire du Championnat d'Europe), de la FIFA World Cup Dream Team (meilleure équipe de l'histoire de la Coupe du monde) et de la Dream Team World Soccer (meilleure équipe de l'histoire), Zinédine Zidane a, en outre, été élu meilleur joueur de la décennie 2000 par Marca, Sports Illustrated, Fox Sports, ESPN et Don Balón.
Sélectionné à 108 reprises et 25 fois capitaine de l'équipe de France, Zinédine Zidane s'illustre principalement au niveau international lors de la victoire à la Coupe du monde 1998 où il marque deux buts en finale contre le Brésil (3-0). Lors du championnat d'Europe 2000, également remporté par la France, il est désigné meilleur joueur de la compétition. Après des années suivantes plus difficiles, il prend sa retraite internationale en 2004 avant de revenir sur sa décision en vue du Mondial 2006.
Le célèbre numéro 10 des Bleus met un terme à sa carrière à la suite de cette dernière compétition au cours de laquelle il obtient le titre de meilleur joueur du Mondial grâce à plusieurs prestations exceptionnelles notamment face au Brésil en quart-de-finale. Le 9 juillet 2006, il joue son dernier match à l'occasion de la finale perdue aux tirs au but contre l'Italie. Il s'y illustre de manière ambivalente en inscrivant son 31e but sous le maillot français par une panenka réussie, mais aussi par son expulsion sur carton rouge pour son coup de tête au thorax de Marco Materazzi.
Après sa retraite de joueur, Zidane passe ses diplômes d’entraîneur, devient l’adjoint de Carlo Ancelotti au Real puis prend en main l’équipe réserve du Castilla avant d’être nommé en janvier 2016 entraîneur en chef de l’équipe première. Il remporte alors de nombreux titres dont un championnat et surtout la Ligue des Champions trois fois de suite, fait inédit pour un entraîneur. Durant cette période, il bat plusieurs records d’invincibilité et est élu meilleur entraîneur mondial de l'année. Il devient ainsi le premier homme de l'histoire du football à remporter le prix de meilleur joueur et de meilleur entraîneur du monde. Après avoir quitté son poste à l'issue de la saison 2017-2018, il est rappelé en mars 2019 au poste d'entraîneur par le président Florentino Pérez et remporte une deuxième Liga en 2020. À l'issue de la saison 2020-2021, il quitte son poste d'entraîneur du Real.

## Famille

### Étymologie
Le nom Zidane vient de l'arabe zaydān « accroissement » et le prénom Zinédine de zīn ad-dīn « splendeur de la religion ».

### Parents et fratrie

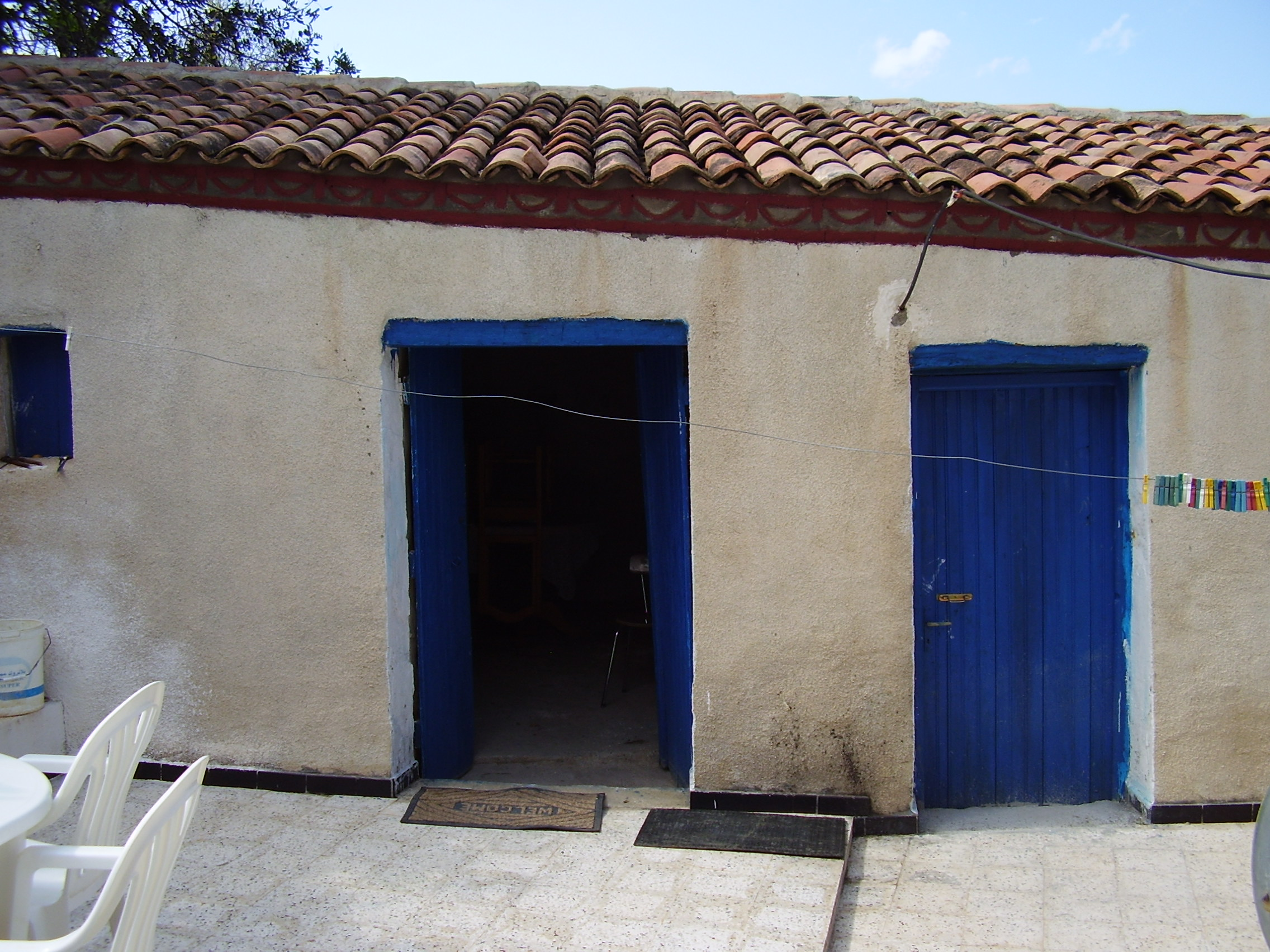
Maison du père de Zidane dans le village d'Aguemoune en Algérie.

Zinédine Yazid Zidane est né à Marseille de parents algériens. Il a trois frères et une sœur. Il possède deux nationalités : française et algérienne.
Le père de Zinédine, Smaïl Zidane, est originaire du village d'Aguemoune, commune de Boukhelifa, dans la wilaya de Béjaïa en Kabylie (Algérie). Il décide de traverser la mer Méditerranée pour venir travailler en tant qu'ouvrier BTP et arrive en France le 17 septembre 1953. Après l'indépendance algérienne en 1962, Smaïl veut rentrer au pays après neuf années passées sur les chantiers de la Seine-Saint-Denis comme conducteur d'engins. Mais juste avant d'embarquer à Marseille, il rencontre Malika, une Marseillaise d'origine algérienne, qu'il épouse peu après. Finalement, le couple reste en France et s'installe dans la cité phocéenne. Le père de Zidane fait l'objet d'une controverse en 1998. En effet, il est qualifié de « harki » par des supporters algériens, terme utilisé en tant qu'offense provenant d'une rumeur tenace mais fausse, lancée en 1998 par l'homme politique Bruno Gollnisch, membre du Front national,. Devant l'ampleur de la rumeur, Zinédine Zidane dément l'information.
Très discrets dans les médias, ses parents ont la réputation d'être très protecteurs avec leurs enfants. Ensemble, ils ont cinq enfants : Madjid, Farid, Noureddine, Lila et Zinédine.
Aîné de la fratrie, Madjid Zidane est le frère le plus méconnu. Rarement en compagnie de son frère cadet lors d'apparitions publiques, il est le seul des quatre frères et sœurs à revenir régulièrement dans le village d'Aguemoune Ath Slimane. Il travaille actuellement dans une piscine municipale à La Castellane.
Le deuxième frère se nomme Farid Zidane (1965-2019). Comme Zinédine, il a pratiqué le judo et le football durant sa jeunesse. Il a d'ailleurs combattu pour l'équipe d'Algérie de judo en 1984 et 1986. Pendant son service militaire, seul frère à l'avoir effectué en Algérie (à Dely Ibrahim), il est sacré vice-champion militaire de judo. Il a été vigile dans un supermarché et a partagé son temps entre la gestion d'un club de football d'une cité marseillaise, la Nouvelle-Vague à La Castellane, et la société Zidane Diffusion. Farid meurt en juillet 2019 des suites d'un cancer,. Troisième enfant de la famille, Noureddine Zidane est sûrement le mieux connu après Zizou. Jeune, il est le plus doué de la famille au football et joue en compagnie de ses frères. À l'âge de 14 ans, il est contacté par l'AS Saint-Étienne qui souhaite le recruter. Mais son père refuse, jugeant qu'il est trop jeune pour tenter une expérience loin du domicile familial. Malgré sa grosse déception, il va pouvoir suivre l'ascension de son petit-frère. En effet, au cours de la carrière de Zinédine, Noureddine va devenir son fidèle « bras droit » ou autrement dit son deuxième agent. Il joue alors le rôle d'attaché de presse du joueur, l'accompagne lors de nombreuses sorties publiques, fait l'intermédiaire auprès des sponsors, etc. et gère de manière plus générale la carrière extra-sportive de son frère. Enfin, l'unique sœur de Zinédine se nomme Lila. Née trois ans avant lui, c'est le frère dont elle est le plus proche. Titulaire d'un DEUG d'anglais, elle est la seule membre de la famille à être allée à l'université. Elle participe également aux affaires extra-sportives de Zinédine dont Zidane Diffusion.

### Vie privée

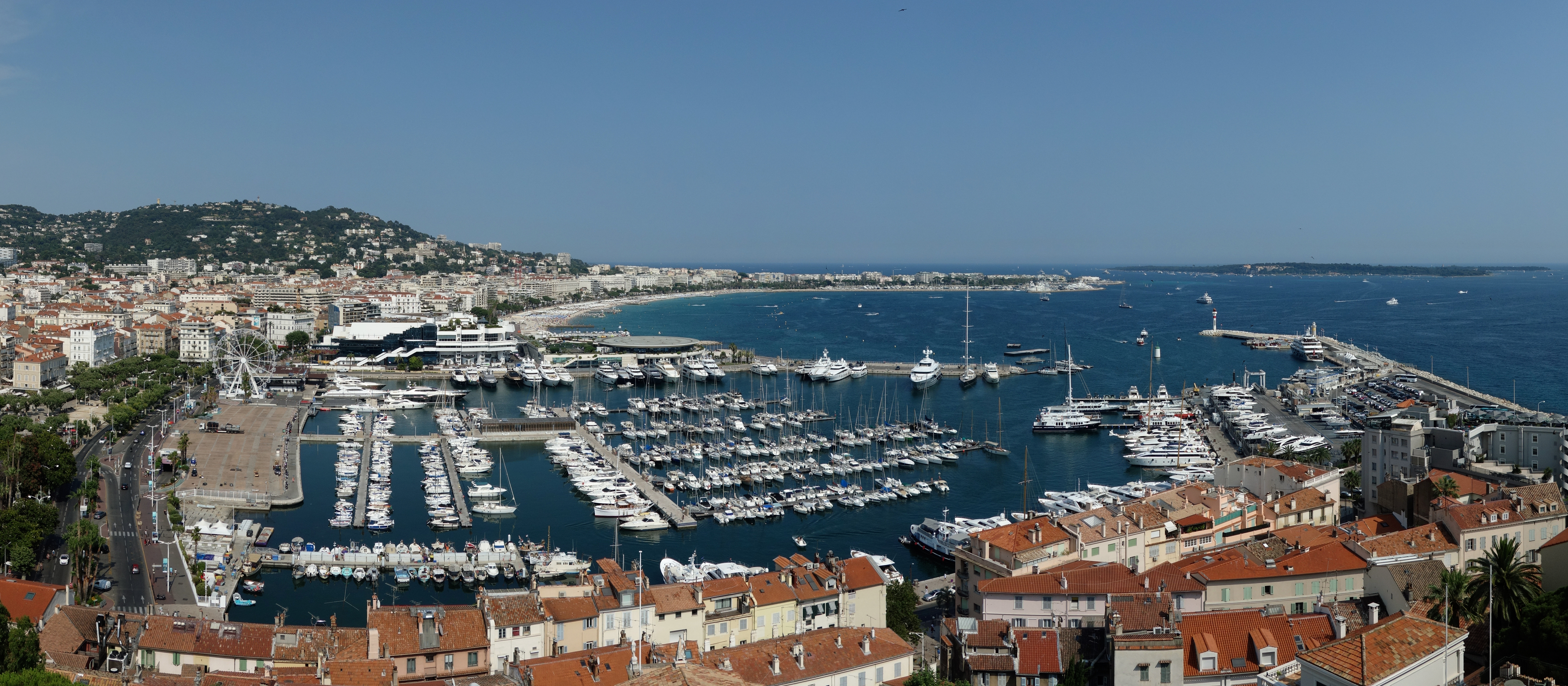
C'est à Cannes que Zinédine Zidane rencontre sa future femme, Véronique.

À l'âge de dix-sept ans, Zinédine Zidane rencontre pour la première fois Véronique Fernandez au foyer des jeunes travailleurs où ils résident tous les deux à Cannes. Aveyronnaise de parents espagnols nés en Andalousie, Antonio Fernández Lentisco, employé des abattoirs de Rodez, et Ana Ramírez Martínez, femme au foyer, Véronique est alors âgée de dix-huit ans. Ayant étudié la biologie à la fac, elle est  danseuse-stagiaire chez Rosella Hightower, une prestigieuse école de danse. Comme Zinedine, issu d'une famille algérienne de la Castellane, elle vient d'un milieu social relativement modeste,. Par la suite, les deux jeunes étudiants s'installent ensemble dans un studio. Le 28 mai 1994, Véronique et Zinédine Zidane se marient au château du Haillan à Bordeaux où il est à l'époque le meneur de jeu de l'équipe girondine. Le couple habite alors à Caudéran, un quartier de Bordeaux. Véronique Zidane abandonne la danse et devient vendeuse dans une boutique d'optique.
Début 2013, Zinédine Zidane se présente, avec son avocat, devant la cour d'appel de Paris, où il poursuit l'humoriste Christophe Alévêque qui avait tenu des propos injurieux dans une interview donnée au magazine SportMag, en janvier 2011. Le sportif se dit alors « choqué et blessé ». Après avoir été relaxé en première instance, l'humoriste est finalement condamné en appel à 5 000 euros de dommages-intérêts pour injures à l'encontre du champion du monde 98,.
Zidane réside aujourd'hui à Madrid, dans le quartier résidentiel de Conde de Orgaz, où il possède une propriété d'environ 600 mètres carrés,. Il possède également un vaste terrain (9 000 mètres carrés) dans la commune d'Onet-le-Château, dans la région de Rodez, où vivent ses beaux-parents, au lieu-dit de Puech Baurez,.
Il rachète avec Christophe Dugarry, ancien coéquipier aux Girondins et en sélection, une brasserie à Bordeaux, le Nulle part ailleurs en 1996, avant de céder ses parts en 2008. Zidane est également un ami de l'humoriste Jamel Debbouze.
À propos de sa religion, Zidane se décrit comme un « musulman non pratiquant ». En outre, il fait partie du Top 10 des plus grands athlètes musulmans de tous les temps établi par le magazine américain Complex.

### Descendance
Véronique et Zinédine Zidane ont leur premier enfant le 24 mars 1995 : il se prénomme Enzo (en hommage à Enzo Francescoli, l'idole d'enfance de Zizou) et est né à Bordeaux. Désirant une famille nombreuse, le couple a trois nouveaux enfants : Luca (né le 13 mai 1998 à Marseille), Théo (né le 18 mai 2002 à Marseille) et Elyaz (né le 26 décembre 2005 à Marseille).
Les quatre sont formés ou en formation au Real Madrid : Enzo, qui porte le nom de Fernández (celui de sa mère), joue en tant que meneur de jeu, Luca évolue au poste de gardien de but tandis que Théo est milieu de terrain. Le dernier, Élyaz, joue au poste d'arrière gauche ou défenseur central.
Éligible pour jouer pour la France et l'Espagne, Enzo Zidane (qui joue sous le nom d'Enzo Fernandez au début de sa carrière) est sélectionné en 2009 en équipe d'Espagne des moins de 15 ans, puis en 2014 en équipe de France des moins de 19 ans pour un stage de tests médicaux.
Luca, qui joue en France sous le nom de Luca Zidane, contrairement à son frère aîné, fait partie de l'équipe de France des moins de 17 ans de football durant le Championnat d'Europe 2015. Il joue au Real Madrid, section des moins de dix-huit ans, au poste de gardien de but.
En 2019, Théo fait partie des vingt joueurs sélectionnés en équipe de France des moins de 17 ans pour disputer le championnat d'Europe U17 en Irlande
Son fils cadet Elyaz, défenseur, remporte en juin 2022 avec l'équipe de France des moins de 17 ans, le championnat d'Europe 2022 de cette catégorie d'âge.
Son premier petit-enfant, la fille de Enzo Fernández, nait en mai 2022 et se prénomme Sia. Il est par la suite grand-père de jumelles.

## Biographie

### Jeunesse marseillaise (1972-1987)

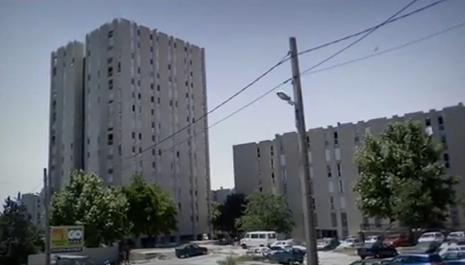
Cité de La Castellane où Zidane a grandi.

Depuis la fin des années 1960, la famille Zidane habite dans la cité de La Castellane (16e arrondissement), quartier défavorisé de la ville phocéenne où vivent environ 6 000 habitants issus de l'immigration : Maghrébins, noirs africains, espagnols et des comoriens,. Cette famille de cinq enfants habite dans un appartement de la place Tartane, près du supermarché Casino où travaille Smaïl Zidane, le père de Zinédine. C'est sur cette place que « Yazid » ou « Yaz », comme l'appelle son entourage, fait ses premiers pas avec le ballon rond. Avec ses frères et ses amis du quartier, le jeune Zidane passe des heures sur l'esplanade en face de son immeuble à jouer au football. Faisant alors ses premiers gestes techniques, le football devient rapidement une passion. Peu intéressé par l'école, Zidane ne s'adonne qu'au foot ainsi qu'au judo, son deuxième sport préféré, qu'il pratique jusqu'à 11 ans au centre social de la Castellane,.
À l'âge de neuf ans, Zidane commence à jouer au football dans le club de son quartier : l'AS Foresta. Sous les couleurs jaunes et vertes, il porte le brassard de capitaine. L'année suivante, en 1982, il signe à l'US Saint-Henri, club du quartier voisin, où il porte encore le numéro 10. Le jeune garçon progresse et rejoint l'équipe de SO Septèmes-les-Vallons en 1983 où il revêt alors le maillot jaune et rouge de ce club de la banlieue nord de Marseille. Son entraîneur, Robert Centenero, s'en occupe beaucoup et lui apporte son aide. Le 23 juin 1984, il assiste à la demi-finale de l'Euro 1984, France-Portugal, au stade Vélodrome en tant que ramasseur de balles. Son idole d'enfance se nomme Enzo Francescoli, un milieu offensif uruguayen qui évolue une saison à l'Olympique de Marseille.
Sur le terrain, le jeune Zidane est excellent techniquement, maîtrise les dribbles et le jeu de tête. En revanche, il manque de vitesse et de puissance physique. Pour combler ses lacunes, il s'impose davantage d'entraînements grâce à sa volonté de réussir. En décembre 1986, il est convoqué au Centre régional d'éducation populaire et de sport (CREPS) d'Aix-en-Provence pour un stage de trois jours avec la sélection des meilleurs cadets de la Ligue Méditerranée. C'est lors de ce stage qu'il est remarqué par Jean Varraud, recruteur de l'AS Cannes, lui-même ancien joueur de l'ASSE,. Varraud revient alors le 11 janvier 1987 à Saint-Raphaël en compagnie du directeur du centre de formation cannois, Gilles Rampillon. Lors de ce match, Zidane, positionné libéro, rate un petit pont dans sa surface de réparation, faisant encaisser un but à son équipe. Malgré cette bévue, le recruteur cannois est séduit par son talent et lui propose un stage d'entraînement d'une semaine. Cet essai étant concluant, l'AS Cannes propose à Zidane de rejoindre son centre de formation. Alors que Smaïl Zidane a déjà refusé une proposition de l'AS Saint-Étienne pour Noureddine, le frère de Zinédine, après plusieurs semaines de réflexion, les parents de Zizou acceptent mais à une condition : il doit être hébergé dans une famille d'accueil. À l'été 1987, Zinédine Zidane rejoint l'AS Cannes.

### Débuts à l'AS Cannes (1987-1992)

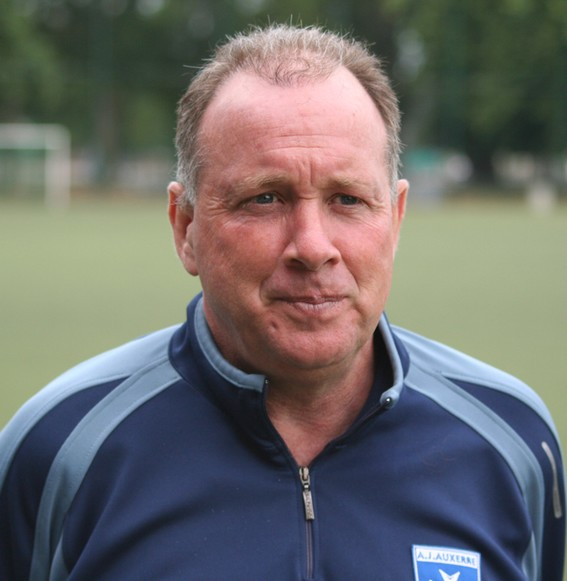
Jean Fernandez lance le jeune Zinédine Zidane chez les professionnels en 1989.

Zinédine Zidane intègre en 1987, à l'âge de quinze ans, le centre de formation cannois sous les ordres de Guy Lacombe. À son arrivée à Cannes, Zidane est hébergé dans la famille de Nicole et Jean-Claude Élineau, à Pégomas, village dans lequel un square porte son nom depuis 2007. Il bénéficie également de l'aide de Jean Varraud, un homme qui « a beaucoup compté » selon lui, décédé le 24 juin 2006 d'un cancer généralisé pendant la Coupe du monde. À l'AS Cannes, Zidane rencontre de nouveaux entraîneurs et les professionnels de l'équipe première. L'année suivante, il quitte le domicile des Élineau pour rejoindre le Foyer des jeunes travailleurs de Provence où vivent les stagiaires de l'AS Cannes. En parallèle, Zidane poursuit ses études en CAP au Centre de formation d'apprentis durant deux ans. Côté terrain, sa persévérance et sa qualité technique le font progresser rapidement. L'ayant remarqué, Jean Fernandez l'intègre à 16 ans dans l'effectif professionnel. Le 20 mai 1989, Zinédine Zidane débute en Première division contre le FC Nantes, équipe composée de Marcel Desailly et Didier Deschamps entre autres, au stade de la Beaujoire. Entré à douze minutes de la fin, il parvient à tirer sur le poteau et Cannes obtient le match nul (1-1). À l'issue de la rencontre, Zidane et ses coéquipiers touchent une « double-prime » (5 000 francs) alors que le salaire habituel de son contrat d'aspirant est selon les sources de 700 ou 1 000 francs,.
Après une saison blanche (1989-1990) où il ne joue pas avec l'équipe première, Zidane retrouve la Division 1 en août 1990 contre l'AJ Auxerre. Mais une défaite 3-0 à domicile l'éloigne encore de l'équipe professionnelle pendant plusieurs matchs. Il fait son retour en septembre contre Nantes et ne quittera plus l'équipe première. En effet, le numéro 9 cannois enchaîne les bonnes prestations. Après avoir battu l'Olympique de Marseille de Beckenbauer sur son terrain (1-0), il marque son premier but chez les professionnels, le 10 février 1991, toujours contre le FC Nantes (2-1), après avoir lobé le gardien nantais. En guise de récompense, il reçoit une Renault Clio rouge comme lui a promis le président du club, Alain Pedretti,. Par la suite, Zidane et son club terminent la saison en apothéose avec une quatrième place obtenue, qualificative pour la Coupe UEFA. L'AS Cannes ainsi que Zidane découvre pour la première fois l'Europe. Malheureusement, cette première participation européenne voit l'AS Cannes échouer dès les seizièmes-de-finale contre le FC Dynamo Moscou. Par ailleurs, entre juin et décembre 1991, Zidane effectue son service militaire au bataillon de Joinville et participe à la Coupe du monde militaire où la France termine quatrième,. En club, l'élimination en coupe d'Europe s'accompagne d'une saison complètement manquée en championnat, terminée à une 19e place synonyme de retour en Division 2. Malgré 5 buts en 31 matchs, Zidane ne peut éviter la relégation de son club.
Remarqué pour son talent, Zidane est courtisé par plusieurs clubs au terme de la saison. Parmi eux, l'Olympique de Marseille et son président Bernard Tapie manifestent leur intérêt pour le jeune joueur. Mais l'entraîneur de l'époque, Raymond Goethals le trouve « trop lent ». C'est alors que les dirigeants des Girondins de Bordeaux, Rolland Courbis et Alain Afflelou, venus pour négocier les transferts de ses coéquipiers Jean-François Daniel et Éric Guérit, s'intéressent à lui à la suite du refus de l'OM. Zinédine Zidane est recruté par Bordeaux pour la somme de 3 millions de francs (460 000 euros) et rejoint le club girondin à l'été 1992.

### Révélation aux Girondins de Bordeaux (1992-1996)

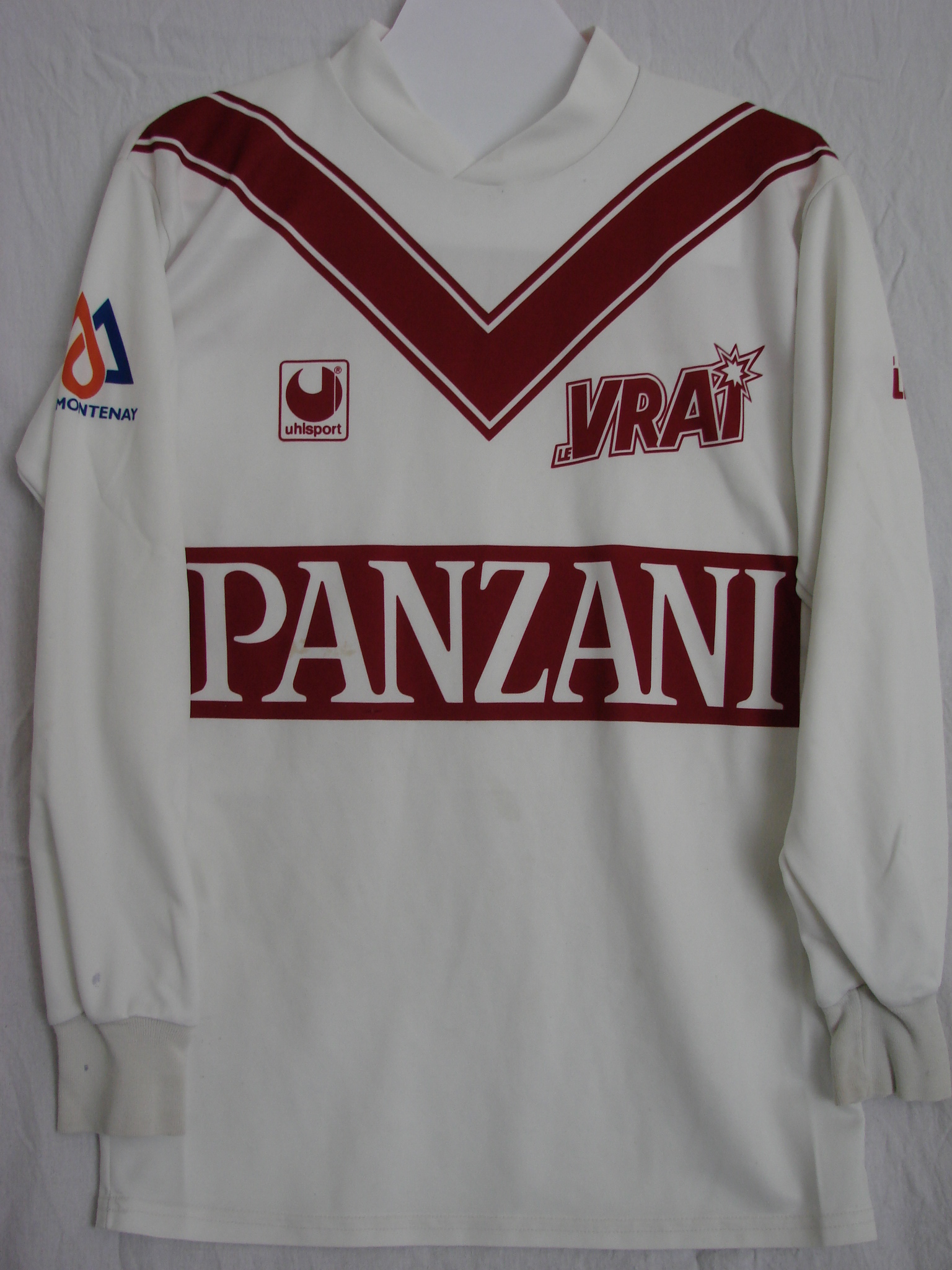
Zidane se révèle sous les couleurs des Girondins de Bordeaux entre 1992 et 1996.

En 1992, Zinédine Zidane arrive aux Girondins de Bordeaux. Dans cette nouvelle ville, Zidane doit faire face au changement de contexte par rapport à l'AS Cannes. Son acclimatation en terre girondine est facilitée par son entraîneur Rolland Courbis, qui comme lui est d'origine marseillaise. C'est d'ailleurs Courbis qui lui donne comme surnom « Zizou », devenu célèbre lors des années suivantes,. Au sein de son nouveau club, Zidane côtoie deux autres futurs internationaux français, Christophe Dugarry et Bixente Lizarazu, avec lesquels il forme le « triangle bordelais » et qui se lient d'amitié. Positionné sur le côté gauche, Rolland Courbis décide de le ménager en le remplaçant régulièrement avant la fin du match malgré l'incompréhension du joueur,. Pour sa première saison, Zidane inscrit 10 buts en 35 matchs de championnat, son meilleur total en Gironde, et multiplie les passes décisives pour son coéquipier Dugarry.
Qualifié en coupe UEFA après une quatrième place obtenue, les girondins sont également performants en championnat. Le duo Zidane-Dugarry fait des merveilles tandis que Zizou se trouve une nouvelle spécialité : les coups francs. Il en inscrit au total 12 durant sa carrière bordelaise. Malgré un carton rouge contre Marseille à la suite d'un coup de poing donné à Marcel Desailly en septembre 1993, son talent ne tarde pas à marquer les esprits et il devient le chouchou du public girondin,. L'élimination précoce en coupe d'Europe n'empêche pas les bordelais de terminer à une honorable quatrième place. Au terme de la saison, après avoir inscrit 6 buts en 34 matchs, Zidane reçoit le trophée UNFP du meilleur espoir 1994 du championnat de France. Ses performances lui ouvrent les portes de l'équipe de France A en août 1994. La saison suivante est assez similaire, de nouveau éliminé rapidement en coupe UEFA, les girondins parviennent à décrocher une cinquième place qualificative pour la coupe Intertoto. Le numéro 7 bordelais a, quant à lui, marqué 6 fois en 37 matchs de championnat et confirme son nouveau statut.
Pas encore historique, la saison 1995-1996 des Girondins de Bordeaux commence bien avec la victoire en coupe Intertoto 1995, où Zizou inscrit 5 buts en 8 matchs, qui leur permettent d'intégrer la coupe UEFA. En huitièmes de finale, il inscrit un but d'anthologie de quarante mètres du pied gauche contre le Betis Séville qui qualifie les siens. Arrivé en quart-de-finale, le Milan AC et ses stars se dressent alors devant les bordelais. Après s'être incliné 2-0 en Italie, Bordeaux est condamné à créer l'exploit. Le 19 mars 1996, au cours d'un match exceptionnel au Parc Lescure, les Bordelais parviennent à inscrire 3 buts dont deux buts marqués par Christophe Dugarry sur deux passes décisives de Zidane,. Après avoir battu le Slavia Prague en demi-finale, Zidane et Bordeaux se retrouvent en finale de la coupe UEFA. Suspendu au match aller, Zidane voit la défaite des siens 2-0 à Munich et est impuissant lors du match retour (1-3). En parallèle, les Girondins manquent complètement leur saison en championnat et terminent à la 16e place du classement. À l'issue de la saison, avec 6 buts en 33 matchs, Zidane reçoit le trophée UNFP du meilleur joueur de D1 1996. L'épopée bordelaise s'achève en finale mais leur parcours européen a fait parler d'eux et les meilleurs joueurs de l'équipe sont très courtisés,. Zinédine Zidane est repéré alors par la Juventus FC qui le recrute pour 35 millions de francs (5,3 millions d'euros),,.
En 2022, le magazine So Foot le classe dans le top 1000 des meilleurs joueurs du championnat de France, à la 110e place.

### Éclosion à la Juventus (1996-2001)

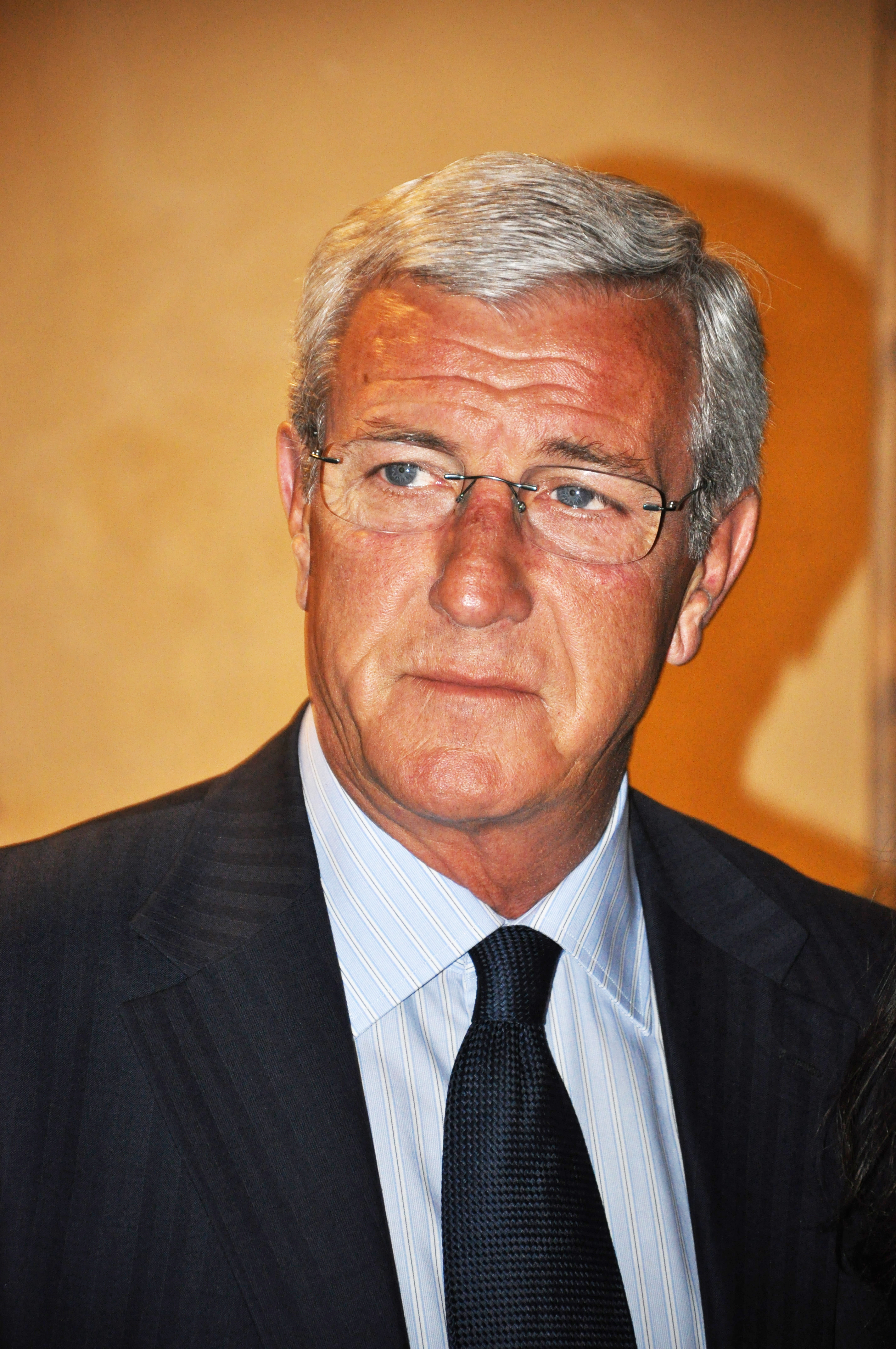
L'entraîneur Marcello Lippi accorde sa confiance à Zidane lors de ses débuts à la Juventus.

Zinédine Zidane rejoint la Juventus Turin à l'issue de l'Euro 1996. Il hérite du numéro 21. Le club italien est alors considéré comme une des meilleures équipes du monde. Zizou franchit alors un nouveau palier et découvre la « culture de la gagne ». Aussitôt comparé à l'ancien meneur de jeu français Michel Platini, qui a évolué à la Juventus au milieu des années 1980, Zidane éprouve quelques difficultés à cause de la préparation physique, très rigoureuse en Italie. Mais il bénéficie de l'aide de Didier Deschamps, coéquipier français de la Juve, et de la confiance de l'entraîneur Marcello Lippi qui lui permet de franchir un cap,. Il joue son premier match en Serie A le 8 septembre 1996 contre l'AC Reggiana. Il est titularisé lors de cette rencontre qui se solde par un match nul (1-1). Peu en vue lors des premiers mois, le déclic se produit le 20 octobre 1996 lors d'un match de championnat contre l'Inter Milan (2-0) où il marque son premier but sous le maillot Bianconeri,. Le 1er décembre 1996, il donne la victoire à son équipe contre le Bologne FC en Serie A, étant l'unique buteur de la rencontre.

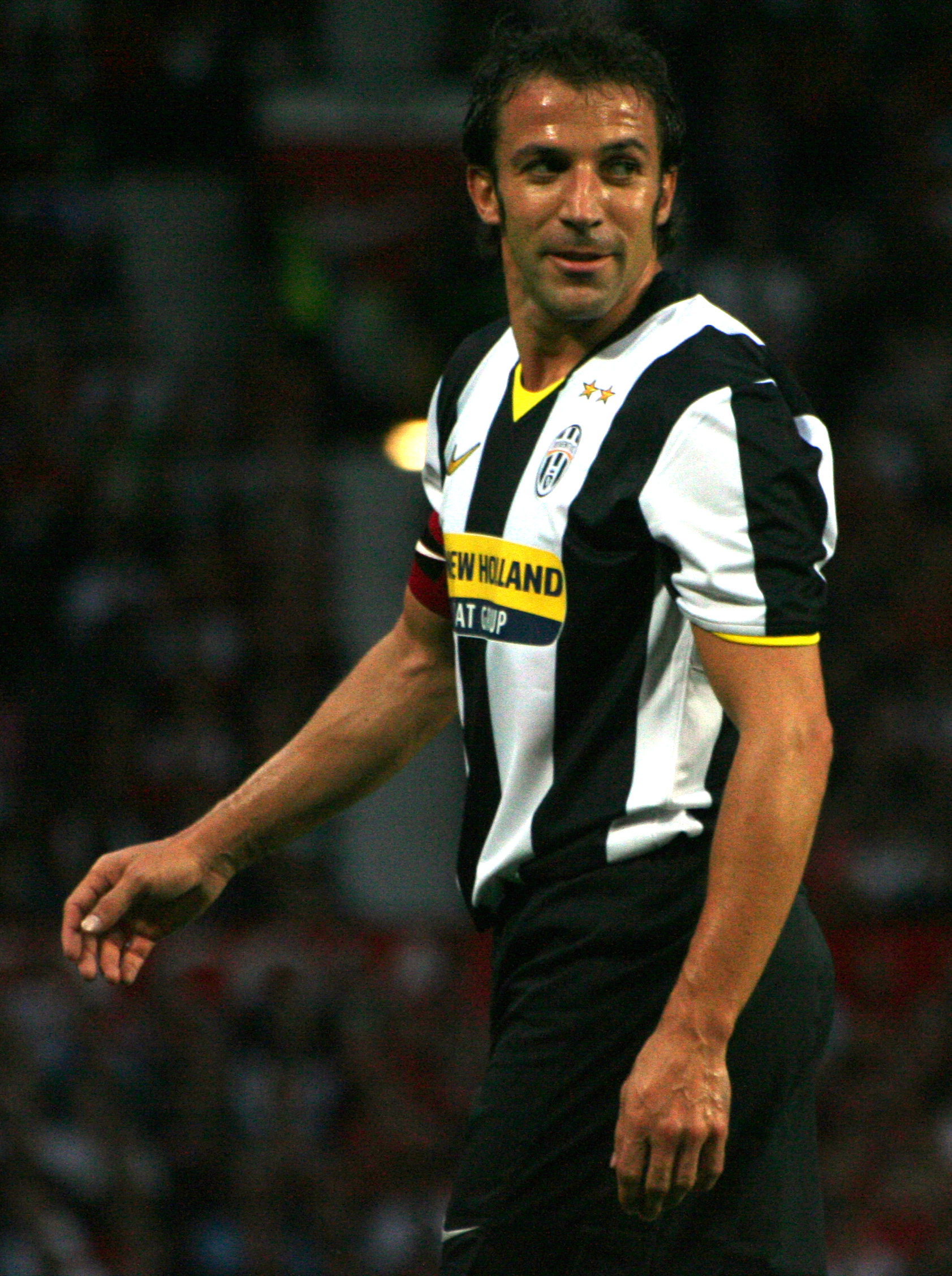
Alessandro Del Piero est le partenaire privilégié de Zidane à la Juventus.

Sa première saison italienne est une réussite, il remporte la coupe intercontinentale puis décroche la supercoupe d'Europe. En fin de saison, la Juventus remporte le Scudetto pour la 24e fois de son histoire. Le repositionnement de Zidane effectué par Lippi, en tant que numéro 10 derrière les deux attaquants, lui permet d'inscrire 5 buts en 29 matchs de championnat. En ligue des champions, il réalise l'un des meilleurs matchs de sa carrière, selon lui, en demi-finale contre l'Ajax Amsterdam (4-1), mais s'incline en finale contre le Borussia Dortmund (3-1). La saison 1997-1998 est encore meilleure pour le joueur français. En août 1997, il remporte la supercoupe d'Italie, tandis qu'en championnat, la Juventus domine tout au long de la saison. Le 19 octobre 1997 il inscrit son premier doublé en championnat lors d'une large victoire de la Juventus contre l'AS Bari (0-5). Zidane est de nouveau l'auteur d'un doublé en championnat le 25 janvier 1998, contre l'Atalanta Bergame. Ses deux buts permettent à son équipe de l'emporter par trois buts à un. Zizou marque 7 buts en 32 matchs (meilleures statistiques sous l'ère turinoise) et multiplie les passes décisives pour Alessandro Del Piero ou Filippo Inzaghi. Il devient champion d'Italie pour la deuxième fois consécutive à deux journées de la fin du championnat. En ligue des champions, les joueurs de la « Vieille Dame » perdent une nouvelle fois en finale, contre le Real Madrid (1-0).
Sacré champion du monde et auteur d'une belle saison avec la Juve, Zidane reçoit le Ballon d'or en décembre 1998 et devient le quatrième joueur français à remporter le trophée. La saison 1998-1999, post-coupe du monde, est assez décevante pour Zidane : moins performant sur les terrains, il ne marque que 2 buts en 25 matchs (son plus faible total en Italie) et est victime d'une blessure en fin de saison. En pleine crise, le club change d'entraîneur : Carlo Ancelotti remplace Marcello Lippi. Terminant septième au classement, la Juve ne se qualifie que pour la coupe Intertoto. Une compétition qu'il remporte dès la saison suivante. Alors qu'elle pointe en tête du Calcio, la Juve perd deux matchs importants contre le Milan AC (2-0) et la Lazio Rome (0-1). Zidane, quant à lui, marque même l'un de ses plus beaux buts contre la Reggina le 23 janvier 2000. Les Turinois laissent échapper le titre lors de la dernière journée contre Pérouse (1-0) et se font éliminer de la coupe UEFA par le Celta Vigo. Sacré champion d'Europe avec les Bleus et élu meilleur joueur de l'Euro 2000, Zinédine Zidane est favori pour remporter un deuxième Ballon d'or en 2000. Mais il reçoit deux cartons rouges en ligue des champions contre le Deportivo La Corogne puis Hambourg SV où il prend cinq matchs de suspensions. Deux mauvais gestes qui l'empêchent de remporter un second trophée. En cette saison 2000-2001, Zidane noue une réelle complicité avec l'attaquant français David Trezeguet, arrivé au mercato estival, à qui il distribue les passes décisives. Le duo français fait le bonheur de la Juventus qui revient en haut du classement. Lors d'une rencontre décisive pour le titre, la Juve fait match nul contre l'AS Rome (2-2). Ce résultat empêche Zidane de remporter un troisième et dernier Scudetto malgré 6 réalisations en 33 matchs de championnat.

### UnGalactiqueau Real Madrid (2001-2006)

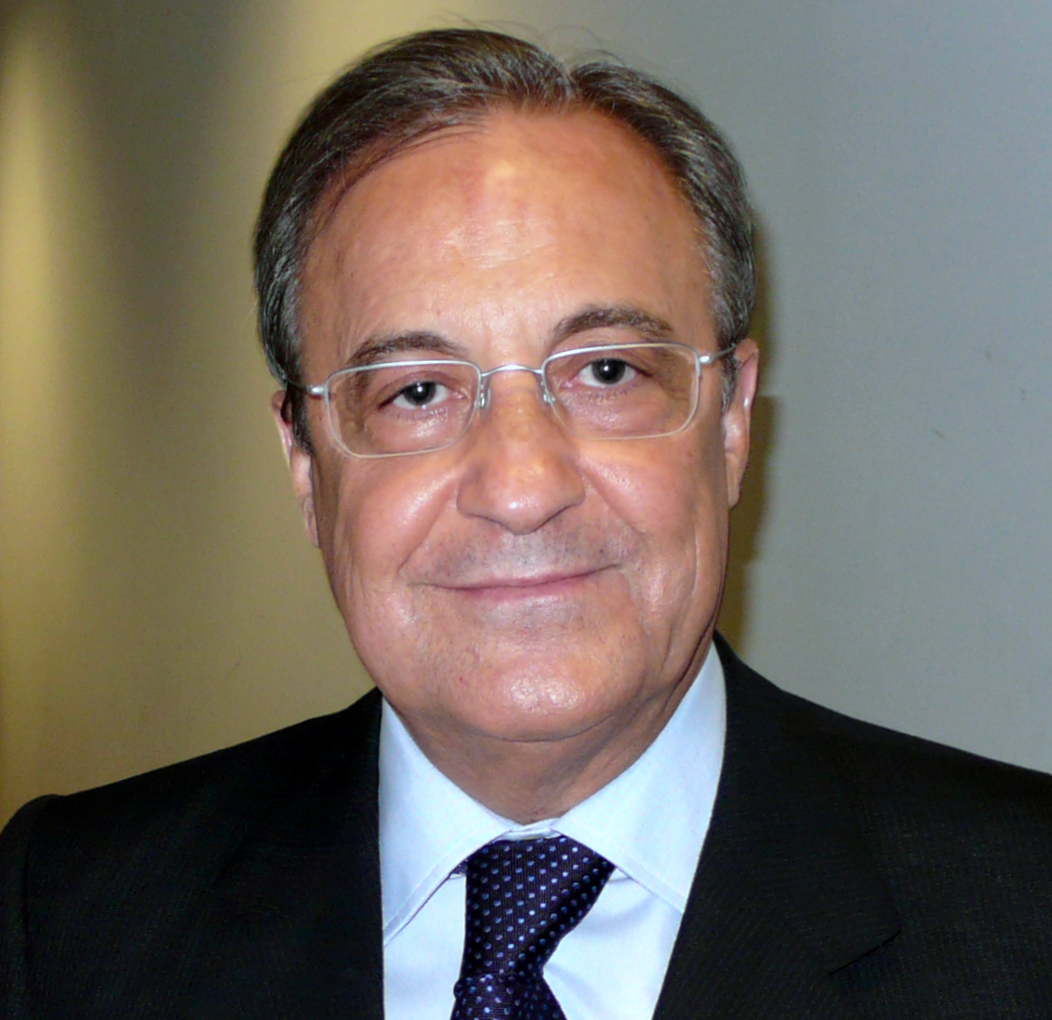
Florentino Pérez, l'homme qui a fait venir Zinédine Zidane au Real Madrid.

Alors que Zinédine Zidane a déjà rencontré Florentino Pérez, au cours d'un gala UEFA en août 2000, le président madrilène, qui veut bâtir une équipe « galactique » composée de stars, souhaite faire venir le joueur français au Real Madrid,. Après plusieurs mois de négociations entre le club espagnol et la Juventus,, le transfert est officialisé le 8 juillet 2001 par Alain Migliaccio, l'agent de Zizou. La somme s'élève à 75 millions d'euros : Zidane devient alors le transfert le plus cher de l'histoire du football. Il est présenté officiellement le lendemain à la Ciudad Deportiva du Real Madrid devant la presse et reçoit des mains d'Alfredo Di Stéfano le numéro 5, porté précédemment par Manuel Sanchís.

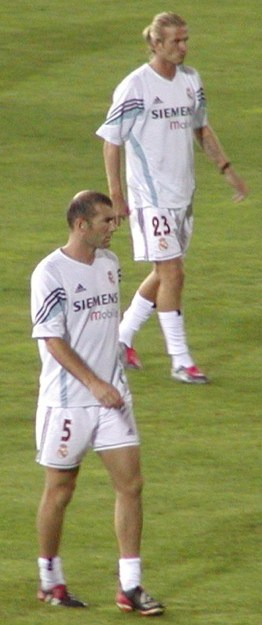
David Beckham et Zidane, deux joueurs symboles des Galactiques du Real Madrid.

Comme lors de son arrivée à la Juventus, Zidane a quelques difficultés d'adaptation. Suscitant beaucoup l'attention après son transfert, il subit quotidiennement la pression médiatique espagnole. Au sein d'une équipe composée de stars, comme Raúl, Luís Figo ou Fernando Hierro, il peine à trouver sa place. De plus, malgré une victoire en supercoupe d'Espagne en août 2001, les premiers résultats du Real en championnat sont décevants avec aucune victoire après trois journées. Zidane marque son premier but avec le club, le 15 septembre 2001 contre le Real Betis (1-3). Vicente del Bosque, l'entraîneur madrilène, décide alors de le faire évoluer légèrement sur le côté gauche, devant le latéral brésilien Roberto Carlos, mais disposant d'une certaine liberté derrière les deux attaquants : Raúl et Fernando Morientes. Ce choix s'avère payant, avec Luís Figo à droite, le quatuor d'attaque va permettre à Zidane d'exprimer tout son talent. Le début de sa belle carrière au Real intervient le 5 janvier 2002, lors d'un match de championnat contre le Deportivo la Corogne. Zidane réalise un grand match et inscrit un but mémorable combinant agilité et technique. Distancé en championnat et défait en finale de la Coupe du Roi, le Real se tourne sur la ligue des champions où il est assez performant. Arrivés en finale, les Merengue s'imposent 2-1 contre le Bayer Leverkusen et Zidane inscrit le but de la victoire d'une reprise de volée splendide (du pied gauche) à l'entrée de la surface,. Ce but est considéré comme l'un des plus beaux de la compétition et de la carrière de Zidane,. Par la suite, le but est baptisé « la volée de Glasgow » par les supporters madrilènes. Élu homme du match, Zinédine Zidane remporte sa première ligue des champions après trois finales européennes perdues et rentre définitivement dans l'histoire du club madrilène. En une saison, Zidane est devenu un élément indispensable de l'équipe espagnole. Après une coupe du monde 2002 en demi-teinte marquée par une élimination des Bleus en phase de groupe, Zidane engrange un nouveau trophée, la Supercoupe d'Europe avec le Real Madrid. En décembre, le Real Madrid conquiert la Coupe intercontinentale puis quelques mois plus tard, remporte le championnat, arraché à la Real Sociedad lors de la dernière journée. Cette saison 2002-2003 est une réussite pour Zidane, qui inscrit 9 buts en 33 matchs de championnat.
Malgré ces victoires, le club se sépare de l'entraîneur del Bosque, remplacé par Carlos Queiroz. En août 2003, Zidane remporte une nouvelle Supercoupe d'Espagne contre Majorque (5-3), ce qui constituera son dernier trophée sous les couleurs madrilènes. En effet, le Real Madrid enchaîne ensuite les saisons blanches, alors que les dirigeants du club privilégient l'aspect marketing à l'aspect sportif. La politique de Pérez, qui consiste à acheter une star tous les ans (Ronaldo, Beckham puis Owen), se conclut sur un échec. En 2003-2004, le club madrilène est éliminé en quart-de-finale de Ligue des champions par l'AS Monaco, à la surprise générale. De plus, en coupe du Roi, le Real Madrid s'incline en finale contre Saragosse (3-2) laissant filer un nouveau trophée,. En championnat, le Real termine seulement à la quatrième place, sept points derrière le champion Valence. Zidane, quant à lui, inscrit 6 buts en 33 matches, son plus faible total au Real.
La saison 2004-2005 est encore pire : après un début de saison catastrophique où trois entraîneurs se succèdent, le Real ne parvient pas à rattraper le FC Barcelone en championnat et se fait éliminer des autres compétitions. Après une nouvelle saison blanche, l'équipe est décrite en « fin de cycle » selon les médias. Décrié lui aussi pour son âge, Zidane marque six fois en 29 rencontres de championnat.
La saison 2005-2006 constitue la dernière pour Zinédine Zidane au Real. Revenu en équipe de France, le joueur français doit enchaîner les matches entre club et sélection. Le Real n'est pas au mieux, et perd 0-3 en octobre 2005, à Santiago Bernabéu, contre le Barça de Ronaldinho, dont prestation est applaudie par le public madrilène. Ces mauvais résultats entraînent le remplacement de Vanderlei Luxemburgo par Juan Ramón López Caro. Après un mois de repos, Zidane revient en pleine forme début 2006. Il réalise un triplé, le premier de sa carrière, contre le Séville FC (4-2), le 15 janvier 2006, devenant ainsi le premier français à inscrire un coup du chapeau lors d'un match de Liga. Un mois plus tard, il inscrit un doublé contre l'Espanyol (4-0). Malgré les bonnes prestations de Zizou, une nouvelle défaite contre Majorque (2-1) provoque la démission du président, Florentino Pérez, très proche de Zidane.

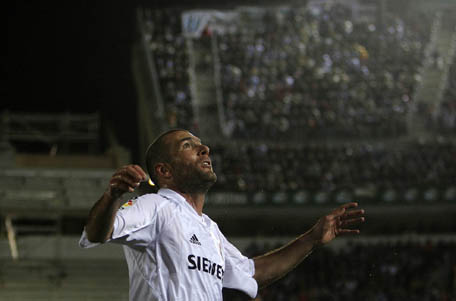
Zidane, sous les couleurs du Real, en 2005.

Déjà pressentie dans les médias espagnols, Zinédine Zidane annonce sur Canal+ le 25 avril 2006, qu'il prend sa retraite à l'issue de la Coupe du monde, en Allemagne,. Le numéro 5 madrilène déclare qu'il n'a plus le même niveau ni la même constance qu'au sommet de sa carrière et décide de résilier son contrat, un an avant son terme. Les saisons blanches successives ainsi que le départ de Florentino Pérez, auront joué un rôle important dans sa décision. Le 7 mai 2006, Zidane joue son dernier match au stade Santiago Bernabeu contre Villarreal (3-3). Tout le public madrilène porte son maillot avec le numéro 5 et de nombreuses banderoles lui sont dédiées. Sous les yeux de sa famille, il inscrit un but de la tête à la 66e minute sur un centre de David Beckham. Enfin, pour son ultime match avec le Real Madrid, il marque à nouveau contre le FC Séville mais n'empêche pas la défaite (4-3),. Statistiquement, Zidane réalise sa meilleure saison, malgré l'absence de titres, avec 9 buts en 29 matchs de championnat.

### Carrière internationale (1994-2006)

#### Débuts tonitruants et premier Euro

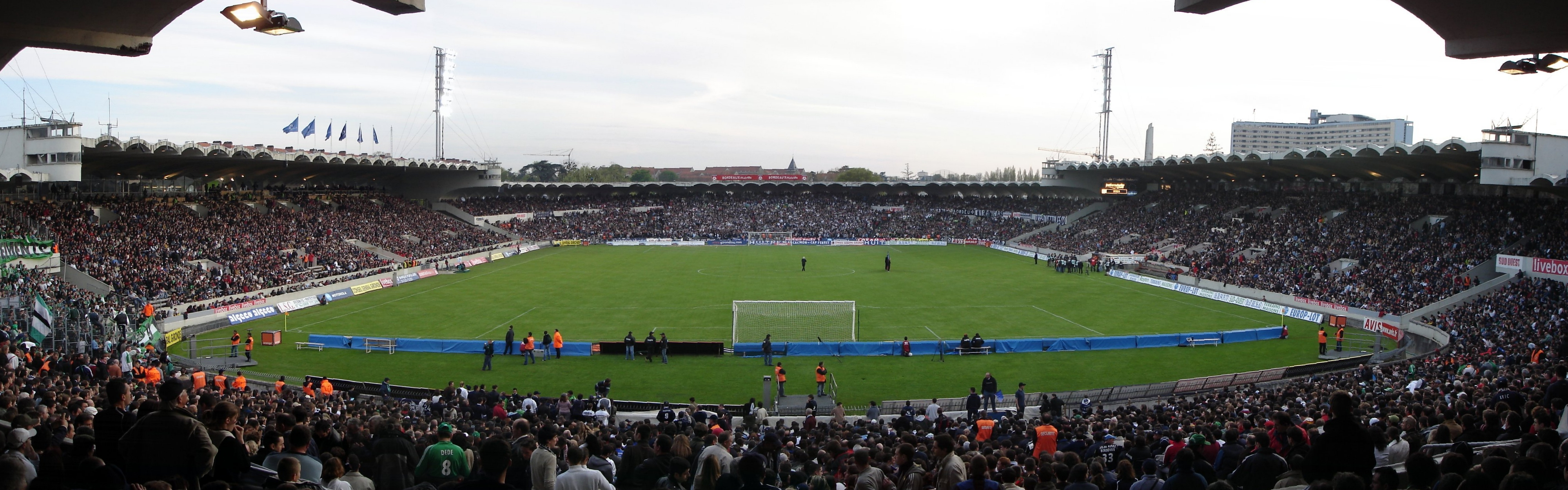
Pour sa première sélection, Zidane inscrit un doublé au Parc Lescure à Bordeaux.

En 1991, avec l'équipe de France Espoirs, il participe au Festival International Espoirs. L'équipe de France s'inclinera en finale contre l'Angleterre d'Alan Shearer.
Avec les espoirs, Zidane participe notamment au championnat d'Europe espoirs 1994. Titulaire lors de cette compétition organisée en France, il ne trouve toutefois pas le chemin des filets. Les Bleuets sont éliminés en demi-finale le 15 avril 1994 après une séance de tirs au but, par l'Italie de Christian Vieri, Fabio Cannavaro, Francesco Toldo ou encore Christian Panucci. Il est titularisé lors de cette rencontre et parvient à transformer son tir au but lors de la séance ultime, mais ne peut empêcher la défaite de son équipe.
Après l'échec de qualification pour la Coupe du monde 1994, l'équipe de France est en reconstruction. Alors que Youri Djorkaeff déclare forfait pour un match amical, Zidane est appelé en renfort par le nouveau sélectionneur Aimé Jacquet à la suite de ses bonnes performances avec les Girondins. Le 17 août 1994 à Bordeaux, Zinédine Zidane est pour la première fois sélectionné en équipe de France, contre la République tchèque, sur la pelouse de son club au Parc Lescure,. Il entre en jeu à la 63e minute avec le numéro 14, en remplacement de Corentin Martins. La France est alors menée 2-0 mais Zidane marque deux buts en deux minutes permettant aux Bleus d'obtenir le match nul (2-2),. Devant les caméras, il déclare :

« Je pense à ma femme qui est enceinte tout juste de deux mois donc c'est à elle que je dédie mon match et mes deux buts et un peu à ma famille aussi. C'est beau, c'est magnifique, ça m'était jamais arrivé de marquer deux buts dans un seul match toutes catégories, que ce soit cadets, minimes, espoirs donc deux buts c'est beau. »

— Zinédine Zidane, le 17 août 1994.
En concurrence avec Corentin Martins et Éric Cantona, il lui faut néanmoins encore attendre près d'une année pour devenir un titulaire à part entière au sein de l'équipe de France, et ce n'est qu'en 1995, au cours des éliminatoires pour l'Euro 1996, que le sélectionneur national Aimé Jacquet fait de Zidane son meneur de jeu titulaire. En effet, ce dernier enchaîne les bonnes prestations avec Bordeaux et inscrit deux buts contre l'Azerbaïdjan (10-0) puis surtout contre la Roumanie (3-1) dans un match fondateur. C'est durant ses deux matchs, que Zidane porte pour la première fois le maillot floqué du numéro 10 en équipe de France. Titulaire pour l'Euro 1996 en Angleterre, malgré un accident de voiture quelques jours avant le début de la compétition, Zidane n'est pas au meilleur de sa forme mais les Bleus se qualifient tout de même pour les quarts-de-finale. Plus en vue face aux Pays-Bas, il permet d'atteindre avec ses coéquipiers les demi-finales. Peu après, la France s'incline contre la République tchèque aux tirs au but dans un match où Zidane ne brille guère. Fatigué et moins performant, Zizou connaît un échec personnel mais un véritable point de départ du groupe français pour la suite,.

#### Coupe du monde 1998 - Euro 2000: la consécration
La France étant organisatrice de la Coupe du monde 1998, les Bleus doivent effectuer deux ans de matchs amicaux. À la suite de plusieurs résultats moyens, l'équipe de France est très critiquée par les médias et la presse avant le début de la compétition, la question de la complémentarité entre Zidane et Youri Djorkaeff étant une de ces polémiques, ce qui est considéré comme un faux problème par les intéressés. Zidane forme en effet un duo offensif avec Djorkaeff, chargé de dynamiser le jeu français. Zidane se situe plus dans un rôle de meneur de jeu et Djorkaeff davantage dans la conclusion des actions. Après avoir marqué contre l'Italie (2-2) lors du tournoi de France, Zizou inscrit le premier but du Stade de France lors de son inauguration contre l'Espagne (1-0), le 28 janvier 1998,,. Durant la préparation, il inscrit deux nouveaux buts contre la Norvège (3-3) à la suite d'un magnifique enchaînement puis contre la Belgique (1-0) lors du tournoi Hassan II que la France remporte.
Le premier match des Bleus a lieu au stade Vélodrome à Marseille, ville natale de Zidane, le 12 juin 1998 contre l'Afrique du Sud, coup d'envoi du parcours de l'équipe de France. Sur corner, Zidane adresse une passe décisive à Christophe Dugarry qui marque de la tête. Après une première victoire (3-0), la France remporte son second match contre l'Arabie saoudite (4-0). Malgré une bonne prestation, Zidane est expulsé en deuxième mi-temps pour s'être essuyé les crampons sur Fuad Amin,,. Suspendu pour deux matchs, il ne peut jouer le troisième match de poule contre le Danemark (2-1) et le huitième-de-finale contre le Paraguay (1-0). Il fait son retour en quart-de-finale contre l'Italie, équipe composée de nombreux partenaires en club de Zidane. Lors de la séance de tirs au but, il inscrit le sien, puis dispute la demi-finale contre la Croatie (2-1) où son équipier Lilian Thuram marque un doublé qualificatif pour la finale. À l'occasion de la finale, le 12 juillet 1998, Zidane entre dans l'histoire de la compétition en marquant deux buts, tous deux de la tête sur des corners tirés respectivement par Emmanuel Petit (27e minute) et Youri Djorkaeff (45e minute), auxquels s'ajoute un but de Petit à la 90e minute (3-0), et permet à la France de soulever le trophée mondial pour la première fois de son histoire,. Ce titre de champion du monde lui permet d'atteindre la consécration sur le plan national notamment en termes de popularité où le soir de la finale, l'image de son visage est projeté sur l'arc de triomphe à Paris et de nombreux slogans clament « Zizou Président ! »,,,,.

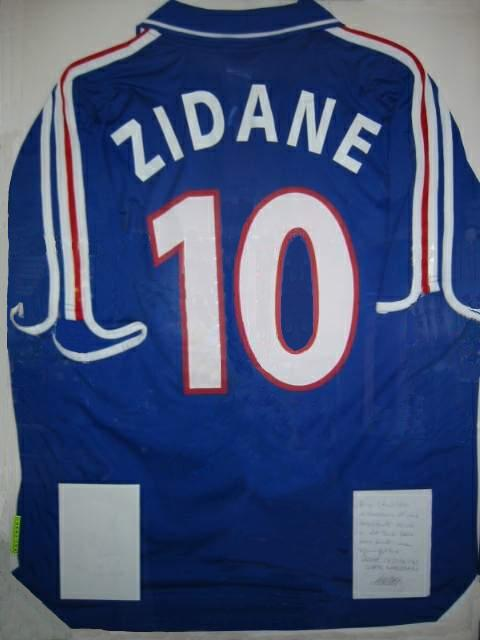
Maillot no 10 porté par Zinédine Zidane lors de l'Euro 2000.

Peu après le titre de champion du monde, la France doit effectuer les éliminatoires de l'Euro 2000. Durant ces qualifications, Zidane marque un but contre l'Arménie (3-2). Il participe également à la victoire historique contre l'Angleterre (2-0) à Wembley en 1999 où il est à l'origine des deux buts français. Par la suite, les Bleus se qualifient pour l'Euro malgré quelques difficultés rencontrées. Après avoir inscrit un nouveau but contre la Pologne (1-0) en amical, il remporte à nouveau le tournoi Hassan II organisé au Maroc où il inscrit notamment un but en demi-finale face au Japon (1-1).
L'Euro débute alors que l'équipe de France est en pleine confiance. Après un premier tour parfaitement maîtrisé, victoire contre le Danemark (3-0) et la République tchèque (2-1) puis défaite sans conséquences face aux Pays-Bas (3-2) où Zizou distribue les passes décisives pour ses attaquants, les Bleus se qualifient en quarts-de-finale,. Face à l'Espagne, Zidane se montre décisif en marquant un magnifique coup franc qui contribue à la victoire française (2-1). Puis en demi-finale, contre le Portugal, il réalise l'une de ses meilleures performances en équipe de France et inscrit le but en or à la 117e minute qui envoie la France en finale,. Le 2 juillet 2000, opposée à l'Italie en finale, la France est menée 0-1 dans les arrêts de jeu avant d'égaliser à la 93e minute sur un but de Sylvain Wiltord et arrache les prolongations, durant lesquelles David Trezeguet, inscrit d'une reprise de volée le but en or synonyme de victoire (2-1). Plus discret en finale, Zidane conduit tout de même l'équipe de France à un nouveau titre de champion, ce qu'aucune équipe n'avait réalisé (doublé Coupe du monde-Championnat d'Europe dans cet ordre),. Avec un niveau de jeu rarement atteint, Zinédine Zidane est élu meilleur joueur de la compétition,,.

#### Échecs au Mondial 2002 et à l'Euro 2004: premier retrait
Championne d'Europe et du monde en titre et postée à la première place du classement mondial de la FIFA à partir de mai 2001, la France est qualifiée d'office pour la Coupe du monde 2002 en tant que tenante du titre. Pendant ses deux ans de matches amicaux, Zidane confirme son statut de star en équipe nationale. Il devient même vice-capitaine, à la suite de la retraite de Didier Deschamps, derrière Marcel Desailly. Face à l'Allemagne (1-0), en février 2001, il marque l'un des plus beaux buts de sa carrière en Bleu à la suite d'enchaînements pied gauche. En juin, Zidane ne participe pas à la Coupe des confédérations 2001, remportée par la France, laissé au repos à la disposition de son club par Roger Lemerre. Il inscrit également deux autres buts contre le Japon (5-0) et l'Écosse (5-0) durant cette période amicale,. Les Bleus abordent donc la Coupe du monde 2002, organisée en Corée du Sud et au Japon, en tant que favorite.
Retenu pour la coupe du monde, Zidane se blesse au quadriceps de la cuisse gauche, le 26 mai 2002, lors du dernier match de préparation contre la Corée du Sud. Une blessure qui l'empêche de jouer les deux premiers matches du premier tour. Son absence est lourde de conséquence : la France s'incline en ouverture contre le Sénégal (1-0) et fait match nul face à l'Uruguay (0-0). Zidane fait son retour lors du troisième match décisif contre le Danemark. Ne disposant pas de toutes ses capacités physiques, il ne permet pas à la France de se qualifier pour les huitièmes de finale après une défaite 2-0. Cette élimination est qualifiée de « fiasco » par la presse et plusieurs joueurs annoncent leur retraite internationale,,. N'ayant quasiment pas joué, Zidane échappe aux critiques et justifie cette élimination par « un manque de confiance et de fraîcheur physique » de l'ensemble des joueurs.
Après la coupe du monde manquée, la France entame les qualifications pour l'Euro 2004 avec un nouveau sélectionneur, Jacques Santini. Au cours de son mandat, Santini fait jouer Zidane plus sur le côté gauche qu'auparavant avec Robert Pirès à droite et un système à deux attaquants. Cette décision tactique porte ses fruits puisqu'avec huit victoires en huit matches, les Bleus se qualifient facilement pour l'Euro 2004, organisé au Portugal. Zidane inscrit notamment un doublé contre Malte (6-0) puis un autre but contre Israël (2-1),. La France se rassure également en remportant la Coupe des confédérations 2003, que Zidane ne dispute pas car il est retenu par le Real, et aussi par d'impressionnantes prestations lors de matchs amicaux et notamment une victoire en Allemagne (3-0) contre la « Mannschaft » en novembre 2003 où Zidane brille. Durant la phase de préparation, Zidane inscrit un nouveau but contre l'Ukraine (1-0).
Le 13 juin 2004, pour leur entrée dans la compétition, les Bleus sont menés 1-0 par l'Angleterre même après avoir sauvé un penalty de David Beckham. Mais dans le temps additionnel, Zinédine Zidane inscrit un doublé (un coup franc puis un penalty) permettant d'arracher une victoire 2-1,. Il est élu homme du match. Face à la Croatie, la France est tenue en échec (2-2) au terme d'une prestation décevante. Une victoire face à la Suisse (3-1), dont un but de la tête de Zidane sur corner, permet cependant aux Français de se qualifier pour les quarts de finale,. Favoris face à la Grèce, les Tricolores sont battus sur le score de 1-0 à la surprise générale par les futurs vainqueurs de la compétition. Zidane est le seul français retenu dans l'équipe type de la compétition. À la suite de cette nouvelle élimination sans gloire, plusieurs joueurs cadres quittent l'équipe de France. Le 12 août 2004, Zinédine Zidane annonce à son tour la fin de sa carrière internationale sur son site officiel : « Je pense qu'à un moment donné, il faut savoir dire stop. »,,.

#### Retour en 2005 jusqu'en finale de la Coupe du monde 2006

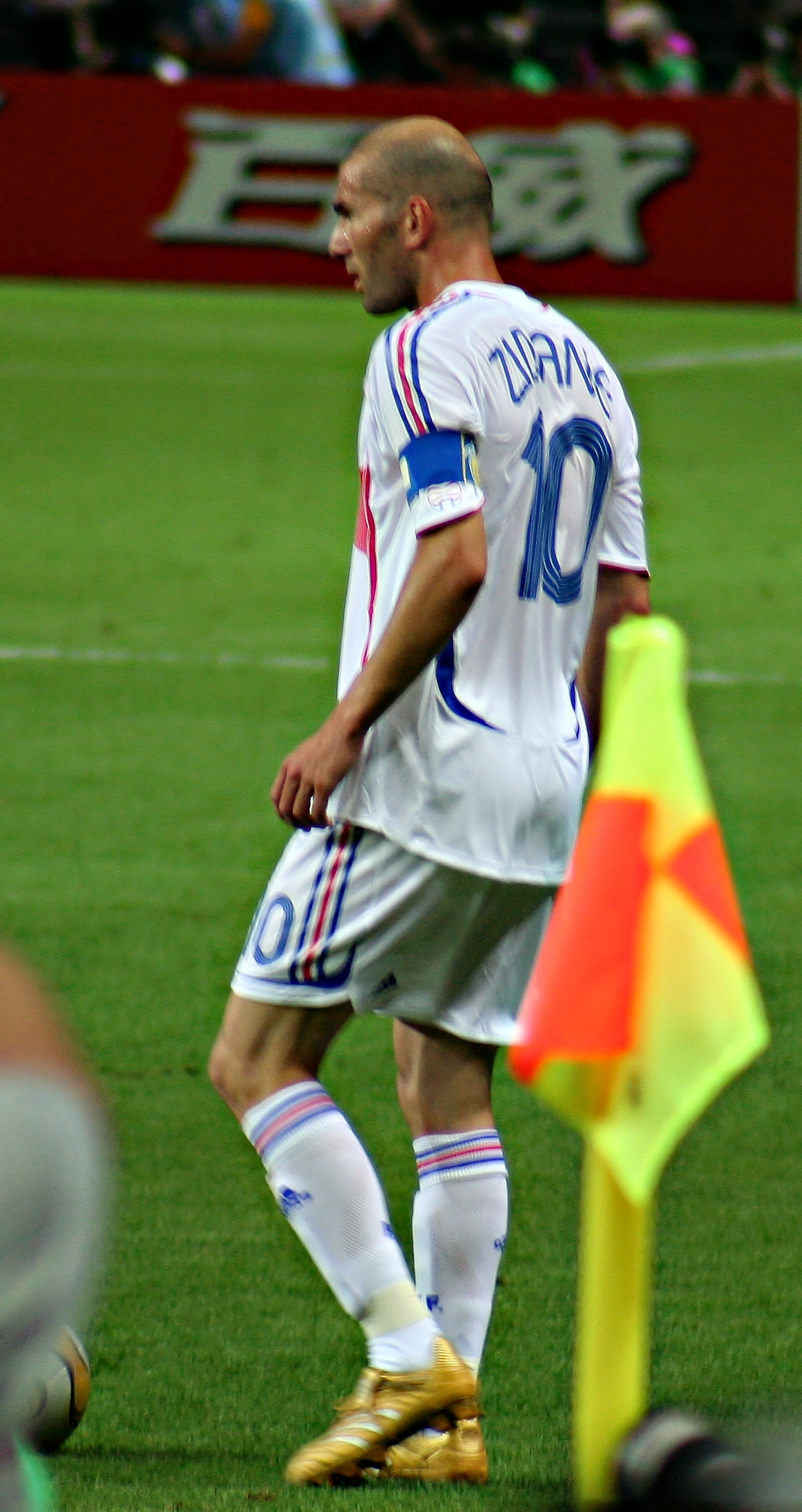
Zinédine Zidane pendant la finale de la Coupe du monde 2006.

Le 3 août 2005, presque un an après son départ de l'équipe de France, Zinédine Zidane annonce sur son site internet qu'il revient sur sa retraite internationale et souhaite revenir jouer avec les Bleus. Il est imité par Claude Makelele et Lilian Thuram,. Le 17 août à Montpellier, Zidane joue son match de retour contre la Côte d'Ivoire en tant que capitaine. Cette rencontre se joue à guichets fermés devant 31 457 spectateurs et suivie par près de dix millions de téléspectateurs. La France s'impose 3-0 avec notamment un but de Zidane à la 62e minute. Ce dernier est particulièrement ému par l'accueil réservé par le stade de la Mosson,.
En difficulté dans leur groupe, les Bleus enchaînent les qualifications pour la Coupe du monde par deux victoires face aux îles Féroé (3-0) et contre l'Eire (1-0),. Peu avant cette rencontre, il est victime d'un canular téléphonique de Gérald Dahan,,. Après un match nul contre la Suisse (1-1), une dernière victoire face à Chypre (4-0) où Zizou ouvre le score, assure à la France une qualification directe pour le Mondial 2006,. La coupe du monde 2006 constitue sa dernière compétition avec l'équipe de France,. Durant les matches de préparation, il honore sa 100e sélection et son dernier match au Stade de France face au Mexique (1-0). Quelques jours plus tard, il manque un pénalty contre la Chine au stade Geoffroy-Guichard, le seul penalty raté par Zidane avec les Bleus,.
Le début de la coupe du monde est assez compliqué pour les Bleus après deux matches nuls contre la Suisse (0-0) et la Corée du Sud (1-1). Zidane, ayant pris deux cartons jaunes, est suspendu pour le troisième match contre le Togo le jour de son 34e anniversaire. Sans lui, la France gagne 2-0 et se qualifie pour la suite de la compétition,. En huitième de finale, contre l'Espagne, Zinédine Zidane, moqué par la presse ibérique qui voit ce match comme son « jubilé », marque dans les arrêts de jeu. Pour ce but, il réalise un exploit personnel, concrétisant une chevauchée en solo par un crochet sur Carles Puyol et une frappe prenant à contre-pied Iker Casillas. La France s'impose 3-1 et se qualifie par la même occasion pour les quarts de finale de la coupe du monde en Allemagne. Le 1er juillet 2006, face au Brésil de Ronaldinho, Zinédine Zidane réalise l'une de ses meilleures prestations en équipe de France selon les observateurs,. En effet, il démontre son talent par ses nombreux dribbles déstabilisant les Brésiliens (passements de jambe, coup du sombrero, roulette, râteaux…) et délivre une passe décisive sur coup franc à Thierry Henry pour l'unique but de la rencontre. Cette performance lui vaut d'être élu homme du match par la FIFA ; elle est parfois considérée comme le meilleur match de sa carrière. Il révèle, en 2022, avoir alors joué blessé. En demi-finale face au Portugal (1-0), il transforme un pénalty décisif à la 33e minute, synonyme d'accession à la finale de la Coupe du monde, la deuxième de l'histoire des Bleus. Il est désigné meilleur joueur du Mondial 2006 et sa carrière s'achève en finale face à l'Italie,,.
En finale, le 9 juillet 2006 à Berlin, il inscrit le premier but de la partie, dès la 7e minute, sur penalty en réalisant une « Panenka »,,. Si encaisser une panenka est vexant pour un gardien car la balle est frappée doucement, Zidane explique avoir choisi la panenka uniquement pour avoir plus de chance de marquer. Ce but constitue le dernier de sa carrière et son troisième en deux finales de coupe du monde, rejoignant ainsi Vavá, Geoffrey Hurst et Pelé, tous trois auteurs de trois buts en finale de coupe du monde,. Plus tard, lors de la prolongation, il est tout près de marquer de la tête avant d'être expulsé à la 110e minute par l'arbitre Horacio Elizondo, pour avoir porté un coup de tête au thorax du joueur italien Marco Materazzi qui lui fait subir un trash-talking,,,,. Zidane lui ayant dit : « Si tu veux vraiment mon maillot, je te le donne après le match » (Materazzi tirait sur son maillot), Materazzi lui répond : « Je préfère ta putain de sœur »,,. Par la suite, la France perd la finale aux tirs au but (1-1 ; 5-3 t.a.b). Ce match est le dernier de la carrière de footballeur de Zinédine Zidane,,.
Très médiatisé, ce coup de tête donne lieu à de nombreuses interrogations en France sur les motifs de l'acte,. Pour y répondre, le 12 juillet, Zidane accorde deux interviews à Canal+ puis à TF1 pour expliquer les raisons de son coup de tête. S'il « s'excuse auprès des millions d'enfants qui ont pu voir ce geste », il dit « ne pas pouvoir regretter ce geste car cela voudrait dire que Materazzi avait raison »,. Une enquête est entamée par la FIFA sur ce sujet,. La médiatisation a aussi donné lieu à de nombreuses parodies, et le geste de Zidane a été l'objet d'une sculpture de bronze d'Adel Abdessemed, intitulée Coup de tête, exposée au centre Georges-Pompidou en 2012. Après enquête, Zinédine Zidane est finalement condamné le 20 juillet 2006 par la FIFA à trois matchs de suspension et 7 500 francs suisses d'amende qui seront transformés en trois jours de travaux d’intérêt général à la demande de la Fifa et 5 000 francs suisses d'amende, tandis que le joueur italien écope de deux matchs de suspension. C'est donc sur un mauvais geste que Zinédine Zidane termine sa carrière de footballeur, mais il conserve cependant son titre de meilleur joueur de la Coupe du monde 2006

### Fin de sa carrière de joueur et période transitoire (2006-2013)
Après la coupe du monde 2006 et la polémique qu'a engendré son coup de tête, Zidane reste relativement discret lors de sa première année de retraité (2006-2007), où il n'apparait pas beaucoup en public. En décembre 2006, il entreprend un voyage en Algérie où il revient pour la première fois depuis 1986,. Revenu au village de son père, en petite Kabylie, il inaugure des équipements médicaux et sanitaires et rencontre des enfants, dans la ville de Boumerdès touchée par le séisme de 2003, dans le cadre de l'association Fondation de France,. Il effectue deux nouveaux voyages au Bangladesh et en Thaïlande où il participe à des actions caritatives,,. Par ailleurs, si Zidane revient sur sa décision d'arrêter sa carrière, le club new-yorkais Red Bull déclare vouloir l'enrôler, même si l'ancien madrilène s'est engagé à ne pas signer dans un autre club. Le club du Fire de Chicago manifeste également son intérêt pour Zinédine Zidane début 2007 tout comme le FC Sydney. En mai 2007, au cours de la cérémonie des Trophée UNFP, il reçoit le trophée d'honneur pour l'ensemble de sa carrière. Il déclare être « très touché » et que « ça sera sans doute le dernier trophée que je recevrai ».

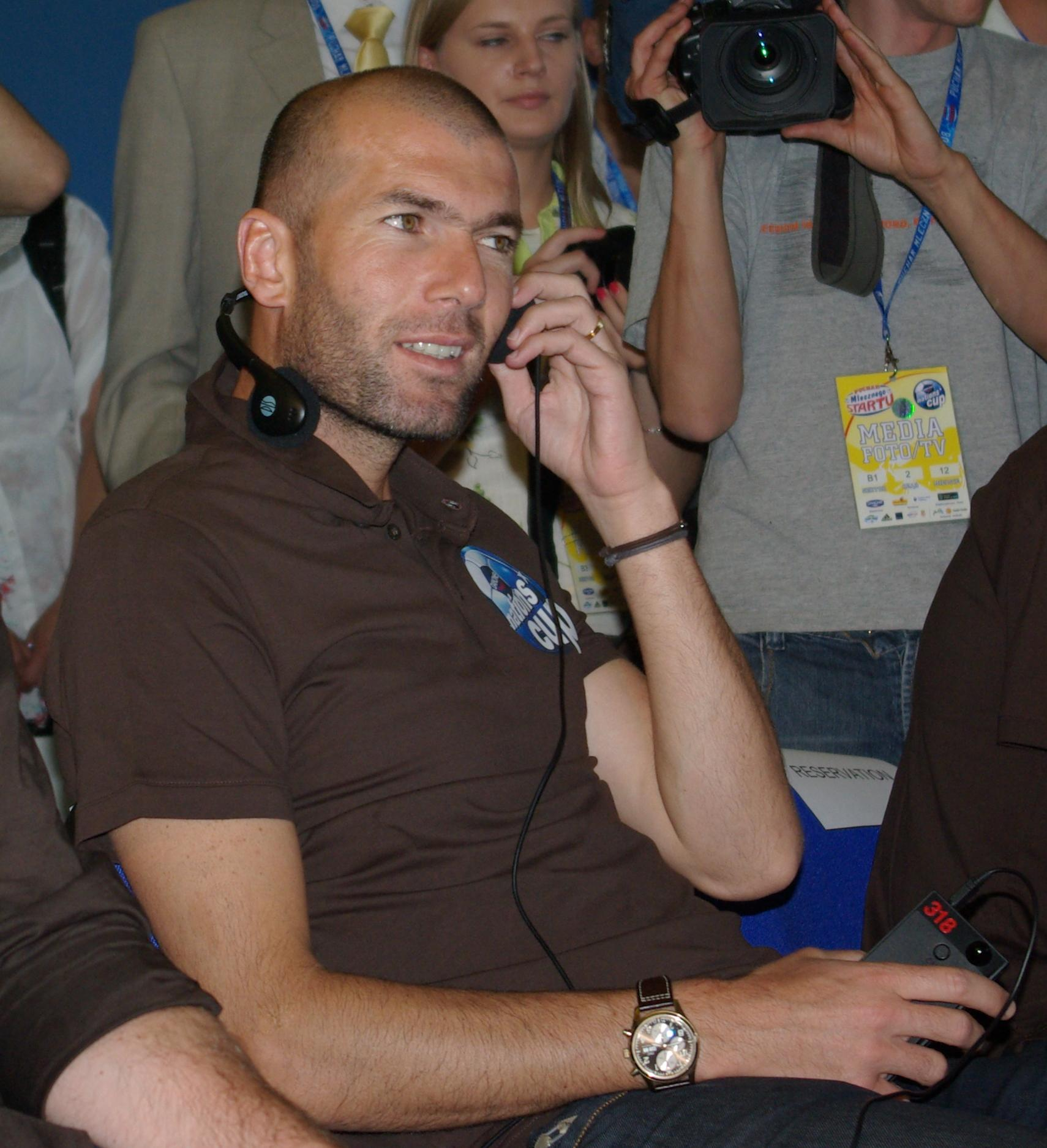
Zinédine Zidane en conférence de presse lors de la Danone Nations Cup en 2008.

À l'occasion de la Danone Nations Cup 2007, il effectue sa première sortie médiatique où il évoque sa vie de l'après-football,, avant de se rendre en Indonésie dans un voyage organisé par Danone,. À la fin de l'année 2007, il poursuit ses voyages avec des apparitions au Caire en Égypte puis au Niger,,. Début 2008, il accorde une interview à dans L'Équipe magazine où il dit qu'il « aimerait revenir dans le foot » et à propos du coup de tête, qu'il « aurait voulu partir d'une autre manière ». Membre de l'association France 98, qui regroupe les footballeurs français champions du monde 1998, Zidane participe aux jubilés de Pascal Vahirua et de Christian Karembeu à Tahiti et Nouméa. À la suite du fiasco de l'équipe de France lors de l'Euro 2008, Zidane apporte son soutien à Didier Deschamps comme successeur potentiel de Raymond Domenech à la tête des Bleus.
Pour l'anniversaire des 10 ans du titre de champion du monde en 1998, Zidane participe à la rencontre amicale France 98-Sélection mondiale, il inscrit un but à la 66e minute pour un match nul (3-3). Critiqué par Emmanuel Petit et Jérôme Rothen dans leurs livres respectifs, Zinédine Zidane répond de manière sèche et déclare que « Tu balances, parce que Zidane, ça fait vendre ». Malgré de nombreuses rumeurs, Zidane reste vague concernant son futur rôle dans le football. En 2009, il participe à un match contre la Chine à Saint-Pierre sur l'île de La Réunion dans le stade Michel Volnay.
Le 1er juin 2009, Zinédine Zidane intègre l'équipe de direction du Real Madrid en étant nommé conseiller du président Florentino Pérez, récemment élu, et ambassadeur du club merengue. Membre du nouveau projet madrilène, Zidane dit avoir « l'opportunité d'apprendre ». Au début de 2010, à la demande de Franck Riboud, patron de Danone, Zidane et Bixente Lizarazu acceptent de devenir actionnaires du club d'Évian T-G et investissent symboliquement 10 000 €. En mai 2010, il apporte son soutien à la candidature de la France pour l'Euro 2016. À la suite de la victoire française, il justifie sa présence : « Je me devais d'être là ». Supporter de l'équipe de France, il ne cautionne pas la grève des joueurs lors d'un entraînement durant la Coupe du monde 2010 et critique le sélectionneur Raymond Domenech,. Quelques mois plus tard, il est nommé ambassadeur pour défendre la candidature qatarie à la Coupe du monde de 2022. Le 2 décembre 2010, la FIFA désigne le Qatar pour organiser la 22e édition de la coupe du monde de football, Zidane se dit « très content » pour ce pays représentant, selon lui, « le monde arabe qui émerge ». Au printemps 2011, il apporte son soutien au sélectionneur Laurent Blanc mis en cause dans l'« affaire des quotas ».
À la suite du départ de Jorge Valdano, Zidane devient le nouveau directeur sportif du Real Madrid, le 7 juillet 2011. Depuis qu'il est dirigeant au Real Madrid, il est à l'origine de la venue de Raphaël Varane ainsi que de la progression de Karim Benzema au sein du club merengue,.
Lors de la rentrée 2011, Zidane s'inscrit à la formation de manageur général de club sportif dispensée par le Centre de droit et d'économie du sport de Limoges en compagnie d'Olivier Dacourt et d'Éric Carrière. En octobre 2012, il devient actionnaire du club de Rodez. Alors que son nom est évoqué après l'Euro 2012, Zidane déclare qu'il envisage de devenir, un jour, le sélectionneur des Bleus. N'étant plus directeur sportif, il décide de se concentrer sur la formation au Real lors de la saison 2012-2013. Finalement, en mai 2013, Florentino Pérez souhaite que Zidane « mène le projet sportif dans les quatre prochaines années ».

### Carrière d'entraîneur

#### Diplôme et style de jeu
En janvier 2014, Zidane reçoit le diplôme de manager général de club sportif professionnel, qu'il a passé au Centre de droit et d’économie du sport de Limoges après avoir obtenu un brevet d'État d'éducateur sportif 1er degré (BE1) puis le diplôme d'entraîneur de football (DEF).
Il prône un style de jeu offensif, une possession de balle importante et une récupération haute,. Il se montre attaché au schéma de jeu en 4-3-3. Il indique avoir été inspiré par tous les entraîneurs qu'il a côtoyés ou observés. Certains observateurs soulignent cependant qu'il est particulièrement influencé par Carlo Ancelotti, à la fois dans ses méthodes de jeu et de management,,,. Ce dernier et Marcello Lippi indiquent avoir observé la qualité de sa réflexion tactique lorsqu'il évoluait à leurs côtés. Zidane ne se voit toutefois pas comme un grand théoricien tactique, indiquant ne pas avoir « inventé le football ».

#### Entraîneur adjoint du Real Madrid (2013-2014)
Le 26 juin 2013, Zinédine Zidane devient entraîneur adjoint de Carlo Ancelotti au Real Madrid ; il a notamment pour rôle d'entretenir le lien entre l’équipe technique de ce dernier et les joueurs : Carlo Ancelotti juge « primordial d’avoir Zizou à mes côtés, car il a une excellente relation avec des joueurs qui l’écoutent énormément ». Pour sa première saison comme adjoint d'Ancelotti où il s'occupe de l'aspect tactique, l'équipe remporte la Coupe du Roi et la Ligue des champions 2014.

#### Real Madrid Castilla (2014-2016)
En contact avec les Girondins de Bordeaux pour diriger l'équipe, il devient finalement, le 26 juin 2014, entraîneur du Real Madrid Castilla, l'équipe réserve du Real Madrid qui évolue en troisième division. Le 27 octobre 2014, le juge du comité de compétition de la Fédération espagnole de football demande une suspension de trois mois à son encontre pour défaut de diplôme reconnu d'entraîneur. Finalement Zidane reprend rapidement ses fonctions après l'annulation de cette sanction par le Tribunal administratif du Sport espagnol. En mai 2015, Zidane obtient le BEPF, et par équivalence la licence UEFA Pro.
Échouant à accéder aux barrages pour la montée en deuxième division, il juge le bilan de sa première saison comme entraîneur avec le Real Madrid Castilla à la fois « négatif » sur le plan comptable et « positif » sur le plan de l'expérience. Il entraîne notamment son fils Enzo Fernández. Il quitte le Real Madrid Castilla à la deuxième place de son groupe de troisième division. Sa désignation comme entraîneur de l'équipe première du Real suscite des comparaisons avec Pep Guardiola, qui a été successivement entraîneur du FC Barcelone B et du FC Barcelone,, ce que Zidane juge malvenu, refusant « le jeu des comparaisons » d'une manière générale. Liviu Bird de Sports Illustrated considère qu'« avec le Real Madrid Castilla, [Zidane] a montré qu'il avait la capacité d'entraîner à un haut niveau, à l'instar de Guardiola avec le FC Barcelone B. Mais comparer les deux serait cependant une fausse équivalence. Les circonstances dans lesquelles ils ont pris en charge leurs équipes premières respectives ont été très différentes […] ».

#### Équipe première du Real Madrid (2016-2018 et 2019-2021)

##### Sacre européen six mois après son entrée en fonction (2015-2016)

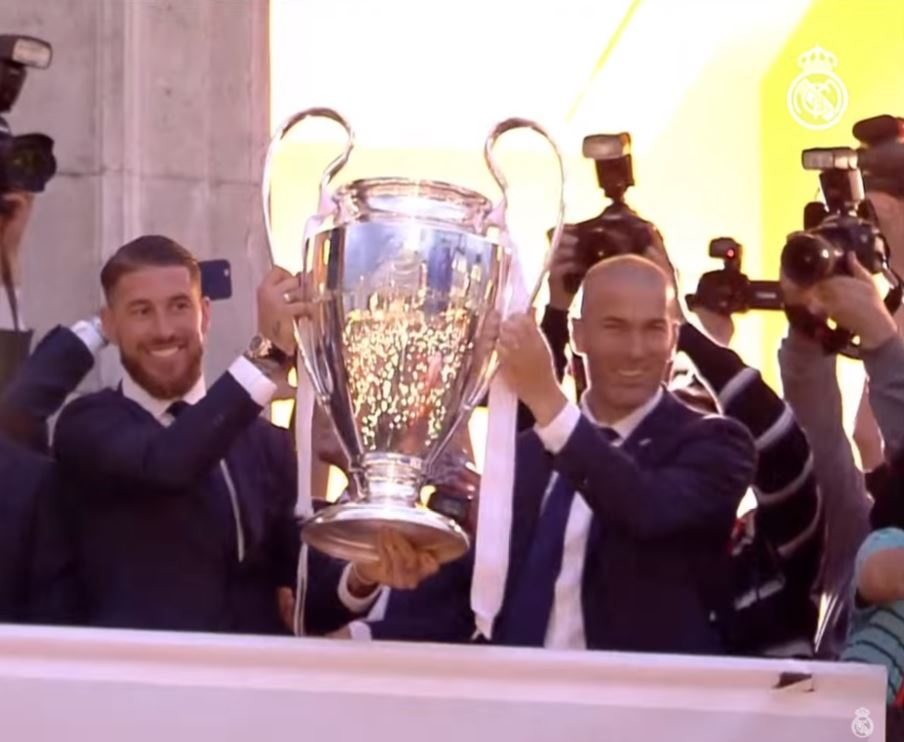
Zidane et Sergio Ramos brandissant la Ligue des champions en 2016.

Le 4 janvier 2016, il est nommé entraîneur du Real Madrid à la place de Rafael Benítez. Il est le premier entraîneur français du Real et le premier à accéder au poste d'entraîneur du Real Madrid sans avoir déjà dirigé une équipe de haut niveau, depuis Vicente del Bosque en 1994. Comme au Real Madrid Castilla, il choisit comme adjoint David Bettoni, proche de lui pour l'avoir suivi tout au long de sa carrière. À ses débuts, Zidane fait l'unanimité auprès de la presse espagnole,. Les observateurs louent le jeu pratiqué tout en s'inquiétant des difficultés défensives de l'équipe, notamment en Ligue des champions,,. Mais il essuie une première vague de critiques mesurées dans la presse espagnole après son deuxième match nul (1-1) en championnat contre Málaga,. puis lors de sa première défaite contre l'Atlético Madrid (0-1), en Liga, le 27 février 2016. Il déclare assumer la responsabilité du résultat et estime que son équipe ne peut plus remporter le championnat.
Le 2 avril, il remporte son premier Clásico en tant qu'entraîneur en gagnant au Camp Nou (1-2), interrompant ainsi la série de 39 matchs sans défaite toutes compétitions confondues du FC Barcelone, leader du championnat. Zidane est le premier entraîneur du Real depuis Bernd Schuster en 2007 à gagner son premier duel contre le rival catalan. Cette victoire de prestige, ainsi que celle obtenue dans la foulée lors du quart de finale retour en Ligue des champions contre le VfL Wolfsburg (3-0) après la défaite de l'aller (2-0) — il confie alors avoir vécu sa « plus grande soirée en tant qu'entraîneur » —, permettent de dissiper les doutes à son sujet et de lui apporter du crédit pour la suite de la saison,,,.
Le Real termine la saison 2015-2016 à la deuxième place du championnat avec 90 points, derrière le FC Barcelone (91) et devant l'Atlético Madrid (88), ce qui est considéré comme une performance honorable compte tenu de la situation de crise en janvier.
Le 29 mai 2016, il remporte la Ligue des champions en battant l'Atlético Madrid en finale (1-1, 5-3 aux tirs au but) à San Siro. Il devient ainsi le septième homme à avoir gagné le trophée à la fois en tant que joueur et en tant qu'entraîneur. Il devient également le deuxième entraîneur français de l'histoire à remporter une Ligue des champions après Helenio Herrera, argentin naturalisé français, qui avait remporté la Coupe des clubs champions avec l'Inter Milan en 1964 et en 1965. Au terme de sa première saison comme entraîneur du Real, les observateurs relèvent un style de jeu encore inabouti mais soulignent qu'il a su remobiliser l'effectif, notamment grâce à son aura d'ancien grand joueur,,.

##### Victoire en Liga et deuxième sacre européen d'affilée (2016-2017)
Dès le début de la saison suivante, Zidane remporte la Supercoupe de l'UEFA 2016 opposant le Real au FC Séville.
Le Real prend rapidement la tête du championnat en enchaînant une série de cinq victoires qui permet à Zidane d'égaler le record de succès consécutifs détenu par Pep Guardiola (sur deux saisons pour le Français). Villareal met fin à cette série en tenant en échec les Merengue, qui enchaînent avec deux autres matchs nuls.
Le club de la capitale renoue avec le succès face au Bétis Séville et se maintient à la première place en enchaînant de nouveau les victoires. Celle obtenue face à l'Atletico Madrid (0-3) entraîne cette fois de très nombreux compliments à l'égard du tacticien français. Celle obtenue face au Real Sporting de Gijón lui permet d'atteindre un record de points historique pour les 33 premiers matchs d'un entraîneur en Liga, devançant ainsi Miguel Munoz. Celle obtenue contre le Deportivo La Corogne (15e journée) lui permet de battre le record d'invincibilité du club qui datait de 1989. Le 2 décembre 2016, L'Équipe lui consacre sa une sous le titre « Un roi en Espagne » et le présente comme « souverain en Liga ». En janvier 2017, le match nul contre le FC Séville (3-3) lui permet de battre le record d’invincibilité espagnol (40 matchs à la suite sans défaite toutes compétitions confondues), établi par le FC Barcelone la saison précédente.
Le 21 mai 2017, à l'issue de la 38e journée du Championnat d'Espagne, le Real Madrid remporte son 33e sacre national, le premier depuis 2012, avec trois points d'avance sur le FC Barcelone. Quinze jours plus tard, au Millennium Stadium de Cardiff, le club Madrilène bat la Juventus de Turin (4-1) en finale de la Ligue des champions, conservant ainsi le trophée (gagné pour la troisième fois en quatre éditions et pour la douzième fois depuis 1956). Zinédine Zidane devient ainsi le premier entraîneur sacré deux fois d'affilée dans la formule en place depuis 1992 de la Ligue des champions de l'UEFA, et le premier à conserver le trophée continental depuis Arrigo Sacchi avec le Milan AC en 1989 et en 1990.

##### Troisième sacre européen consécutif et départ (2017-2018)

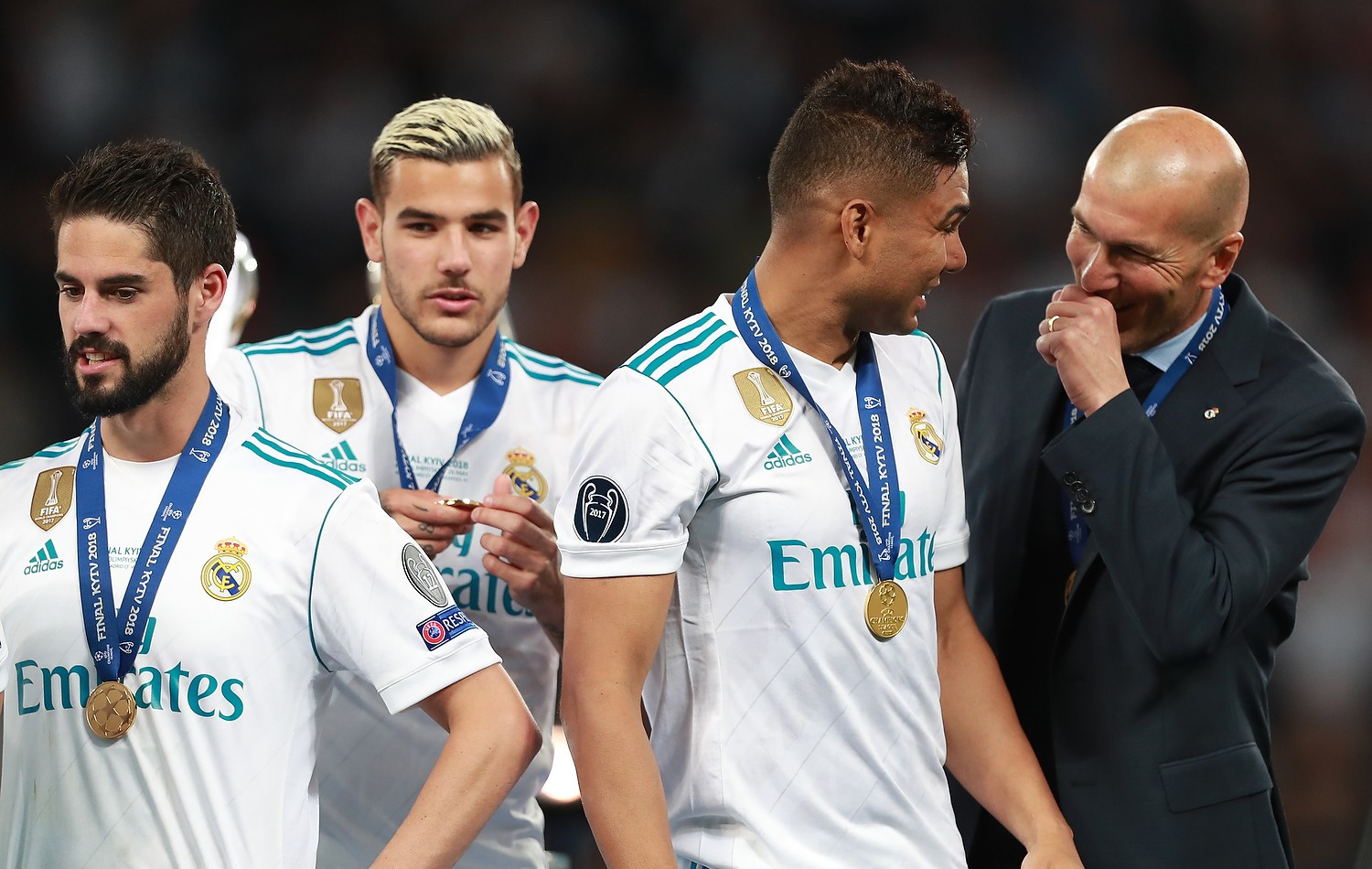
Zidane, en compagnie de ses joueurs, à l'issue de la finale de la Ligue des champions 2018.

En août 2017, le Real Madrid gagne coup sur coup la Supercoupe d'Europe face à Manchester United (2-1) et la Supercoupe d'Espagne contre le FC Barcelone (3-1 ; 2-0). Son palmarès à la tête du Real est désormais de sept titres gagnés en 19 mois, soit « déjà autant que le butin amassé par l’emblématique Vicente del Bosque en un peu plus de quatre saisons ».
Il ajoute un huitième trophée en battant Grêmio (1-0) en finale du Mondial des clubs. La saison en championnat est cependant plus compliquée que l’année précédente. Distancé rapidement par Barcelone, le Real s’incline sèchement 3-0 à domicile lors du Clásico le 23 décembre. Les Merengue termineront finalement troisième à 17 points de Barcelone, sacré champion. Éliminés de façon surprise en Coupe du Roi par le modeste club de Leganès (Zidane parlera de son « pire souvenir » à la tête du Real), le club madrilène concentre ses efforts en Ligue des champions. Il élimine successivement le PSG, la Juventus et le Bayern avant d’arriver en finale contre Liverpool. Le 26 mai, le Real Madrid remporte la Ligue des champions pour la troisième fois de suite contre les Reds (3-1). Zinédine Zidane devient le premier entraîneur de l'histoire de la compétition (créée en 1955) à gagner trois fois consécutivement la C1. Il rejoint l'Anglais Bob Paisley et l'Italien Carlo Ancelotti en nombre de trophées remportés (trois chacun), ce qui est un record.
Cinq jours après la finale de la Ligue des champions, le 31 mai, Zidane annonce sa démission en tant qu’entraîneur du Real Madrid justifiant ce choix par un « besoin de changement » pour le club et ses joueurs. Il aura remporté neuf titres en moins de trois ans : trois Ligues des champions, deux Supercoupes de l'UEFA, deux Coupes du monde des clubs de la FIFA, une Supercoupe d'Espagne et un Championnat d'Espagne.

##### Neuf mois de repos (2018-2019)
Plusieurs rumeurs circulent concernant les intentions de Zinédine Zidane à la suite de son départ du Real Madrid, sachant qu'il a indiqué qu'il ne recherchait pas pour le moment d'équipe à entraîner. Il aurait notamment été contacté par le Qatar pour prendre la tête de la sélection nationale avec un contrat de 50 millions d'euros sur quatre ans. Il est également pressenti pour succéder, au poste de sélectionneur de l'équipe de France, à Didier Deschamps qui est sous contrat avec la FFF jusqu'en 2020.
Le 12 juin 2018, deux jours avant le coup d'envoi de la Coupe du monde 2018, Zinédine Zidane participe avec les anciens de France 98 à un match de gala à la U Arena de Nanterre face à une sélection Fifa 98, laquelle comprend notamment l'octuple champion olympique de sprint Usain Bolt, fraichement retraité. Lors de ce match amical, les anciens Bleus s'imposent sur le score de 3 buts à 2. Zidane se distingue avec une passe décisive adressée à Thierry Henry, un duo passeur-buteur qui s'était illustré lors du quart de finale face au Brésil lors du Mondial 2006 qui se tenait en Allemagne. L'ancien numéro 10 des bleus inscrit également un but sur coup franc direct.
Dès l'été et jusqu'au mercato hivernal 2018-2019, Zidane est pressenti ou annoncé dans les plus grands clubs à chaque mouvement du fait de sa notoriété,,.

##### Retour au Real (2019-2021)
Alors que le Real n'a plus rien à gagner en 2018-2019 (éliminé par l'Ajax Amsterdam en huitièmes de finale de la Ligue des champions, sorti par Barcelone en Coupe du Roi, distancé en Liga, défait deux fois par le Barça dans le Clásico), le président Florentino Pérez décide de limoger l'entraîneur Santiago Solari et fait appel à Zinédine Zidane. Il est finalement annoncé par la presse espagnole de retour sur le banc du Real le 11 mars 2019,, une information confirmée le soir-même par le club espagnol à l'issue d'un conseil d'administration extraordinaire. Le nouveau contrat de Zinédine Zidane court jusqu'en 2022 avec pour mission de rebâtir une équipe compétitive.« Je n’ai pas grand-chose à dire mais je suis heureux de revenir et me remettre au travail et remettre le club là où il doit toujours se trouver » dit-il, ajoutant « Ça fait neuf mois que je suis au repos et j’ai envie de reprendre. J’ai eu des propositions, j’aurais pu partir ailleurs mais je n’en ai pas envie. Je n'ai pas pu dire "non" à Florentino Perez ».
Sous sa direction, le Real remporte son 34e titre de champion d'Espagne (son deuxième personnel en tant qu'entraîneur du club madrilène) au terme de la saison 2019-2020 puis sa 11e Supercoupe d'Espagne. Mais le club ne remporte aucun trophée lors de l'exercice suivant, éliminé en demi-finale de la Ligue des champions 2020-2021 par Chelsea et devancé à la dernière journée par l'Atlético Madrid pour le titre de champion d'Espagne. Zinédine Zidane annonce tout d'abord à ses joueurs sa décision de quitter son poste, puis l'officialise le lendemain 27 mai après un entretien avec le président Florentino Pérez,.

## Style de joueur

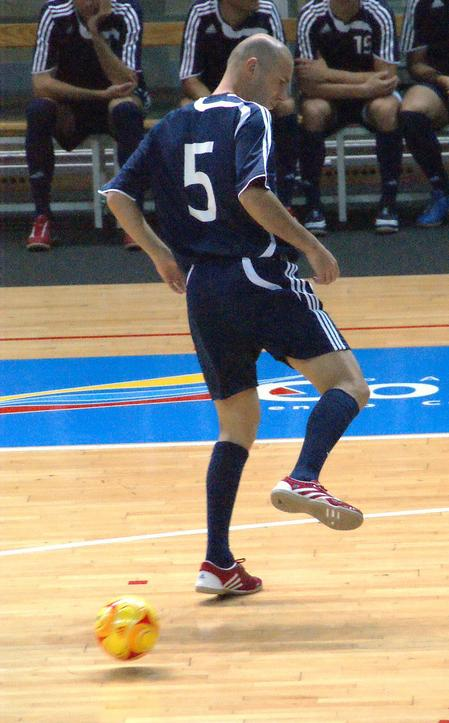
Zinédine Zidane effectuant une déviation lors d'un match de futsal.

Joueur de milieu de terrain à vocation offensive, Zinédine Zidane fait partie des plus grands meneurs de jeu de l'histoire du football,,,. C'est le rôle qui lui est attribué en équipe de France, à l'instar de ses prédécesseurs Michel Platini ou Raymond Kopa.
Il est connu pour son toucher de balle, unanimement reconnu par les observateurs et la profession. Disposant d'une maîtrise technique exceptionnelle, sa capacité à s'orienter par rapport au ballon et à offrir des solutions à ses partenaires par ses passes le distingue des autres joueurs. Jorge Valdano, ancien directeur sportif du Real Madrid, parle même d'une « capacité à oxygéner le jeu » et à « rendre les autres meilleurs »
Sa relative grande taille (1,85 m) limite sa vitesse de course, plusieurs entraîneurs au cours de sa carrière ont d'ailleurs fustigé sa « lenteur ». Dans le maniement du ballon, il affectionne particulièrement les passements de jambes et surtout la roulette, son geste technique préféré. Sa couverture de balle et sa capacité à éliminer un joueur dans un petit espace est également un de ses points forts. Positionné à un des postes les plus tactiques du jeu, il multiplie les touches de balle pour en garder le contrôle, ou en se lançant dans de longues courses pour trouver ses coéquipiers attaquants. Ses qualités de contrôle et d'élasticité sont également reconnues.
Grâce à une application dans son entraînement hebdomadaire, Zinédine Zidane ajoute à sa technique un physique adapté aux exigences du football, qui lui donne une bonne mobilité et une vitesse très au-dessus de la moyenne. Ce droitier est également très à l'aise avec son pied gauche, l'amenant à tenter, à la fin de sa carrière, des coups de pied arrêtés de ce pied. De plus, il possède un bon jeu de tête même si l'intéressé le qualifie d'« inconvénient ». Concernant les coups de pied arrêtés, Zidane est un spécialiste des coups francs enroulés, qu'il a notamment pratiqués lorsqu'il était aux Girondins de Bordeaux, et des penaltys qu'il tire toujours à droite du gardien. Très adroit à la fin des actions, il est un passeur mais également un très bon buteur, souvent décisif dans les grands matches,. Il se révèle donc être un joueur très complet et précieux pour une équipe. Ces caractéristiques amènent la plupart de ses entraîneurs successifs à lui attribuer une entière liberté de mouvement sur le terrain, afin de lui permettre d'exprimer sa créativité. Zidane, souvent positionné dans l'axe central mais préférant l'aile gauche à la droite, aime se replier pour initier les actions tout autant que de jouer près du but adverse. Il est considéré comme un numéro 10 « à l'ancienne ».
Zinédine Zidane est également un joueur impulsif, coupable plusieurs fois de coups de sang et mauvais gestes,. En effet, pendant sa carrière, il reçoit au total seize cartons rouges, le tout en près de dix-huit années de carrière. ll en a reçu trois avec Bordeaux, six avec la Juventus, trois avec le Real Madrid, deux en équipe de France et deux en équipe de France espoirs.
| 0  | Date              | Lieu                                 | Équipe                | Adversaire             | Minute | Résultat | Compétition          | Description        | Réf     |
| -- | ----------------- | ------------------------------------ | --------------------- | ---------------------- | ------ | -------- | -------------------- | ------------------ | ------- |
| 1  | 1er juin 1991     | Stade du Fort Carré, Antibes         | France espoirs        | Pologne espoirs        | 60e    | 2-0      | Tournoi de Toulon    | Altercation        |         |
| 2  | 11 octobre 1991   | Stade El Arcángel, Cordoue           | France espoirs        | Espagne espoirs        | 62e    | 0-0      | Qualifs Euro espoirs | Mauvais geste      |         |
| 3  | 18 septembre 1993 | Stade Vélodrome, Marseille           | Girondins de Bordeaux | Olympique de Marseille | 60e    | 3-1      | Division 1           | Coup de poing      |         |
| 4  | 22 août 1995      | Parc Lescure, Bordeaux               | Girondins de Bordeaux | Karlsruhe SC           | 24e    | 2-2      | Coupe UEFA           | Coup de coude      |         |
| 5  | 27 octobre 1995   | Stade Francis Turcan, Martigues      | Girondins de Bordeaux | FC Martigues           | 83e    | 3-1      | Division 1           | Tacle              |         |
| 6  | 22 septembre 1996 | Stade Renato-Curi, Pérouse           | Juventus              | AC Pérouse             | 75e    | 2-1      | Série A              | Croc-en-jambe      | [ 370 ] |
| 7  | 5 janvier 1997    | Stade Ennio-Tardini, Parme           | Juventus              | Parme FC               | 66e    | 1-0      | Série A              | Coup de poing      | [ 371 ] |
| 8  | 18 juin 1998      | Stade de France, Saint-Denis         | France                | Arabie saoudite        | 70e    | 4-0      | Coupe du monde       | Semelle            |         |
| 9  | 25 octobre 1998   | Stadio delle Alpi, Turin             | Juventus              | Inter Milan            | 50e    | 1-0      | Série A              | Tacle              |         |
| 10 | 17 octobre 1999   | Stadio Olimpico, Rome                | Juventus              | AS Roma                | 90e    | 1-0      | Série A              | Simulation         |         |
| 11 | 26 septembre 2000 | Stadio delle Alpi, Turin             | Juventus              | Deportivo La Corogne   | 67e    | 0-0      | Ligue des champions  | Pied en avant      |         |
| 12 | 25 octobre 2000   | Stadio delle Alpi, Turin             | Juventus              | Hambourg SV            | 29e    | 3-1      | Ligue des champions  | Coup de tête       |         |
| 13 | 11 février 2004   | Stade Ramón-Sánchez-Pizjuán, Séville | Real Madrid           | FC Séville             | 45e    | 1-1      | Coupe du Roi         | Agression          |         |
| 14 | 1er mai 2004      | Stade du Riazor, La Corogne          | Real Madrid           | Deportivo La Corogne   | 41e    | 2-0      | Liga BBVA            | Tacle par derrière | [ 372 ] |
| 15 | 23 mai 2005       | Stade Santiago Bernabéu, Madrid      | Real Madrid           | Villareal CF           | 90e    | 2-1      | Liga BBVA            | Gifle              |         |
| 16 | 9 juillet 2006    | Olympiastadion, Berlin               | France                | Italie                 | 110e   | 1-1      | Coupe du monde       | Coup de tête       |         |

## Style d'entraîneur

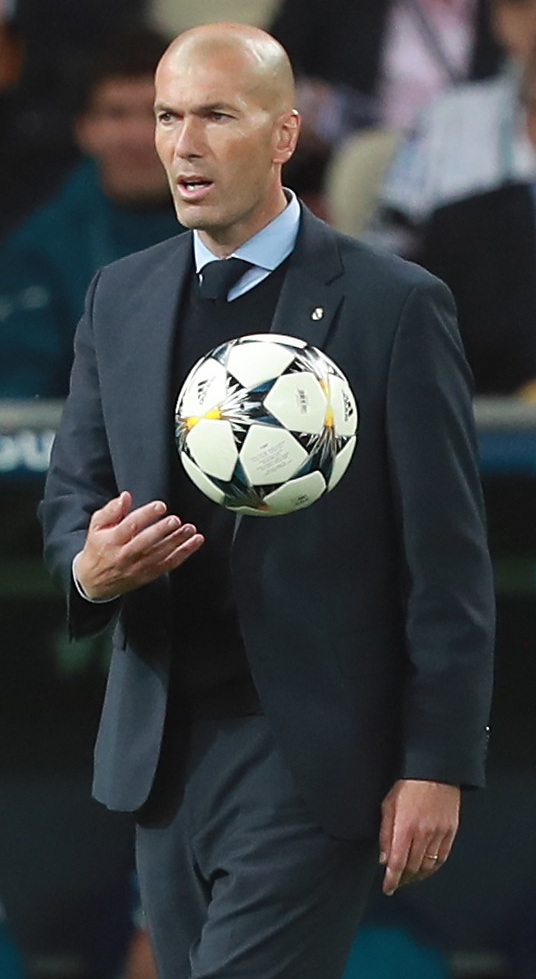
Au Real Madrid, Zidane forge une équipe redoutable tactiquement.

À ses débuts à la tête du Real, Zidane met en place une tactique inspirée de celle de Carlo Ancelotti, avec un jeu d'abord plus offensif et déséquilibré que sous Rafael Benítez et un schéma en 4-3-3,, qui se transforme en 4-4-2 sur les phases défensives,, ou en 4-2-3-1,. Il demande un pressing plus important à son équipe que Carlo Ancelotti, ainsi qu'une activité soutenue, ce qui se traduit par des courses plus importantes que sous Rafael Benítez. Il cherche par ailleurs à relancer James Rodríguez et Isco, peu titularisés lors de la première moitié de saison 2015-16, mais ces deux joueurs le déçoivent à son tour.
Liviu Bird de Sports Illustrated estime que lors des trois premiers matchs dirigés par Zidane (victoires 5-0 contre le Deportivo La Corogne et 5-1 contre le Real Sporting de Gijón, match nul 1-1 contre le Betis Séville), « malgré quelques séquences offensives impressionnantes, l'équipe a encore montré des faiblesses dans sa structure et une vulnérabilité défensive que le Betis en particulier a su exploiter ». Sur Eurosport, Thibaud Leplat souligne la contradiction entre les propos de Zidane appelant à « respecter l’équilibre de l’équipe » et le jeu pratiqué par le Real, « constitué de déséquilibre permanent (des milieux, des latéraux) et de construction patiente (Kroos en sentinelle) ».
Il s'appuie progressivement sur une tactique plus équilibrée avec le retour comme titulaire du milieu défensif Casemiro,. En trois mois sous sa direction, le Real a marqué 42 buts et en a encaissé 10, contre un ratio de 47-14 lors des trois derniers mois de Rafael Benítez. Les performances de son équipe se caractérisent par une certaine irrégularité, en particulier entre matchs à domicile et à l'extérieur.
Sur le plan tactique, Zidane utilise régulièrement un schéma en 4-4-2 ou en 4-4-1-1,,,. Son style de jeu demeure difficile à définir,. Pour Adrien Chantegrelet, il s'appuie sur « la possession, du spectacle et de l’intensité physique », « se rapprochant davantage du jeu développé par l'Italien Carlo Ancelotti dont il a été l'adjoint, même si son Real ne dédaigne pas d'autres recours, comme les coups de pied arrêtés et les transitions rapides ».
Lorsque Cristiano Ronaldo, Karim Benzema et Gareth Bale sont disponibles, il privilégie un schéma en 4-3-3.
Les rapports humains qu'entretient Zidane avec ses joueurs sont considérés comme l'une des clés de ses performances,,.

## Statistiques

### Statistiques de joueur

#### Statistiques détaillées par saison
Le tableau suivant récapitule les statistiques de Zinédine Zidane durant sa carrière professionnelle,,,.
| Saison                | Club                  | Championnat           | Championnat | Championnat | Championnat | Coupe(s) nationale(s) | Coupe(s) nationale(s) | Coupe(s) nationale(s) | Supercoupe | Supercoupe | Supercoupe | Compétition(s) continentale(s) | Compétition(s) continentale(s) | Compétition(s) continentale(s) | Compétition(s) continentale(s) | Supercoupe UEFA | Supercoupe UEFA | Supercoupe UEFA | Coupe intercontinentale | Coupe intercontinentale | Coupe intercontinentale | France | France | France | Total | Total | Total |
| Saison                | Club                  | Division              | M.          | B.          | P.d.        | M.                    | B.                    | P.d.                  | M.         | B.         | P.d.       | Comp.                          | M.                             | B.                             | P.d.                           | M.              | B.              | P.d.            | M.                      | B.                      | P.d.                    | M.     | B.     | P.d.   | M.    | B.    | P.d.  |
| 1988-1989             | AS Cannes             | Division 1            | 2           | 0           | 0           | -                     | -                     | -                     | -          | -          | -          | -                              | -                              | -                              | -                              | -               | -               | -               | -                       | -                       | -                       | -      | -      | -      | 2     | 0     | 0     |
| 1989-1990             | AS Cannes             | Division 1            | 0           | 0           | 0           | -                     | -                     | -                     | -          | -          | -          | -                              | -                              | -                              | -                              | -               | -               | -               | -                       | -                       | -                       | -      | -      | -      | 0     | 0     | 0     |
| 1990-1991             | AS Cannes             | Division 1            | 28          | 1           | 5           | 3                     | 0                     | 1                     | -          | -          | -          | -                              | -                              | -                              | -                              | -               | -               | -               | -                       | -                       | -                       | -      | -      | -      | 31    | 1     | 6     |
| 1991-1992             | AS Cannes             | Division 1            | 31          | 5           | 8           | 3                     | 0                     | 2                     | -          | -          | -          | C3                             | 4                              | 0                              | 0                              | -               | -               | -               | -                       | -                       | -                       | -      | -      | -      | 38    | 5     | 10    |
| Sous-total            | Sous-total            | Sous-total            | 61          | 6           | 13          | 6                     | 0                     | 3                     | -          | -          | -          | -                              | 4                              | 0                              | 0                              | -               | -               | -               | -                       | -                       | -                       | -      | -      | -      | 71    | 6     | 16    |
| 1992-1993             | Girondins de Bordeaux | Division 1            | 35          | 10          | 2           | 4                     | 1                     | 0                     | -          | -          | -          | -                              | -                              | -                              | -                              | -               | -               | -               | -                       | -                       | -                       | -      | -      | -      | 39    | 11    | 2     |
| 1993-1994             | Girondins de Bordeaux | Division 1            | 34          | 6           | 5           | 3                     | 0                     | 1                     | -          | -          | -          | C3                             | 6                              | 2                              | 1                              | -               | -               | -               | -                       | -                       | -                       | -      | -      | -      | 43    | 8     | 7     |
| 1994-1995             | Girondins de Bordeaux | Division 1            | 37          | 6           | 8           | 5                     | 1                     | 1                     | -          | -          | -          | C3                             | 4                              | 1                              | 0                              | -               | -               | -               | -                       | -                       | -                       | 3      | 2      | 1      | 49    | 10    | 10    |
| 1995-1996             | Girondins de Bordeaux | Division 1            | 33          | 6           | 10          | 3                     | 0                     | 3                     | -          | -          | -          | CI+C3                          | 7+8                            | 5+1                            | 2+3                            | -               | -               | -               | -                       | -                       | -                       | 14     | 3      | 5      | 65    | 15    | 23    |
| Sous-total            | Sous-total            | Sous-total            | 139         | 28          | 25          | 15                    | 2                     | 5                     | -          | -          | -          | -                              | 25                             | 9                              | 6                              | -               | -               | -               | -                       | -                       | -                       | 17     | 5      | 6      | 196   | 44    | 42    |
| 1996-1997             | Juventus FC           | Serie A               | 29          | 5           | 3           | 2                     | 0                     | 0                     | -          | -          | -          | C1                             | 10                             | 2                              | 6                              | 2               | 0               | 1               | 1                       | 0                       | 0                       | 9      | 1      | 2      | 53    | 8     | 12    |
| 1997-1998             | Juventus FC           | Serie A               | 32          | 7           | 7           | 4                     | 1                     | 1                     | 1          | 0          | 0          | C1                             | 11                             | 3                              | 9                              | -               | -               | -               | -                       | -                       | -                       | 13     | 5      | 2      | 61    | 16    | 19    |
| 1998-1999             | Juventus FC           | Serie A               | 25          | 2           | 3           | 4                     | 0                     | 0                     | 1          | 0          | 0          | C1                             | 10                             | 0                              | 4                              | -               | -               | -               | -                       | -                       | -                       | 6      | 0      | 3      | 46    | 2     | 10    |
| 1999-2000             | Juventus FC           | Serie A               | 32          | 4           | 3           | 3                     | 1                     | 1                     | -          | -          | -          | CI+C3                          | 2+4                            | 0                              | 0+1                            | -               | -               | -               | -                       | -                       | -                       | 14     | 5      | 4      | 55    | 10    | 9     |
| 2000-2001             | Juventus FC           | Serie A               | 33          | 6           | 13          | 2                     | 0                     | 0                     | -          | -          | -          | C1                             | 4                              | 0                              | 2                              | -               | -               | -               | -                       | -                       | -                       | 7      | 2      | 2      | 46    | 8     | 17    |
| Sous-total            | Sous-total            | Sous-total            | 151         | 24          | 29          | 15                    | 2                     | 2                     | 2          | 0          | 0          | -                              | 41                             | 5                              | 22                             | 2               | 0               | 1               | 1                       | 0                       | 0                       | 49     | 13     | 13     | 261   | 44    | 67    |
| 2001-2002             | Real Madrid           | PD                    | 31          | 7           | 9           | 7                     | 2                     | 3                     | 2          | 0          | 1          | C1                             | 9                              | 3                              | 2                              | -               | -               | -               | -                       | -                       | -                       | 9      | 1      | 0      | 58    | 13    | 15    |
| 2002-2003             | Real Madrid           | PD                    | 33          | 9           | 12          | 1                     | 0                     | 0                     | -          | -          | -          | C1                             | 14                             | 3                              | 7                              | 1               | 0               | 0               | 1                       | 0                       | 0                       | 7      | 3      | 3      | 57    | 15    | 22    |
| 2003-2004             | Real Madrid           | PD                    | 33          | 6           | 12          | 5                     | 1                     | 0                     | 2          | 0          | 0          | C1                             | 10                             | 3                              | 2                              | -               | -               | -               | -                       | -                       | -                       | 11     | 4      | 5      | 61    | 14    | 19    |
| 2004-2005             | Real Madrid           | PD                    | 29          | 6           | 7           | 1                     | 0                     | 0                     | -          | -          | -          | C1                             | 10                             | 0                              | 1                              | -               | -               | -               | -                       | -                       | -                       | -      | -      | -      | 40    | 6     | 8     |
| 2005-2006             | Real Madrid           | PD                    | 29          | 9           | 11          | 5                     | 0                     | 1                     | -          | -          | -          | C1                             | 4                              | 0                              | 1                              | -               | -               | -               | -                       | -                       | -                       | 15     | 5      | 3      | 53    | 14    | 16    |
| Sous-total            | Sous-total            | Sous-total            | 155         | 37          | 51          | 19                    | 3                     | 4                     | 4          | 0          | 1          | -                              | 47                             | 9                              | 13                             | 1               | 0               | 0               | 1                       | 0                       | 0                       | 42     | 13     | 11     | 269   | 62    | 80    |
| Total sur la carrière | Total sur la carrière | Total sur la carrière | 506         | 95          | 118         | 55                    | 7                     | 14                    | 6          | 0          | 1          | -                              | 117                            | 23                             | 41                             | 3               | 0               | 1               | 2                       | 0                       | 0                       | 108    | 31     | 30     | 797   | 156   | 205   |

#### Buts internationaux
| Buts internationaux de Zinédine Zidane | Buts internationaux de Zinédine Zidane | Buts internationaux de Zinédine Zidane | Buts internationaux de Zinédine Zidane | Buts internationaux de Zinédine Zidane | Buts internationaux de Zinédine Zidane | Buts internationaux de Zinédine Zidane | Buts internationaux de Zinédine Zidane | Buts internationaux de Zinédine Zidane | Buts internationaux de Zinédine Zidane |
| 0                                      | Date | Lieu | Compétition | Résultat | Adversaire | Détail | Détail | Détail | Sél. |
| -------------------------------------- | --- | --- | --- | --- | --- | --- | --- | --- | --- |
| 1er                                    | 17 août 1994 | Parc Lescure, Bordeaux, France | Match amical | N 2-2 | République tchèque | 85e | du pied gauche | 1-2 | 1re |
| 2e                                     | 17 août 1994 | Parc Lescure, Bordeaux, France | Match amical | N 2-2 | République tchèque | 87e | de la tête | 2-2 | 1re |
| 3e                                     | 6 septembre 1995 | Stade de l'Abbé-Deschamps, Auxerre, France | Éliminatoires de l'Euro 1996 | V 10-0 | Azerbaïdjan | 72e | du pied droit | 7-0 | 6e |
| 4e                                     | 11 octobre 1995 | Stade Ghencea, Bucarest, Roumanie | Éliminatoires de l'Euro 1996 | V 3-1 | Roumanie | 73e | du pied droit | 3-1 | 7e |
| 5e                                     | 21 février 1996 | Stade des Costières, Nîmes, France | Match amical | V 3-1 | Grèce | 49e | du pied droit | 3-1 | 10e |
| 6e                                     | 11 juin 1997 | Parc des Princes, Paris, France | Tournoi de France | N 2-2 | Italie | 12e | du pied droit | 1-0 | 26e |
| 7e                                     | 28 janvier 1998 | Stade de France, Saint-Denis, France | Match amical | V 1-0 | Espagne | 20e | du pied droit | 1-0 | 29e |
| 8e                                     | 25 février 1998 | Stade Vélodrome, Marseille, France | Match amical | N 3-3 | Norvège | 27e | du pied droit | 2-1 | 30e |
| 9e                                     | 27 mai 1998 | Stade Mohammed-V, Casablanca, Maroc | Tournoi Hassan II 1998 | V 1-0 | Belgique | 63e | du pied droit | 1-0 | 32e |
| 10e                                    | 12 juillet 1998 | Stade de France, Saint-Denis, France | Finale de la Coupe du monde 1998 | V 3-0 | Brésil | 27e | de la tête | 1-0 | 39e |
| 11e                                    | 12 juillet 1998 | Stade de France, Saint-Denis, France | Finale de la Coupe du monde 1998 | V 3-0 | Brésil | 45+1e | de la tête | 2-0 | 39e |
| 12e                                    | 8 septembre 1999 | Stade Hrazdan, Erevan, Arménie | Éliminatoires de l'Euro 2000 | V 3-2 | Arménie | 67e | du pied gauche | 2-1 | 47e |
| 13e                                    | 23 février 2000 | Stade de France, Saint-Denis, France | Match amical | V 1-0 | Pologne | 88e | du pied droit | 1-0 | 50e |
| 14e                                    | 4 juin 2000 | Stade Mohammed-V, Casablanca, Maroc | Tournoi Hassan II 2000 | N 2-2 4-2 t.a.b | Japon | 61e | du pied gauche | 1-1 | 53e |
| 15e                                    | 25 juin 2000 | Stade Jan Breydel, Bruges, Belgique | Quart-de-finale de l'Euro 2000 | V 2-1 | Espagne | 32e | c.f du pied droit | 1-0 | 57e |
| 16e                                    | 28 juin 2000 | Stade du Roi Baudouin, Bruxelles, Belgique | Demi-finale de l'Euro 2000 | V 2-1 b.e.o | Portugal | 117e | s.p du pied droit | 2-1 | 58e |
| 17e                                    | 27 février 2001 | Stade de France, Saint-Denis, France | Match amical | V 1-0 | Allemagne | 27e | du pied gauche | 1-0 | 63e |
| 18e                                    | 24 mars 2001 | Stade de France, Saint-Denis, France | Match amical | V 5-0 | Japon | 9e | s.p du pied droit | 1-0 | 64e |
| 19e                                    | 27 mars 2002 | Stade de France, Saint-Denis, France | Match amical | V 5-0 | Écosse | 11e | du pied gauche | 1-0 | 72e |
| 20e                                    | 29 mars 2003 | Stade Félix-Bollaert, Lens, France | Éliminatoires de l'Euro 2004 | V 6-0 | Malte | 58e | s.p du pied droit | 4-0 | 81e |
| 21e                                    | 29 mars 2003 | Stade Félix-Bollaert, Lens, France | Éliminatoires de l'Euro 2004 | V 6-0 | Malte | 80e | de la tête | 6-0 | 81e |
| 22e                                    | 2 avril 2003 | Stade Renzo-Barbera, Palerme, Italie | Éliminatoires de l'Euro 2004 | V 2-1 | Israël | 45e | du pied gauche | 2-0 | 82e |
| 23e                                    | 6 juin 2004 | Stade de France, Saint-Denis, France | Match amical | V 1-0 | Ukraine | 87e | du pied droit | 1-0 | 89e |
| 24e                                    | 13 juin 2004 | Stade de la Luz, Lisbonne, Portugal | Premier tour de l'Euro 2004 | V 2-1 | Angleterre | 90e | c.f du pied droit | 1-1 | 90e |
| 25e                                    | 13 juin 2004 | Stade de la Luz, Lisbonne, Portugal | Premier tour de l'Euro 2004 | V 2-1 | Angleterre | 90+3e | s.p du pied droit | 2-1 | 90e |
| 26e                                    | 21 juin 2004 | Stade municipal, Coimbra, Portugal | Premier tour de l'Euro 2004 | V 3-1 | Suisse | 20e | de la tête | 1-0 | 92e |
| 27e                                    | 17 août 2005 | Stade de la Mosson, Montpellier, France | Match amical | V 3-0 | Côte d'Ivoire | 62e | du pied gauche | 2-0 | 94e |
| 28e                                    | 12 octobre 2005 | Stade de France, Saint-Denis, France | Éliminatoires de la Coupe du monde 2006 | V 4-0 | Chypre | 29e | du pied droit | 1-0 | 98e |
| 29e                                    | 27 juin 2006 | AWD-Arena, Hanovre, Allemagne | Huitième-de-finale de la Coupe du monde 2006 | V 3-1 | Espagne | 90+2e | du pied droit | 3-1 | 105e |
| 30e                                    | 5 juillet 2006 | Allianz-Arena, Munich, Allemagne | Demi-finale de la Coupe du monde 2006 | V 1-0 | Portugal | 33e | s.p du pied droit | 1-0 | 107e |
| 31e                                    | 9 juillet 2006 | Olympiastadion, Berlin, Allemagne | Finale de la Coupe du monde 2006 | N 1-1 3-5 t.a.b | Italie | 7e | s.p du pied droit | 1-0 | 108e |
| Total                                  | 31 buts (19 du pied droit, 7 du pied gauche et 5 de la tête), dont 6 pénaltys et 2 coups francs, en 108 sélections entre le 17 août 1994 et le 9 juillet 2006. | 31 buts (19 du pied droit, 7 du pied gauche et 5 de la tête), dont 6 pénaltys et 2 coups francs, en 108 sélections entre le 17 août 1994 et le 9 juillet 2006. | 31 buts (19 du pied droit, 7 du pied gauche et 5 de la tête), dont 6 pénaltys et 2 coups francs, en 108 sélections entre le 17 août 1994 et le 9 juillet 2006. | 31 buts (19 du pied droit, 7 du pied gauche et 5 de la tête), dont 6 pénaltys et 2 coups francs, en 108 sélections entre le 17 août 1994 et le 9 juillet 2006. | 31 buts (19 du pied droit, 7 du pied gauche et 5 de la tête), dont 6 pénaltys et 2 coups francs, en 108 sélections entre le 17 août 1994 et le 9 juillet 2006. | 31 buts (19 du pied droit, 7 du pied gauche et 5 de la tête), dont 6 pénaltys et 2 coups francs, en 108 sélections entre le 17 août 1994 et le 9 juillet 2006. | 31 buts (19 du pied droit, 7 du pied gauche et 5 de la tête), dont 6 pénaltys et 2 coups francs, en 108 sélections entre le 17 août 1994 et le 9 juillet 2006. | 31 buts (19 du pied droit, 7 du pied gauche et 5 de la tête), dont 6 pénaltys et 2 coups francs, en 108 sélections entre le 17 août 1994 et le 9 juillet 2006. | 31 buts (19 du pied droit, 7 du pied gauche et 5 de la tête), dont 6 pénaltys et 2 coups francs, en 108 sélections entre le 17 août 1994 et le 9 juillet 2006. |

#### Sélections
| Liste des sélections de Zinédine Zidane | Liste des sélections de Zinédine Zidane | Liste des sélections de Zinédine Zidane        | Liste des sélections de Zinédine Zidane      | Liste des sélections de Zinédine Zidane | Liste des sélections de Zinédine Zidane | Liste des sélections de Zinédine Zidane | Liste des sélections de Zinédine Zidane                                      |
| 0                                       | Date                                    | Lieu                                           | Compétition                                  | Résultat                                | Adversaire                              | But                                     | Notes                                                                        |
| --------------------------------------- | --------------------------------------- | ---------------------------------------------- | -------------------------------------------- | --------------------------------------- | --------------------------------------- | --------------------------------------- | ---------------------------------------------------------------------------- |
| 1er                                     | 17 août 1994                            | Parc Lescure, Bordeaux, France                 | Match amical                                 | N 2-2                                   | Tchéquie                                | 2                                       | Entre en jeu à la place de Corentin Martins à la 63e minute de jeu.          |
| 2e                                      | 8 octobre 1994                          | Stade Geoffroy-Guichard, Saint-Étienne, France | Éliminatoires de l'Euro 1996                 | N 0-0                                   | Roumanie                                |                                         | Entre en jeu à la place de Nicolas Ouédec à la 72e minute de jeu.            |
| 3e                                      | 26 avril 1995                           | Stade de la Beaujoire, Nantes, France          | Éliminatoires de l'Euro 1996                 | V 4-0                                   | Slovaquie                               |                                         | Titulaire, remplacé par Youri Djorkaeff à la 74e minute de jeu.              |
| 4e                                      | 22 juillet 1995                         | Ullevaal Stadion, Oslo, Norvège                | Match amical                                 | N 0-0                                   | Norvège                                 |                                         | Titulaire, remplacé par Youri Djorkaeff à la 46e minute de jeu.              |
| 5e                                      | 16 août 1995                            | Parc des Princes, Paris, France                | Éliminatoires de l'Euro 1996                 | N 1-1                                   | Pologne                                 |                                         | Titulaire.                                                                   |
| 6e                                      | 6 septembre 1995                        | Stade de l'Abbé-Deschamps, Auxerre, France     | Éliminatoires de l'Euro 1996                 | V 10-0                                  | Azerbaïdjan                             | 1                                       | Titulaire.                                                                   |
| 7e                                      | 11 octobre 1995                         | Stade Steaua, Bucarest, Roumanie               | Éliminatoires de l'Euro 1996                 | V 3-1                                   | Roumanie                                | 1                                       | Titulaire, remplacé par Lilian Thuram à la 85e minute de jeu.                |
| 8e                                      | 15 novembre 1995                        | Stade Michel-d'Ornano, Caen, France            | Éliminatoires de l'Euro 1996                 | V 2-0                                   | Israël                                  |                                         | Titulaire.                                                                   |
| 9e                                      | 24 janvier 1996                         | Parc des Princes, Paris, France                | Match amical                                 | V 3-2                                   | Portugal                                |                                         | Titulaire.                                                                   |
| 10e                                     | 21 février 1996                         | Stade des Costières, Nîmes, France             | Match amical                                 | V 3-1                                   | Grèce                                   | 1                                       | Entre en jeu à la place de Youri Djorkaeff à la 46e minute de jeu.           |
| 11e                                     | 1er juin 1996                           | Gottlieb-Daimler-Stadion, Stuttgart, Allemagne | Match amical                                 | V 1-0                                   | Allemagne                               |                                         | Titulaire, remplacé par Patrice Loko à la 46e minute de jeu.                 |
| 12e                                     | 5 juin 1996                             | Stadium Nord, Villeneuve-d'Ascq, France        | Match amical                                 | V 2-0                                   | Arménie                                 |                                         | Titulaire.                                                                   |
| 13e                                     | 10 juin 1996                            | St James' Park, Newcastle, Angleterre          | Premier tour de l'Euro 1996                  | V 1-0                                   | Roumanie                                |                                         | Titulaire, remplacé par Alain Roche à la 80e minute de jeu.                  |
| 14e                                     | 15 juin 1996                            | Elland Road, Leeds, Angleterre                 | Premier tour de l'Euro 1996                  | N 1-1                                   | Espagne                                 |                                         | Titulaire.                                                                   |
| 15e                                     | 18 juin 1996                            | St James' Park, Newcastle, Angleterre          | Premier tour de l'Euro 1996                  | V 3-1                                   | Bulgarie                                |                                         | Titulaire, remplacé par Reynald Pedros à la 62e minute de jeu.               |
| 16e                                     | 22 juin 1996                            | Anfield, Liverpool, Angleterre                 | Quart de finale de l'Euro 1996               | N 0-0 5-4 t.a.b                         | Pays-Bas                                |                                         | Titulaire.                                                                   |
| 17e                                     | 26 juin 1996                            | Old Trafford, Manchester, Angleterre           | Demi-finale de l'Euro 1996                   | N 0-0 5-6 t.a.b                         | Tchéquie                                |                                         | Titulaire.                                                                   |
| 18e                                     | 31 août 1996                            | Parc des Princes, Paris, France                | Match amical                                 | V 2-0                                   | Mexique                                 |                                         | Entre en jeu à la place de Reynald Pedros à la 46e minute de jeu.            |
| 19e                                     | 9 octobre 1996                          | Parc des Princes, Paris, France                | Match amical                                 | V 4-0                                   | Turquie                                 |                                         | Titulaire.                                                                   |
| 20e                                     | 9 novembre 1996                         | Parken Stadium, Copenhague, Danemark           | Match amical                                 | P 0-1                                   | Danemark                                |                                         | Titulaire, remplacé par Marc Keller à la 80e minute de jeu.                  |
| 21e                                     | 22 janvier 1997                         | Estádio 1.º de Maio (pt), Braga, Portugal      | Match amical                                 | V 2-0                                   | Portugal                                |                                         | Titulaire.                                                                   |
| 22e                                     | 26 février 1997                         | Parc des Princes, Paris, France                | Match amical                                 | V 2-1                                   | Pays-Bas                                |                                         | Titulaire.                                                                   |
| 23e                                     | 2 avril 1997                            | Parc des Princes, Paris, France                | Match amical                                 | V 1-0                                   | Suède                                   |                                         | Titulaire, remplacé par Franck Gava à la 56e minute de jeu.                  |
| 24e                                     | 3 juin 1997                             | Stade de Gerland, Lyon, France                 | Tournoi de France                            | N 1-1                                   | Brésil                                  |                                         | Titulaire.                                                                   |
| 25e                                     | 7 juin 1997                             | Stade de la Mosson, Montpellier, France        | Tournoi de France                            | P 0-1                                   | Angleterre                              |                                         | Entre en jeu à la place de Christophe Dugarry à la 76e minute de jeu.        |
| 26e                                     | 11 juin 1997                            | Parc des Princes, Paris, France                | Tournoi de France                            | N 2-2                                   | Italie                                  | 1                                       | Titulaire.                                                                   |
| 27e                                     | 11 octobre 1997                         | Stade Bollaert, Lens, France                   | Match amical                                 | V 2-1                                   | Afrique du Sud                          |                                         | Entre en jeu à la place de Robert Pirès à la 46e minute de jeu.              |
| 28e                                     | 12 novembre 1997                        | Stade Geoffroy-Guichard, Saint-Étienne, France | Match amical                                 | V 2-1                                   | Écosse                                  |                                         | Titulaire.                                                                   |
| 29e                                     | 28 janvier 1998                         | Stade de France, Saint-Denis, France           | Match amical                                 | V 1-0                                   | Espagne                                 | 1                                       | Titulaire.                                                                   |
| 30e                                     | 25 février 1998                         | Stade Vélodrome, Marseille, France             | Match amical                                 | N 3-3                                   | Norvège                                 | 1                                       | Titulaire, remplacé par Claude Makélélé à la 62e minute de jeu.              |
| 31e                                     | 22 avril 1998                           | Stade Råsunda, Stockholm, Suède                | Match amical                                 | N 0-0                                   | Suède                                   |                                         | Titulaire, remplacé par Robert Pirès à la 46e minute de jeu.                 |
| 32e                                     | 27 mai 1998                             | Stade Mohammed-V, Casablanca, Maroc            | Tournoi Hassan II 1998                       | V 1-0                                   | Belgique                                | 1                                       | Titulaire.                                                                   |
| 33e                                     | 29 mai 1998                             | Stade Mohammed-V, Casablanca, Maroc            | Tournoi Hassan II 1998                       | V 1-0                                   | Maroc                                   |                                         | Titulaire, remplacé par Youri Djorkaeff à la 63e minute de jeu.              |
| 34e                                     | 5 juin 1998                             | Olympiastadion, Helsinki, Finlande             | Match amical                                 | V 1-0                                   | Finlande                                |                                         | Titulaire, remplacé par Robert Pirès à la 90e minute de jeu.                 |
| 35e                                     | 12 juin 1998                            | Stade Vélodrome, Marseille, France             | Premier tour de la Coupe du monde 1998       | V 3-0                                   | Afrique du Sud                          |                                         | Titulaire.                                                                   |
| 36e                                     | 18 juin 1998                            | Stade de France, Saint-Denis, France           | Premier tour de la Coupe du monde 1998       | V 4-0                                   | Arabie saoudite                         |                                         | Titulaire, expulsé à la 70e minute.                                          |
| 37e                                     | 3 juillet 1998                          | Stade de France, Saint-Denis, France           | Quart de finale de la Coupe du monde 1998    | N 0-0 4-3 t.a.b                         | Italie                                  |                                         | Titulaire.                                                                   |
| 38e                                     | 8 juillet 1998                          | Stade de France, Saint-Denis, France           | Demi-finale de la Coupe du monde 1998        | V 2-1                                   | Croatie                                 |                                         | Titulaire.                                                                   |
| 39e                                     | 12 juillet 1998                         | Stade de France, Saint-Denis, France           | Finale de la Coupe du monde 1998             | V 3-0                                   | Brésil                                  | 2                                       | Titulaire.                                                                   |
| 40e                                     | 19 août 1998                            | Stade Ernst-Happel, Vienne, Autriche           | Match amical                                 | N 2-2                                   | Autriche                                |                                         | Titulaire, remplacé par Youri Djorkaeff à la 46e minute de jeu.              |
| 41e                                     | 5 septembre 1998                        | Laugardalsvöllur, Reykjavik, Islande           | Éliminatoires de l'Euro 2000                 | N 1-1                                   | Islande                                 |                                         | Titulaire.                                                                   |
| 42e                                     | 10 octobre 1998                         | Stade Loujniki, Moscou, Russie                 | Éliminatoires de l'Euro 2000                 | V 3-2                                   | Russie                                  |                                         | Titulaire.                                                                   |
| 43e                                     | 14 octobre 1998                         | Stade de France, Saint-Denis, France           | Éliminatoires de l'Euro 2000                 | V 2-0                                   | Andorre                                 |                                         | Titulaire.                                                                   |
| 44e                                     | 20 janvier 1999                         | Stade Vélodrome, Marseille, France             | Match amical                                 | V 1-0                                   | Maroc                                   |                                         | Titulaire, remplacé par Nicolas Anelka à la 66e minute de jeu.               |
| 45e                                     | 10 février 1999                         | Stade de Wembley, Londres, Angleterre          | Match amical                                 | V 2-0                                   | Angleterre                              |                                         | Titulaire.                                                                   |
| 46e                                     | 4 septembre 1999                        | Olimpiski, Kiev, Ukraine                       | Éliminatoires de l'Euro 2000                 | N 0-0                                   | Ukraine                                 |                                         | Titulaire.                                                                   |
| 47e                                     | 8 septembre 1999                        | Stade Hrazdan, Erevan, Arménie                 | Éliminatoires de l'Euro 2000                 | V 3-2                                   | Arménie                                 | 1                                       | Titulaire, remplacé par Frédéric Déhu à la 72e minute de jeu.                |
| 48e                                     | 9 octobre 1999                          | Stade de France, Saint-Denis, France           | Éliminatoires de l'Euro 2000                 | V 3-2                                   | Islande                                 |                                         | Titulaire.                                                                   |
| 49e                                     | 13 novembre 1999                        | Stade de France, Saint-Denis, France           | Match amical                                 | V 3-0                                   | Croatie                                 |                                         | Titulaire, remplacé par Youri Djorkaeff à la 46e minute de jeu.              |
| 50e                                     | 23 février 2000                         | Stade de France, Saint-Denis, France           | Match amical                                 | V 1-0                                   | Pologne                                 | 1                                       | Titulaire.                                                                   |
| 51e                                     | 26 avril 2000                           | Stade de France, Saint-Denis, France           | Match amical                                 | V 3-2                                   | Slovénie                                |                                         | Titulaire.                                                                   |
| 52e                                     | 28 mai 2000                             | Stade Maksimir, Zagreb, Croatie                | Match amical                                 | V 2-0                                   | Croatie                                 |                                         | Titulaire, remplacé par Vincent Candela à la 82e minute de jeu.              |
| 53e                                     | 4 juin 2000                             | Stade Mohammed-V, Casablanca, Maroc            | Tournoi Hassan II 2000                       | N 2-2 4-2 t.a.b                         | Japon                                   | 1                                       | Titulaire, remplacé par Thierry Henry à la 90e minute de jeu.                |
| 54e                                     | 6 juin 2000                             | Stade Mohammed-V, Casablanca, Maroc            | Tournoi Hassan II 2000                       | V 5-1                                   | Maroc                                   |                                         | Entre en jeu à la place de Youri Djorkaeff à la 61e minute de jeu.           |
| 55e                                     | 11 juin 2000                            | Stade Jan-Breydel, Bruges, Belgique            | Premier tour de l'Euro 2000                  | V 3-0                                   | Danemark                                |                                         | Titulaire.                                                                   |
| 56e                                     | 16 juin 2000                            | Stade Jan-Breydel, Bruges, Belgique            | Premier tour de l'Euro 2000                  | V 2-1                                   | Tchéquie                                |                                         | Titulaire.                                                                   |
| 57e                                     | 25 juin 2000                            | Stade Jan-Breydel, Bruges, Belgique            | Quart de finale de l'Euro 2000               | V 2-1                                   | Espagne                                 | 1                                       | Titulaire.                                                                   |
| 58e                                     | 28 juin 2000                            | Stade Roi Baudouin, Bruxelles, Belgique        | Demi-finale de l'Euro 2000                   | V 2-1 b.e.o                             | Portugal                                | 1                                       | Titulaire.                                                                   |
| 59e                                     | 2 juillet 2000                          | Stade de Feyenoord, Rotterdam, Pays-Bas        | Finale de l'Euro 2000                        | V 2-1 b.e.o                             | Italie                                  |                                         | Titulaire.                                                                   |
| 60e                                     | 16 août 2000                            | Stade Vélodrome, Marseille, France             | Match amical                                 | V 5-1                                   | Sélection FIFA                          |                                         | Titulaire.                                                                   |
| 61e                                     | 2 septembre 2000                        | Stade de France, Saint-Denis, France           | Match amical                                 | N 1-1                                   | Angleterre                              |                                         | Titulaire, remplacé par Robert Pirès à la 65e minute de jeu.                 |
| 62e                                     | 15 novembre 2000                        | Stade İnönü du BJK, Istanbul, Turquie          | Match amical                                 | V 4-0                                   | Turquie                                 |                                         | Titulaire, remplacé par Frédéric Déhu à la 63e minute de jeu.                |
| 63e                                     | 27 février 2001                         | Stade de France, Saint-Denis, France           | Match amical                                 | V 1-0                                   | Allemagne                               | 1                                       | Titulaire, remplacé par Claude Makélélé à la 82e minute de jeu.              |
| 64e                                     | 24 mars 2001                            | Stade de France, Saint-Denis, France           | Match amical                                 | V 5-0                                   | Japon                                   | 1                                       | Titulaire.                                                                   |
| 65e                                     | 28 mars 2001                            | Stade de Mestalla, Valence, Espagne            | Match amical                                 | P 1-2                                   | Espagne                                 |                                         | Titulaire, remplacé par Johan Micoud à la 62e minute de jeu.                 |
| 66e                                     | 25 avril 2001                           | Stade de France, Saint-Denis, France           | Match amical                                 | V 4-0                                   | Portugal                                |                                         | Titulaire, remplacé par Youri Djorkaeff à la 46e minute de jeu.              |
| 67e                                     | 15 août 2001                            | Stade de la Beaujoire, Nantes, France          | Match amical                                 | V 1-0                                   | Danemark                                |                                         | Titulaire.                                                                   |
| 68e                                     | 1er septembre 2001                      | Estadio Nacional de Chile, Santiago, Chili     | Match amical                                 | P 1-2                                   | Chili                                   |                                         | Titulaire.                                                                   |
| 69e                                     | 6 octobre 2001                          | Stade de France, Saint-Denis, France           | Match amical                                 | V 4-1                                   | Algérie                                 |                                         | Titulaire, remplacé par Youri Djorkaeff à la 46e minute de jeu.              |
| 70e                                     | 11 novembre 2001                        | Cricket Ground, Melbourne, Australie           | Match amical                                 | N 1-1                                   | Australie                               |                                         | Titulaire, remplacé par Alain Boghossian à la 81e minute de jeu.             |
| 71e                                     | 13 février 2002                         | Stade de France, Saint-Denis, France           | Match amical                                 | V 2-1                                   | Roumanie                                |                                         | Titulaire, remplacé par Éric Carrière à la 71e minute de jeu.                |
| 72e                                     | 27 mars 2002                            | Stade de France, Saint-Denis, France           | Match amical                                 | V 5-0                                   | Écosse                                  | 1                                       | Titulaire, remplacé par Youri Djorkaeff à la 80e minute de jeu.              |
| 73e                                     | 17 avril 2002                           | Stade de France, Saint-Denis, France           | Match amical                                 | N 0-0                                   | Russie                                  |                                         | Titulaire.                                                                   |
| 74e                                     | 26 mai 2002                             | Big Bird Stadium, Suwon, Corée du Sud          | Match amical                                 | V 3-2                                   | Corée du Sud                            |                                         | Titulaire, remplacé par Sylvain Wiltord à la 38e minute de jeu.              |
| 75e                                     | 11 juin 2002                            | Stade Munhak d'Incheon, Incheon, Corée du Sud  | Premier tour de la Coupe du monde 2002       | P 0-2                                   | Danemark                                |                                         | Titulaire.                                                                   |
| 76e                                     | 21 août 2002                            | Stade du 7 novembre, Radès, Tunisie            | Match amical                                 | N 1-1                                   | Tunisie                                 |                                         | Titulaire et capitaine.                                                      |
| 77e                                     | 7 septembre 2002                        | Stade GSP, Nicosie, Chypre                     | Éliminatoires de l'Euro 2004                 | V 2-1                                   | Chypre                                  |                                         | Titulaire.                                                                   |
| 78e                                     | 12 octobre 2002                         | Stade de France, Saint-Denis, France           | Éliminatoires de l'Euro 2004                 | V 5-0                                   | Slovénie                                |                                         | Titulaire.                                                                   |
| 79e                                     | 16 octobre 2002                         | Ta' Qali Stadium, La Valette, Malte            | Éliminatoires de l'Euro 2004                 | V 4-0                                   | Malte                                   |                                         | Titulaire.                                                                   |
| 80e                                     | 12 février 2003                         | Stade de France, Saint-Denis, France           | Match amical                                 | P 0-2                                   | Tchéquie                                |                                         | Titulaire.                                                                   |
| 81e                                     | 29 mars 2003                            | Stade Felix-Bollaert, Lens, France             | Éliminatoires de l'Euro 2004                 | V 6-0                                   | Malte                                   | 2                                       | Titulaire et capitaine.                                                      |
| 82e                                     | 2 avril 2003                            | Stade Renzo-Barbera, Palerme, Italie           | Éliminatoires de l'Euro 2004                 | V 2-1                                   | Israël                                  | 1                                       | Titulaire et capitaine.                                                      |
| 83e                                     | 20 août 2003                            | Stade de Genève, Genève, Suisse                | Match amical                                 | V 2-0                                   | Suisse                                  |                                         | Titulaire, remplacé par Ludovic Giuly à la 70e minute de jeu.                |
| 84e                                     | 10 septembre 2003                       | Stade central, Ljubljana, Slovénie             | Éliminatoires de l'Euro 2004                 | V 2-0                                   | Slovénie                                |                                         | Titulaire, remplacé par Robert Pirès à la 78e minute de jeu.                 |
| 85e                                     | 11 octobre 2003                         | Stade de France, Saint-Denis, France           | Éliminatoires de l'Euro 2004                 | V 3-0                                   | Israël                                  |                                         | Titulaire et capitaine.                                                      |
| 86e                                     | 15 novembre 2003                        | Aufschalke Arena, Gelsenkirchen, Allemagne     | Match amical                                 | V 3-0                                   | Allemagne                               |                                         | Titulaire et capitaine.                                                      |
| 87e                                     | 18 février 2004                         | Stade Roi Baudouin, Bruxelles, Belgique        | Match amical                                 | V 2-0                                   | Belgique                                |                                         | Titulaire, remplacé par Olivier Kapo à la 70e minute de jeu.                 |
| 88e                                     | 20 mai 2004                             | Stade de France, Saint-Denis, France           | Match amical                                 | N 0-0                                   | Brésil                                  |                                         | Titulaire, remplacé par Olivier Kapo à la 69e minute de jeu.                 |
| 89e                                     | 6 juin 2004                             | Stade de France, Saint-Denis, France           | Match amical                                 | V 1-0                                   | Ukraine                                 | 1                                       | Titulaire et capitaine.                                                      |
| 90e                                     | 13 juin 2004                            | Stade de Luz, Lisbonne, Portugal               | Premier tour de l'Euro 2004                  | V 2-1                                   | Angleterre                              | 2                                       | Titulaire et capitaine.                                                      |
| 91e                                     | 17 juin 2004                            | Stade Dr Magalhães Pessoa, Leiria, Portugal    | Premier tour de l'Euro 2004                  | N 2-2                                   | Croatie                                 |                                         | Titulaire.                                                                   |
| 92e                                     | 21 juin 2004                            | Stade municipal, Coimbra, Portugal             | Premier tour de l'Euro 2004                  | V 3-1                                   | Suisse                                  | 1                                       | Titulaire et capitaine.                                                      |
| 93e                                     | 25 juin 2004                            | Estádio José Alvalade XXI, Lisbonne, Grèce     | Quart de finale de l'Euro 2004               | P 0-1                                   | Grèce                                   |                                         | Titulaire et capitaine.                                                      |
| 94e                                     | 17 août 2005                            | Stade de la Mosson, Montpellier, France        | Match amical                                 | V 3-0                                   | Côte d'Ivoire                           | 1                                       | Titulaire et capitaine.                                                      |
| 95e                                     | 3 septembre 2005                        | Stade Félix Bollaert, Lens, France             | Éliminatoires de la Coupe du monde 2006      | V 3-0                                   | Îles Féroé                              |                                         | Titulaire et capitaine, remplacé par Vikash Dhorasoo à la 57e minute de jeu. |
| 96e                                     | 7 septembre 2005                        | Lansdowne Road, Dublin, Irlande                | Éliminatoires de la Coupe du monde 2006      | V 1-0                                   | République d'Irlande                    |                                         | Titulaire et capitaine, remplacé par Florent Malouda à la 70e minute de jeu. |
| 97e                                     | 8 octobre 2005                          | Stade du Wankdorf, Berne, Suisse               | Éliminatoires de la Coupe du monde 2006      | N 1-1                                   | Suisse                                  |                                         | Titulaire et capitaine.                                                      |
| 98e                                     | 12 octobre 2005                         | Stade de France, Saint-Denis, France           | Éliminatoires de la Coupe du monde 2006      | V 4-0                                   | Chypre                                  | 1                                       | Titulaire et capitaine.                                                      |
| 99e                                     | 1er mars 2006                           | Stade de France, Saint-Denis, France           | Match amical                                 | P 1-2                                   | Slovaquie                               |                                         | Titulaire et capitaine, remplacé par Florent Malouda à la 46e minute de jeu. |
| 100e                                    | 27 mai 2006                             | Stade de France, Saint-Denis, France           | Match amical                                 | V 1-0                                   | Mexique                                 |                                         | Titulaire et capitaine, remplacé par Vikash Dhorasoo à la 52e minute de jeu. |
| 101e                                    | 31 mai 2006                             | Stade Félix Bollaert, Lens, France             | Match amical                                 | V 2-0                                   | Danemark                                |                                         | Titulaire et capitaine, remplacé par Franck Ribéry à la 66e minute de jeu.   |
| 102e                                    | 7 juin 2006                             | Stade Geoffroy-Guichard, Saint-Étienne, France | Match amical                                 | V 3-1                                   | Chine                                   |                                         | Titulaire et capitaine.                                                      |
| 103e                                    | 13 juin 2006                            | Gottlieb-Daimler-Stadion, Stuttgart, Allemagne | Premier tour de la Coupe du monde 2006       | N 0-0                                   | Suisse                                  |                                         | Titulaire et capitaine.                                                      |
| 104e                                    | 18 juin 2006                            | Zentralstadion, Leipzig, Allemagne             | Premier tour de la Coupe du monde 2006       | N 1-1                                   | Corée du Sud                            |                                         | Titulaire et capitaine, remplacé par David Trezeguet à la 90e minute de jeu. |
| 105e                                    | 27 juin 2006                            | Niedersachsenstadion, Hanovre, Allemagne       | Huitième de finale de la Coupe du monde 2006 | V 3-1                                   | Espagne                                 | 1                                       | Titulaire et capitaine.                                                      |
| 106e                                    | 1er juillet 2006                        | Waldstadion, Francfort-sur-le-Main, Allemagne  | Quart de finale de la Coupe du monde 2006    | V 1-0                                   | Brésil                                  |                                         | Titulaire et capitaine.                                                      |
| 107e                                    | 5 juillet 2006                          | Allianz Arena, Munich, Allemagne               | Demi-finale de la Coupe du monde 2006        | V 1-0                                   | Portugal                                | 1                                       | Titulaire et capitaine.                                                      |
| 108e                                    | 9 juillet 2006                          | Olympiastadion, Berlin, Allemagne              | Finale de la Coupe du monde 2006             | N 1-1 3-5 t.a.b                         | Italie                                  | 1                                       | Titulaire et capitaine, expulsé à la 110e minute.                            |

### Statistiques d'entraîneur
Le tableau suivant récapitule les statistiques de Zinédine Zidane durant sa carrière d'entraîneur en club (à jour au 26 mai 2021).
| Saison                        | Club                          | Championnat                   | Championnat | Championnat | Championnat | Championnat | Coupe(s) nationale(s) | Coupe(s) nationale(s) | Coupe(s) nationale(s) | Coupe(s) nationale(s) | Supercoupe | Supercoupe | Supercoupe | Supercoupe | Compétition(s) continentale(s) | Compétition(s) continentale(s) | Compétition(s) continentale(s) | Compétition(s) continentale(s) | Compétition(s) continentale(s) | Supercoupe de l'UEFA | Supercoupe de l'UEFA | Supercoupe de l'UEFA | Supercoupe de l'UEFA | Coupe du monde des clubs | Coupe du monde des clubs | Coupe du monde des clubs | Coupe du monde des clubs | Total | Total | Total | Total | % Victoires |
| Saison                        | Club                          | Division                      | M           | V           | N           | D           | M                     | V                     | N                     | D                     | M          | V          | N          | D          | C                              | M                              | V                              | N                              | D                              | M                    | V                    | N                    | D                    | M                        | V                        | N                        | D                        | M     | V     | N     | D     | % Victoires |
| ----------------------------- | ----------------------------- | ----------------------------- | ----------- | ----------- | ----------- | ----------- | --------------------- | --------------------- | --------------------- | --------------------- | ---------- | ---------- | ---------- | ---------- | ------------------------------ | ------------------------------ | ------------------------------ | ------------------------------ | ------------------------------ | -------------------- | -------------------- | -------------------- | -------------------- | ------------------------ | ------------------------ | ------------------------ | ------------------------ | ----- | ----- | ----- | ----- | ----------- |
| 2014-2015                     | Real Madrid Castilla          | Segunda B                     | 38          | 16          | 10          | 12          | -                     | -                     | -                     | -                     | -          | -          | -          | -          | -                              | -                              | -                              | -                              | -                              | -                    | -                    | -                    | -                    | -                        | -                        | -                        | -                        | 38    | 16    | 10    | 12    | 42%         |
| 2015-2016                     | Real Madrid Castilla          | Segunda B                     | 19          | 10          | 7           | 2           | -                     | -                     | -                     | -                     | -          | -          | -          | -          | -                              | -                              | -                              | -                              | -                              | -                    | -                    | -                    | -                    | -                        | -                        | -                        | -                        | 19    | 10    | 7     | 2     | 53%         |
| Total au Real Madrid Castilla | Total au Real Madrid Castilla | Total au Real Madrid Castilla | 57          | 26          | 17          | 14          | -                     | -                     | -                     | -                     | -          | -          | -          | -          | -                              | -                              | -                              | -                              | -                              | -                    | -                    | -                    | -                    | -                        | -                        | -                        | -                        | 57    | 26    | 17    | 14    | 46%         |
| 2015-2016                     | Real Madrid                   | La Liga                       | 20          | 17          | 2           | 1           | -                     | -                     | -                     | -                     | -          | -          | -          | -          | C1                             | 7                              | 4                              | 2                              | 1                              | -                    | -                    | -                    | -                    | -                        | -                        | -                        | -                        | 27    | 21    | 4     | 2     | 78%         |
| 2016-2017                     | Real Madrid                   | La Liga                       | 38          | 29          | 6           | 3           | 6                     | 3                     | 2                     | 1                     | -          | -          | -          | -          | C1                             | 13                             | 9                              | 3                              | 1                              | 1                    | 1                    | 0                    | 0                    | 2                        | 2                        | 0                        | 0                        | 60    | 44    | 11    | 5     | 73%         |
| 2017-2018                     | Real Madrid                   | La Liga                       | 38          | 22          | 10          | 6           | 6                     | 3                     | 2                     | 1                     | 2          | 2          | 0          | 0          | C1                             | 13                             | 9                              | 2                              | 2                              | 1                    | 1                    | 0                    | 0                    | 2                        | 2                        | 0                        | 0                        | 62    | 39    | 14    | 9     | 63%         |
| 2018-2019                     | Real Madrid                   | La Liga                       | 11          | 5           | 2           | 4           | -                     | -                     | -                     | -                     | -          | -          | -          | -          | C1                             | -                              | -                              | -                              | -                              | -                    | -                    | -                    | -                    | -                        | -                        | -                        | -                        | 11    | 5     | 2     | 4     | 45%         |
| 2019-2020                     | Real Madrid                   | La Liga                       | 38          | 26          | 9           | 3           | 3                     | 2                     | 0                     | 1                     | 2          | 1          | 1          | 0          | C1                             | 8                              | 3                              | 2                              | 3                              | -                    | -                    | -                    | -                    | -                        | -                        | -                        | -                        | 51    | 32    | 12    | 7     | 63%         |
| 2020-2021                     | Real Madrid                   | La Liga                       | 38          | 25          | 9           | 4           | 1                     | 0                     | 0                     | 1                     | 1          | 0          | 0          | 1          | C1                             | 12                             | 6                              | 3                              | 3                              | -                    | -                    | -                    | -                    | -                        | -                        | -                        | -                        | 52    | 31    | 12    | 9     | 60%         |
| Total au Real Madrid          | Total au Real Madrid          | Total au Real Madrid          | 183         | 124         | 38          | 21          | 16                    | 8                     | 4                     | 4                     | 5          | 3          | 1          | 1          | -                              | 53                             | 31                             | 12                             | 10                             | 2                    | 2                    | 0                    | 0                    | 4                        | 4                        | 0                        | 0                        | 263   | 172   | 55    | 36    | 65%         |
| Total sur la carrière         | Total sur la carrière         | Total sur la carrière         | 240         | 150         | 55          | 35          | 16                    | 8                     | 4                     | 4                     | 5          | 3          | 1          | 1          | -                              | 53                             | 31                             | 12                             | 10                             | 2                    | 2                    | 0                    | 0                    | 4                        | 4                        | 0                        | 0                        | 320   | 198   | 72    | 50    | 62%         |

## Palmarès

### En tant que joueur
Au cours de sa carrière, Zinédine Zidane s'est forgé l'un des plus beaux palmarès du football français avec ses titres en club et en sélection ainsi que ses nombreuses distinctions personnelles.
| Girondins de Bordeaux (1)                                                | Juventus FC (6) | Real Madrid CF (6) | Équipe de France (2)                                                                                     |
| ------------------------------------------------------------------------ | --- | --- | --- |
| - Coupe UEFA - Finaliste : 1996 - Coupe Intertoto (1) - Vainqueur : 1995 | - Championnat d'Italie (2) - Champion : 1997, 1998 - Supercoupe d'Italie (1) - Vainqueur : 1997 - Finaliste : 1998 - Ligue des champions - Finaliste : 1997 et 1998 - Supercoupe de l'UEFA (1) - Vainqueur : 1996 - Coupe Intertoto (1) - Vainqueur : 1999 - Coupe intercontinentale (1) - Vainqueur : 1996 | - Championnat d'Espagne (1) - Champion : 2003 - Coupe d'Espagne - Finaliste : 2002 et 2004 - Supercoupe d'Espagne (2) - Vainqueur : 2001 et 2003 - Ligue des champions (1) - Vainqueur : 2002 - Supercoupe de l'UEFA (1) - Vainqueur : 2002 - Coupe intercontinentale (1) - Vainqueur : 2002 | - Coupe du monde (1) - Vainqueur : 1998 - Finaliste : 2006 - Championnat d'Europe (1) - Vainqueur : 2000 |

#### En club
Passé par quatre clubs professionnels en 17 ans de carrière, Zidane remporte plusieurs titres nationaux et internationaux avec ses équipes respectives. Avec l'AS Cannes, entre 1988 et 1992, il dispute 71 rencontres et marque 6 buts et découvre la coupe d'Europe sans pour autant remporter un seul trophée. Transféré aux Girondins de Bordeaux en 1992, il joue 176 matchs en marquant 39 buts. Son premier titre avec la formation bordelaise est la coupe Intertoto, remportée en 1995. Après une campagne européenne marquante, Zidane et les Girondins sont finalistes de la coupe UEFA en 1996,.
Arrivé en Italie, c'est avec le club de la Juventus FC que Zidane va considérablement étoffer son palmarès. Sous les couleurs turinoises, il participe à 214 rencontres et inscrit 31 buts entre 1996 et 2001. De plus, Zizou engrange deux titres de champion d'Italie, appelé Scudetto, successivement en 1997 et 1998. Il gagne également la supercoupe d'Italie en 1997 ainsi que le trophée Luigi Berlusconi (compétition amicale) en 1998, 1999 et 2000. Sur le plan européen, Zidane échoue deux fois en finale de la ligue des champions en 1997 puis 1998. Cependant, il s'octroie la supercoupe de l'UEFA en 1996 et la coupe Intertoto en 1999. Enfin, il remporte la coupe intercontinentale en 1996 à Tokyo,.
Zidane dispute 231 matchs avec le Real Madrid et inscrit 49 buts toutes compétitions confondues entre 2001 et 2006. Sous les couleurs madrilènes, il est sacré champion d'Espagne en 2003 et remporte, par deux fois, la supercoupe d'Espagne en 2001 et 2003. Il est également finaliste de la coupe du Roi en 2002 et 2004. Avec le Real, il gagne plusieurs compétitions amicales : le trophée de la cité d'Alicante (2001 et 2002), le trophée Valencia Naranja (2003) ainsi que le trophée Santiago Bernabéu (2003 et 2005). Son titre principal avec le Real Madrid reste la ligue des champions gagnée en 2002, précédant la coupe intercontinentale et la Supercoupe de l'UEFA que le Real s'adjuge la même année,,.

#### En sélection
Passé par les équipes de France de jeunes (- 17 ans et - 18 ans), Zinédine Zidane est finaliste du Festival international espoirs en 1991, médaillé de bronze aux Jeux méditerranéens de 1993 avec les Espoirs tandis qu'avec l'équipe de France militaire, il termine quatrième de la Coupe du monde aux Pays-Bas. Enfin avec les A', il dispute un match en 1995 contre la Biélorussie.
Avec l'équipe de France A, Zidane totalise 108 sélections dont 25 capitanats et 31 buts entre 1994 et 2006. Ces statistiques font de lui le sixième joueur le plus sélectionné, le sixième meilleur buteur, et également le deuxième meilleur passeur (25 passes décisives) de l'équipe de France,.
Au cours de ces 12 années en équipe de France, il dispute l'Euro 1996 où les Bleus sont demi-finalistes avant de remporter le tournoi Hassan II en 1998 et 2000. Zidane fait partie de la génération dorée de l'équipe de France : il remporte consécutivement la Coupe du monde 1998 puis l'Euro 2000. Par la suite, il essuie deux échecs avec une élimination au premier tour lors de la Coupe du monde 2002 et en quart-de-finale à l'Euro 2004. Zidane met fin à sa carrière internationale à l'issue de la coupe du monde 2006 où la France est finaliste de la compétition,.
Par ailleurs, Zidane obtient une sélection avec l'équipe FIFA, face à l'Italie à Rome en 1998 et une autre avec l'équipe d'Europe, face à celle de la FIFA (nommée « Reste du monde ») en 1997,.

### En tant qu'entraîneur
Real Madrid (11)
- Championnat d'Espagne (2)
  - Champion en 2017 et 2020
- Supercoupe d'Espagne (2)
  - Vainqueur en 2017 et 2020
- Ligue des champions (3)
  - Vainqueur en 2014 (en tant qu’adjoint), 2016, 2017 et 2018
- Supercoupe de l'UEFA (2)
  - Vainqueur en 2016 et 2017
- Coupe du monde des clubs de la FIFA (2)
  - Vainqueur en 2016 et 2017

## Distinctions personnelles et records

### En tant que joueur

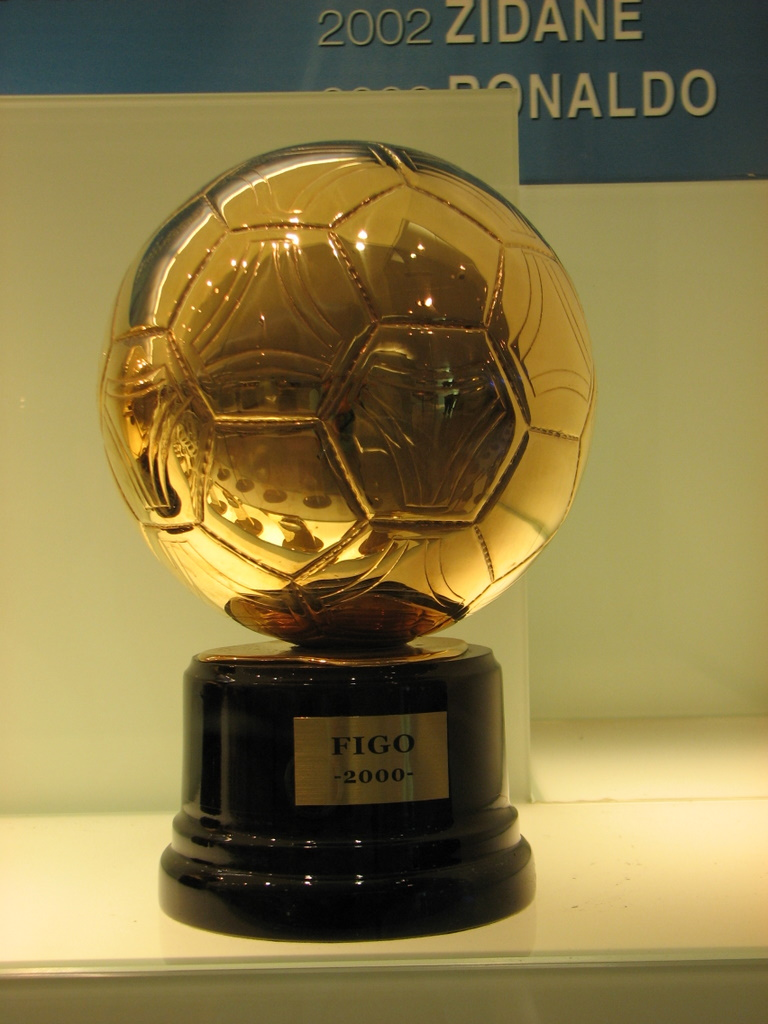
Zidane remporte le ballon d'or en 1998.

Lorsqu'il évolue dans le championnat de France, Zidane obtient le Trophée UNFP du meilleur espoir en 1994 et du meilleur joueur en 1996. En 2007, tout jeune retraité, il reçoit le Trophée d'honneur UNFP, remis par Jamel Debbouze, pour l'ensemble de sa carrière. Enfin, il fait partie de l'équipe-type spéciale 20 ans des Trophées UNFP choisie par le public en 2011. Sous les couleurs de la Juventus, Zizou est élu meilleur joueur étranger de l'année de Serie A en 1997 et 2001 ainsi que meilleur passeur et meilleur joueur de l'année de Serie A en 2001,. Tandis qu'en Espagne, il est élu meilleur joueur étranger en 2002 par Don Balón et El País. Il fait partie de l'équipe de France qui dispute 30 matchs sans défaite (entre février 1994 et octobre 1996).
En Coupe du monde, il remporte le Ballon d'or du meilleur joueur de la Coupe du monde 2006 et fait partie de l'équipe-type des éditions 1998 et 2006. Il est également nommé dans la Dream Team FIFA, l'« équipe de rêve » de joueurs ayant participé à la Coupe du monde. De même en Championnat d'Europe, il est élu meilleur joueur de l'Euro 2000 et fait partie de l'équipe-type des éditions 2000 et 2004.
Considéré comme le trophée individuel le plus prestigieux, Zinédine Zidane remporte le Ballon d'or en 1998, termine deuxième en 2000 et troisième en 1997. Il est également élu meilleur footballeur de l'année FIFA en 1998, 2000 et 2003, finit deuxième en 2006 et troisième en 1997 et 2002. Zizou est présent dans le FIFA 100, liste des meilleurs joueurs vivants établie en 2004 par Pelé, pour le centenaire de la FIFA et fait partie du FIFA/FIFPro World XI en 2005 et 2006.
Au niveau européen, il est élu meilleur footballeur de l'année UEFA en 2002, meilleur milieu de terrain de l'année UEFA lors de la saison 1997-1998 et fait partie de l'équipe-type en 2001, 2002 et 2003. De plus, l'UEFA le considère comme le meilleur footballeur européen des 50 dernières années (période 1954-2004). Enfin, en 2011, une enquête menée auprès de journalistes, joueurs et fans le désigne meilleur joueur des 20 dernières années de la Ligue des champions (période 1991-2011). La même année, il fait partie de l'équipe UEFA du XXIe siècle (onze type des joueurs ayant obtenu le plus de votes lors des onze dernières années).
Selon l'IFFHS, il est le meilleur meneur de jeu mondial de l'année (IFFHS) en 2006. En 2007, il fait partie de la liste des meilleurs joueurs de l'histoire réalisée par l'Association of Football Statisticians (en). En 2008, il obtient le prix Golden Foot (catégorie des Légendes). Enfin, en 2011, il obtient le Prix Laureus pour l'ensemble de sa carrière (un des seuls footballeurs à avoir eu cette récompense avec Pelé, Franz Beckenbauer, Johan Cruyff et Bobby Charlton).
En 2016, il intègre le onze type de l'histoire du Championnat d'Europe et fait partie de la liste des footballeurs de légende réalisée par l'IFFHS.
En effet, Zizou est élu joueur français de l'année en 1998 et 2002 par France Football. Zidane reçoit également le Onze d'or en 1998, 2000 et 2001, récompensant le meilleur joueur évoluant en Europe par le magazine français Onze Mondial. Vainqueur du Mondial cette année-là, il est sacré Champion des champions mondiaux et français par L'Équipe en 1998. De même, World Soccer l'élit joueur de l'année en 1998. Enfin, selon le quotidien espagnol El País, il est le joueur européen de l'année en 1998, 2001, 2002 et 2003.
De manière générale, la BBC le considère comme le meilleur joueur européen de l'histoire. Lors des World Soccer Awards, organisé par le magazine anglais, il est classé 28e parmi les 100 plus grands joueurs du XXe siècle en 1999. Il fait partie également de la Dream Team du magazine composée en 2013.
En outre, il est le meilleur footballeur de la décennie (période 2000-2009) et 13e sportif selon Sports Illustrated, meilleur footballeur de la décennie (période 2000-2010) et 3e sportif selon Marca et enfin joueur de la décennie par ESPN (période 2000-2009), Fox Sports (période 2000-2009), et Don Balón (période 2000-2010). De plus, il est membre de l'équipe de la décennie (période 2000-2009) établie respectivement par The Sun, Sports Illustrated, ESPN, Goal.com et Don Balón (période 2000-2010). Enfin, en 2000, France Football le classe second footballeur français du XXe siècle derrière Michel Platini.
En 2014, il est intronisé dans le Goal Hall of Fame. Il est également élu meilleur joueur de l'histoire de la Ligue 1 à la suite d'un sondage Médiamétrie réalisé pour Téléfoot.
Le Parisien et L'Équipe le consacrent meilleur footballeur français de l'histoire devant Michel Platini respectivement en 2016 et 2018,.
Il est inclus dans la liste des plus grands joueurs de l'histoire établie par FourFourTwo en 2017 (8e) et en 2022 (5e).

#### Classements de Zinédine Zidane auPrix FIFA du meilleur footballeur de l'année
| Années | Classements | Nombre de points | Clubs de Zinédine Zidane | Vainqueurs du Prix FIFA        |
| ------ | ----------- | ---------------- | ------------------------ | ------------------------------ |
| 1997   | 3e          | 62 points        | Juventus                 | Ronaldo (480 points)           |
| 1998   | 1er         | 518 points       | Juventus                 | Ronaldo (2e, 164 points)       |
| 1999   | 4e          | 68 points        | Juventus                 | Rivaldo (543 points)           |
| 2000   | 1er         | 370 points       | Juventus                 | Luis Figo (2e, 329 points)     |
| 2001   | 4e          | 94 points        | Juventus                 | Luis Figo (250 points)         |
| 2002   | 3e          | 148 points       | Real Madrid              | Ronaldo (387 points)           |
| 2003   | 1er         | 264 points       | Real Madrid              | Thierry Henry (2e, 200 points) |
| 2004   | 5e          | 150 points       | Real Madrid              | Ronaldinho (620 points)        |
| 2005   | 13e         | 55 points        | Real Madrid              | Ronaldinho (956 points)        |
| 2006   | 2e          | 454 points       | Real Madrid              | Fabio Cannavaro (498 points)   |

#### Classements de Zinédine Zidane auBallon d'or
| Années | Classements | Nombre de points | Clubs de Zinédine Zidane         | Vainqueur du Ballon d'or        |
| ------ | ----------- | ---------------- | -------------------------------- | ------------------------------- |
| 1996   | 28e         | 1 point          | Girondins de Bordeaux / Juventus | Matthias Sammer (144 points)    |
| 1997   | 3e          | 63 points        | Juventus                         | Ronaldo (222 points)            |
| 1998   | 1er         | 244 points       | Juventus                         | Davor Šuker (2e, 68 points)     |
| 1999   | 19e         | 4 points         | Juventus                         | Rivaldo (219 points)            |
| 2000   | 2e          | 181 points       | Juventus                         | Luis Figo (197 points)          |
| 2001   | 9e          | 14 points        | Juventus / Real Madrid           | Michael Owen (176 points)       |
| 2002   | 4e          | 78 points        | Real Madrid                      | Ronaldo (169 points)            |
| 2003   | 5e          | 64 points        | Real Madrid                      | Pavel Nedvěd (190 points)       |
| 2004   | 23e         | 3 points         | Real Madrid                      | Andriy Chevtchenko (175 points) |
| 2005   | 18e         | 5 points         | Real Madrid                      | Ronaldinho (225 points)         |
| 2006   | 5e          | 71 points        | Real Madrid                      | Fabio Cannavaro (173 points)    |

### En tant qu'entraîneur
En 2016, l'UEFA le désigne entraîneur révélation du championnat d'Espagne et de la Ligue des Champions. En outre, il occupe la 2e place du classement des meilleurs entraineurs de club de l'année 2016, établi par l'IFFHS. Il est également au 2e rang du classement des meilleurs entraineurs du monde selon la FIFA.
En 2017, l'UEFA fait de lui l'entraîneur du Onze idéal du championnat d'Espagne. Il est, par la suite, élu The Best, Entraîneur de la FIFA. En outre, l'IFFHS le consacre meilleur entraîneur du monde. Il reçoit également le prix de meilleur entraîneur de l’année lors du gala des Globe Soccer Awards.
En 2018, Zidane remporte pour la deuxième année consécutive le prix du meilleur entraîneur de club remis par l'IFFHS. Il occupe également la 2e place du classement des meilleurs entraîneurs du monde, établi par la FIFA.
Zidane est élu entraîneur français de l'année par France Football en 2016 et 2017,.
En 2017, Le Buteur, ESPN et World Soccer lui décernent le prix d'entraîneur de l'année,,. En outre, France Football le désigne entraîneur de l'équipe-type de la Ligue des champions. Il reçoit également le RMC Sport Award du manager sportif de l'année 2017.
Enfin, il remporte le trophée Onze d'or récompensant le meilleur entraîneur de l'année dirigeant un club européen ou une sélection nationale européenne en 2017, 2018 et en 2021,,.

## Décorations
En septembre 1998, Zinédine Zidane est fait chevalier de la Légion d'honneur, tout comme l'ensemble de l'équipe de France championne du monde, par Jacques Chirac,,.
Par la suite, il est promu officier le 1er janvier 2009 dans la même promotion que Simone Veil et Luc Montagnier notamment,.
En décembre 2006, le président algérien Abdelaziz Bouteflika le décore de la plus haute distinction de l'ordre du Mérite national, au rang de « Athir »,,.

## Activités extra-sportives

### Revenus, sponsoring et contrats publicitaires
| Année | Montant |
| 1999  | 5,5     |
| 2000  | 4,57    |
| 2001  | 15,12   |
| 2002  | 13,6    |
| 2003  | 14      |
| 2004  | 14      |
| 2005  | 13      |
| 2006  | 15      |

Durant sa carrière, Zinédine Zidane fait partie des joueurs de football les mieux payés au monde. En effet, ses revenus annuels, nombreux et variés, se comptent parmi ses salaires, contrats publicitaires et sponsoring,. Cette embellie financière autour de Zidane débute notamment au lendemain du sacre de la Coupe du monde 1998.
Joueur le mieux payé au monde en 2001 et 2002 selon France Football, il est présent six fois (entre 1999 et 2005) sur le podium du classement établi par le magazine français. Au zénith de sa carrière, il touche une somme de 15,12 millions d'euros en 2001. Dans le classement des sportifs français les mieux payés, Zidane est premier devant Tony Parker en 2005 mais reste loin de Tiger Woods à l'échelle internationale pointant seulement à la 40e place,.
Cependant, le salaire n'est pas la seule source de revenus du footballeur. Selon Le Monde, sur l'ensemble des gains annuels de Zinédine Zidane, 44 % sont issus de contrats publicitaires. En 2006, par exemple, 6,4 millions d'euros proviennent du Real Madrid et 8,4 millions d'euros de contrats publicitaires et commerciaux selon France Football. Des gains auxquels s’ajoutent les royalties sur des jeux vidéo et des DVD. Selon Le Figaro, Zinédine Zidane gagnerait même plus de 300 000 euros par match.
Lié par ses contrats, Zidane est l’égérie de plusieurs marques pour lesquelles il apparaît dans certaines publicités,,, : Adidas, Leader Price, Dior, Canalsat, Ford, Volvic, Audi, Orange, Danone, Groupe Zannier, Generali et Grand Optical. Ces publicités renforcent la notoriété de Zidane à travers le petit écran le faisant jouer dans des situations parfois cocasses. Parmi les plus célèbres, datée de 2000, il tourne une publicité pour Volvic où il est mis en scène dans un vestiaire et énumère les étapes de sa préparation d'avant-match dont la fameuse réplique « D'abord, la jambe gauche, toujours »,.

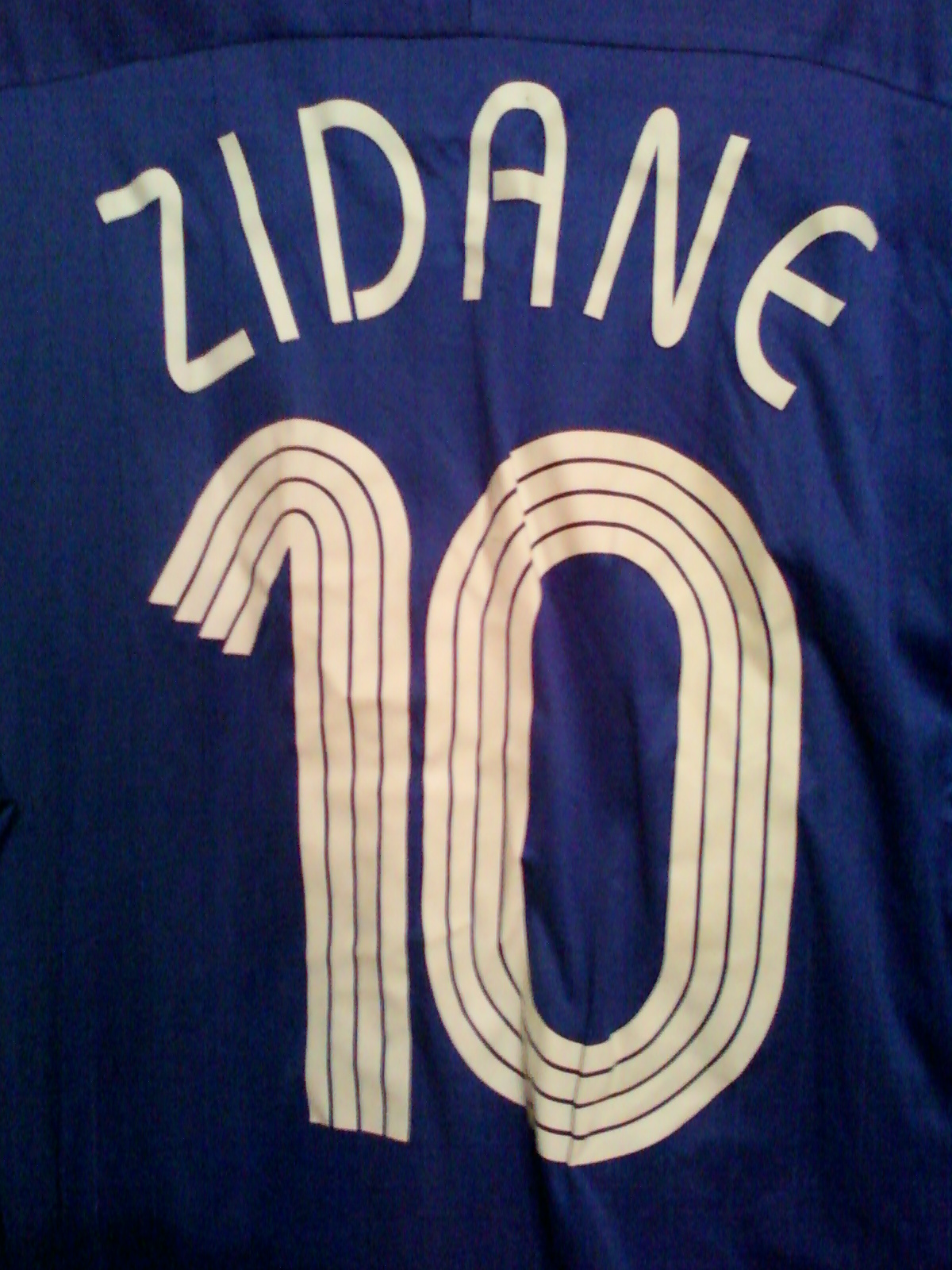
Le simple nom « Zidane » génère des profits considérables auprès des grandes marques.

Son équipementier officiel est Adidas et toucherait 2,5 millions d'euros par an. En effet, le joueur est lié à la marque allemande depuis 1996 qui hésitait entre lui et Youri Djorkaeff à la veille de l'Euro. Il participe à plusieurs campagnes publicitaires de celle-ci et devient l'égérie principale du modèle Predator en compagnie de David Beckham. Lors de la Coupe du Monde 1998, il porte par exemple le modèle Predator Accelerator tandis que c'est une Predator Absolute en or qui l'accompagne durant la Coupe du monde 2006. Malgré son statut d'entraineur, Zinedine Zidane reste sous contrat avec adidas et l'un des ambassadeurs majeurs de la marque.
En décembre 2010, une polémique éclate lorsque le quotidien australien Herald Tribune révèle que l'ancien capitaine de l'équipe de France aurait touché 15 millions de dollars (un peu plus de 11 millions d'euros) pour la promotion de la candidature du Qatar pour l'organisation de la Coupe du monde 2022. L'ancien joueur s'est défendu en expliquant qu'il ne faisait « pas ça pour l'argent » et que ce n'est « pas le quart de ces sommes » s'étant rallié à ce projet car il « est réellement intéressant ».
Alors que sa fortune est difficile à estimer, Zidane a investi dans plusieurs secteurs au cours de sa carrière. En 2000, il a créé une petite SARL familiale nommée Zidane diffusion, possédant un capital d'environ 38 000 euros, qui gère les droits d'image du joueur, basée à Marseille. Il est également à l’origine de la création d'une marque vestimentaire « ZZ » créée en 1999 et gérée par une société suisse. Enfin, Zizou a investi dans une société civile immobilière appelée « ZIFERN » (contraction de Zidane et Fernandez). Disposant d'un capital supérieur à 500 000 euros, elle est spécialisée dans la location de logements. Le tout étant contrôlé par une petite entreprise « ELT » (initiales de ses trois garçons) gérée par le frère de Zidane basée dans la région lyonnaise.
A l'hiver 2022, Zinedine Zidane devient ambassadeur de la marque Alpine, le constructeur automobile de Dieppe et l'écurie de Formule 1. Il est nommé ambassadeur afin de promouvoir l'égalité des chances pour tous les jeunes. Pour ce contrat, il touche un cachet de 3,5 millions d'euros par an pour une durée de 4 années, de 2023 à 2027.

### Œuvres caritatives

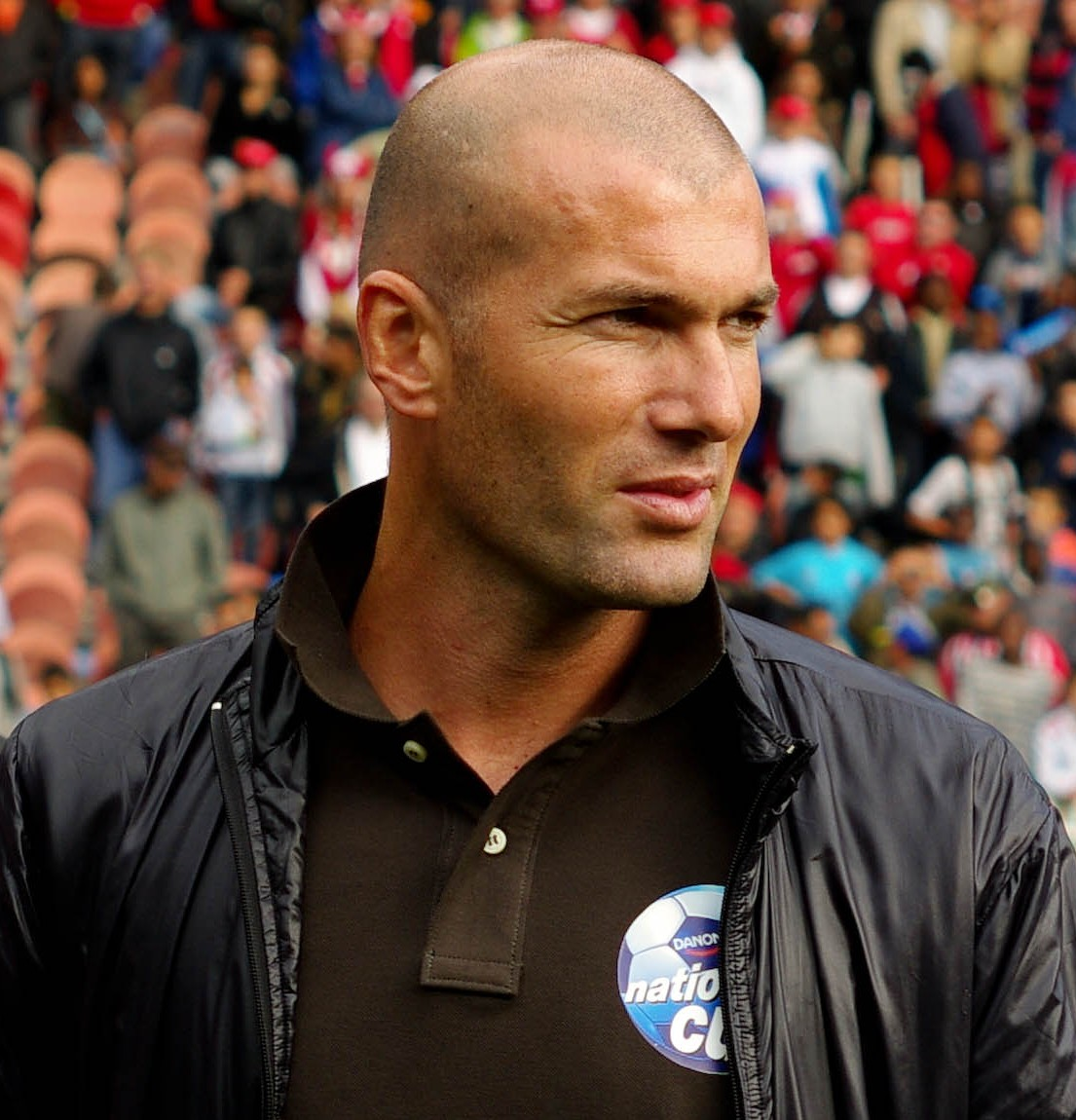
Zidane lors de la Danone Nations Cup en 2006.

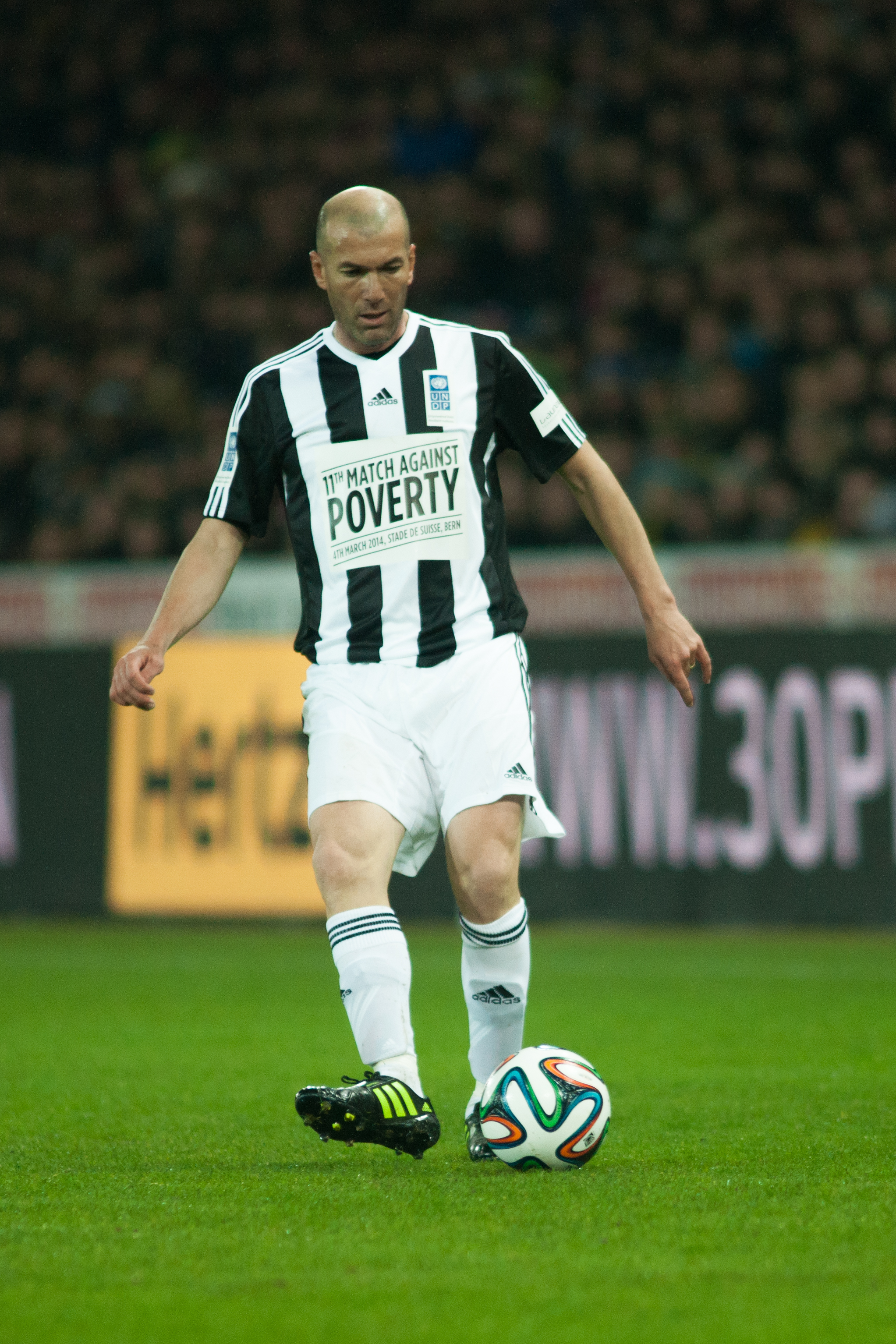
Zidane lors du « Match contre la Pauvreté » en 2014.

En plus de ses activités professionnelles, Zinédine Zidane participe à des œuvres caritatives mettant à profit son image pour de nombreuses causes. Un engagement, reconnu par les médias, qui participe également à sa bonne image publique.
En effet, depuis 2000, il est l'un des « parrains d'honneur » de l'Association européenne contre les leucodystrophies (ELA), après avoir été contacté par Guy Alba, le président d'ELA, et Aldo Platini, le père de Michel Platini. Il utilise alors son image pour faire connaître l'association et recueillir des fonds pour la recherche mais participe également aux campagnes de l'association nancéienne et apporte son soutien aux familles,. Lié par contrat avec Danone, il est aussi le parrain officiel de la Danone Nations Cup, une compétition internationale de football pour les enfants de 10 à 12 ans (catégorie U12) organisée chaque année depuis 2000, qui reverse ses recettes à ELA.
En mars 2001, il est nommé Ambassadeur de bonne volonté pour la lutte contre la pauvreté, dans le cadre du Programme des Nations unies pour le développement (PNUD), organisme de l'ONU. Aux côtés de Ronaldo, il organise depuis 2003 le Match contre la pauvreté (Match against Poverty), un match de football qui réunit de grands noms du football et dont les fonds récoltés financent des projets de lutte contre la pauvreté à travers le monde.
En 2005, il prête son image à Sœur Emmanuelle et accepte de devenir le héros d'une bande-dessinée Champion de vie (Éditions Casterman), dont la recettes des ventes est allée à l'association Asmae - Association Sœur Emmanuelle que préside la religieuse. Enfin, Zizou a créé sa propre fondation en 2010 : la Fondation Zinédine Zidane qui a pour vocation de venir en aide aux populations pauvres d'Algérie,.

### Image publique

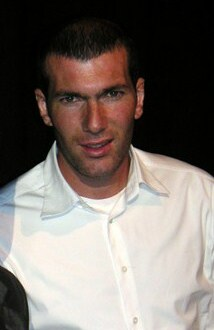
Portrait de Zinédine Zidane.

L'image publique de Zinédine Zidane occupe une place importance dans sa vie. Soucieux de cette dernière, Zidane est une des personnalités les plus médiatisées, populaires mais aussi les plus réservées,. Son aura auprès des médias et des supporters lui ont valu beaucoup d’éloges et de nombreuses louanges. Parfois qualifié de « légende vivante », « héros » ou encore d'« icône », son charisme a eu un impact important sur la société suscitant l'adoration et une reconnaissance quasi unanime du monde sportif et même en dehors,.
Ses performances sur le terrain lui ont valu d'être considéré comme un des meilleurs joueurs du monde, sinon le meilleur selon certains. Icône du football français, Zidane est la vedette et le premier représentant de l'équipe de France lorsqu'il est en activité (« Génération Zidane ») comme Michel Platini en son temps. Ainsi, son leadership, son influence dans le jeu et son vécu en plus de son autorité naturelle ont marqué l'histoire du football et les équipes dans lesquelles il a évolué. Adulé par les supporters, sa notoriété a largement dépassé le cadre du sport et fait de lui une star planétaire. Modèle du sportif, il a influencé plusieurs jeunes joueurs, étant devenu une référence dans le monde du ballon rond.
L'image positive de Zinédine Zidane est notamment due à sa personnalité et à son caractère. En effet, son humilité et sa discrétion sont reconnues dans le monde médiatique,. Issu d'un milieu modeste, il véhicule les valeurs du travail, du respect, de la persévérance et de la générosité,. Zizou est également perçu comme un « homme de cœur » mettant sa notoriété au profit d’œuvres caritatives,. Son engagement pour ces associations lui permet de jouer un rôle d'ambassadeur afin de promouvoir leurs causes. Cependant, son coup de tête à Materazzi lors de son dernier match a gâché sa sortie et révélé son impulsivité, quittant la scène sportive d'une triste manière,. Zinédine Zidane possède également sa marionnette aux Guignols de l'Info depuis 1997. Une marionnette qui caricature ses difficultés à s'exprimer, parlant doucement avec un accent marseillais, commençant ses phrases par « en fait », le tout dans un français limité. Il est aussi représenté comme timide et humble énumérant à chacune de ces représentations la liste (interminable) de ses sponsors ; il est très adroit lorsqu'il faut parler « business » mais a du mal pour le reste. Lorsque PPD le questionne sur le côté sportif, il répond « désolé, ce n'est pas mon domaine » ou se plonge dans des explications incohérentes.

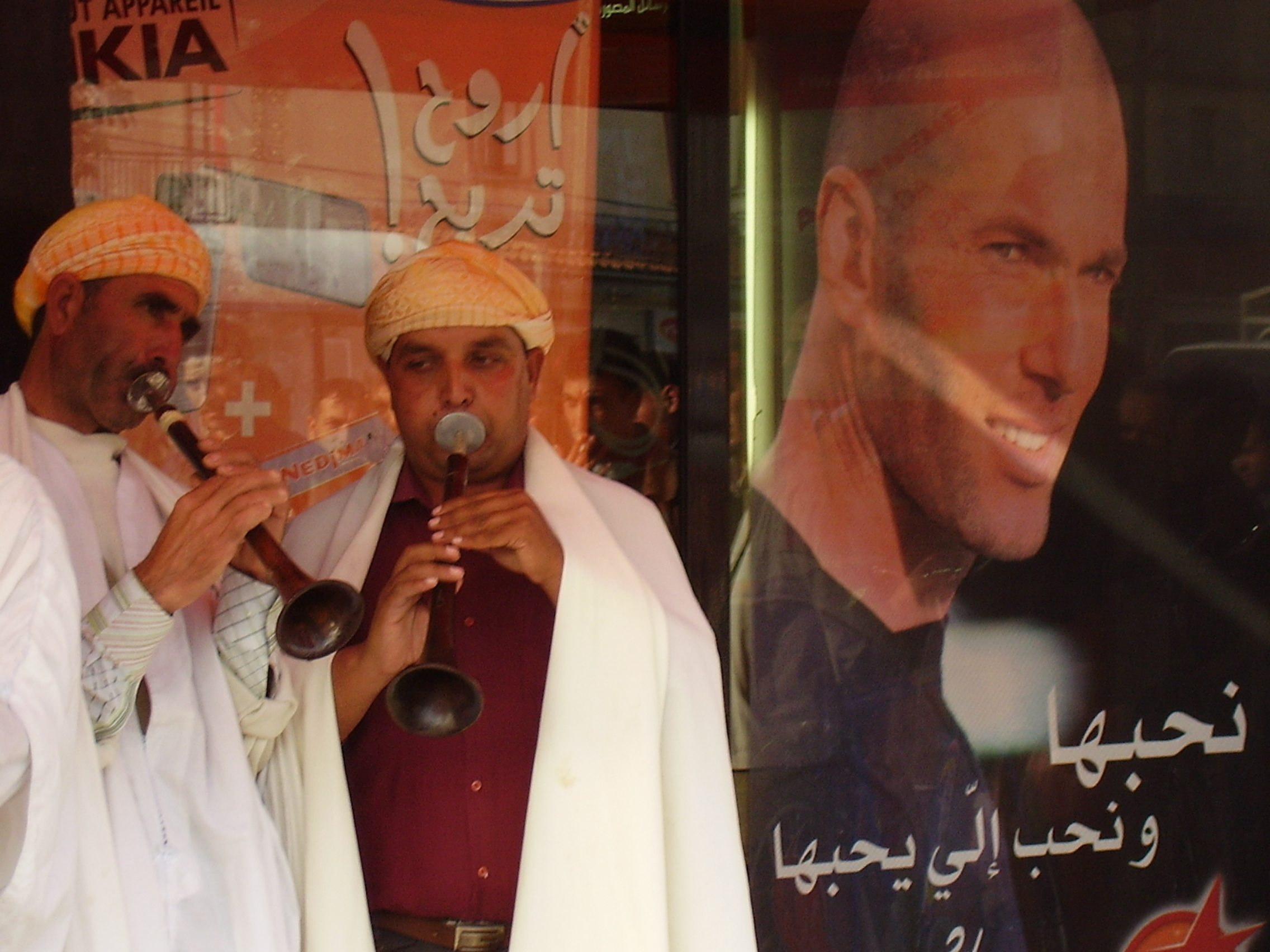
Zidane reste très populaire au Maghreb, où il a ses origines.

Issu de l'immigration, Zinédine Zidane est passé pendant longtemps comme un symbole d'intégration par le sport, bien que l'intéressé réfute ce statut. En effet, parti d'un milieu modeste pour arriver au sommet, il incarne la « réussite française » et surtout la France « black-blanc-beur », évoquée après la victoire de l'équipe de France en 1998 avec plusieurs joueurs issus de la mixité sociale,,. Ainsi, Zidane illustre l'intégration républicaine au « mérite ». Très proche de l'Algérie où il a ses « racines », il rappelle cependant qu'il est « fier d'être Français » tout en acceptant la notion de « double identité ». Le slogan « Zidane Président » projeté sur l'Arc de triomphe est apparu pour la première fois le soir du 12 juillet 1998,. Par la suite, les médias, les écrivains et les personnalités politiques ont utilisé cette métaphore sportive pour mettre en avant la portée universelle du modèle français d'intégration qui gagne,. Même si cette dernière s'est estompée lors des années suivantes. Idole des jeunes, Zidane joue alors indirectement un rôle social lorsque ces derniers s'identifient au maillot de l'équipe de France. Toutefois, Zidane a parfois été critiqué pour son mutisme sur certains sujets de société importants comme les émeutes de 2005,. De ce fait, il intervient rarement pour donner son opinion publiquement. Lors du second tour de la présidentielle 2002, il appelle à voter contre Jean-Marie Le Pen et aux électeurs de « mesurer les conséquences de voter pour un parti qui ne correspond pas du tout aux valeurs de la France ». Il réitère cette position en 2017 lorsque Marine Le Pen, fille de Jean-Marie et présidente du Front national accède au second tour. Enfin, il soutient la proposition du droit de vote des étrangers et, réagissant à la proposition de campagne faite par le candidat socialiste François Hollande lors de la présidentielle 2012 d'instaurer une taxe de 75 % sur les revenus supérieurs à un million d'euros par an (ce qui avait inquiété les dirigeants du football français), se dit de façon générale favorable à une haute taxation des plus riches.
Zinédine Zidane est également ce qu'on appelle une « icône publicitaire ». En effet, au cours de sa carrière, il signe plusieurs contrats publicitaires, pour des marques, sponsors et partenaires en tout genre,. Les publicitaires n'hésitent pas à verser des sommes importantes pour utiliser son image, les retombées économiques d'un tel investissement étant assurées,. Jugées excessives, les sommes d'argent qu'il a accumulées lui ont valu des critiques,. Moqué pour son rapport à l'argent, il est qualifié d'« homme-sandwich » ou encore de star du « show-biz » par ses détracteurs,.
La popularité de Zidane s'illustre également par sa présence régulière au classement des Personnalités préférées des Français. Dans ce sondage réalisé deux fois par an par l'Ifop pour Le Journal du dimanche (JDD), Zidane arrive en tête pour la première fois en août 2000, quelques semaines après la victoire à l'Euro, détrônant l'abbé Pierre. Il est de nouveau premier en novembre 2003 puis en décembre 2004 devenant la « personnalité préférée des Français ». Même après son coup de tête, que les Français lui pardonnent (61 % selon Le Parisien), il reste en tête du classement entre juillet 2006 et juillet 2007. Durant les années suivantes, il est longtemps deuxième derrière Yannick Noah. Au dernier classement publié par le JDD en décembre 2013, il figure à la 29e place, une chute qui s'explique par son éloignement de la scène médiatique. En février 2011, il obtient le Lifetime Achievement Award des Laureus World Sports Awards récompensant l'ensemble de sa carrière,.

### Cinéma et télévision

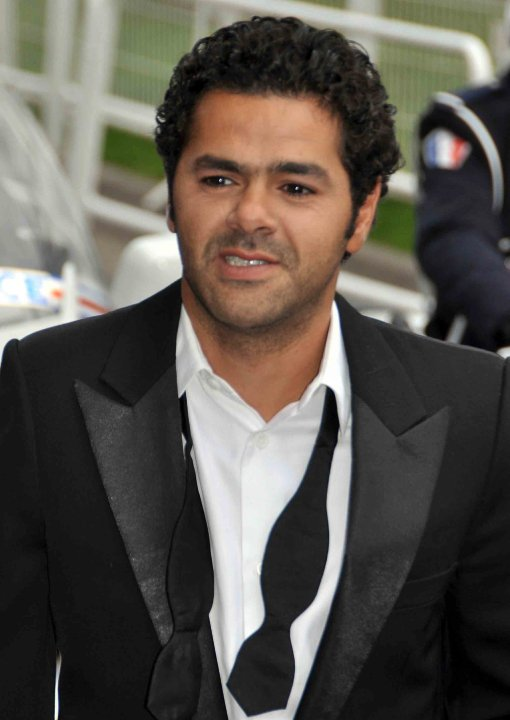
Ami du comédien, Zidane joue aux côtés de Jamel Debbouze dans le film Astérix aux Jeux olympiques (2008).

Au cours de sa carrière, l'aura de Zidane lui a valu de jouer ou de participer à plusieurs productions cinématographiques. Il a contribué à plusieurs documentaires et souvent joué son propre rôle en tant que figurant dans des films notables.
En 1998, il apparaît dans le documentaire Les Yeux dans les Bleus réalisé par Stéphane Meunier au sein du groupe des joueurs de l'équipe de France de football durant la coupe du monde 1998,. Par la suite, en 2002, il sort son documentaire autobiographique en deux DVD, Zidane, comme dans un rêve, réalisé par Alix Delaporte et Stéphane Meunier qui retrace son parcours et dresse son portrait au travers de différents reportages, documentaires et interviews.
En 2006, il est au cœur de l'action du film Zidane, un portrait du XXIe siècle réalisé par Douglas Gordon et Philippe Parreno, et entièrement consacré à lui. Dix-sept caméras synchronisées sont braquées sur Zinédine Zidane lors du match de championnat Real Madrid - Villarreal CF le 23 avril 2005. Les caméras suivent l'évolution de Zidane sur le terrain et plongent au cœur des sensations d'un footballeur de haut niveau en pleine action. Le film est projeté en sélection officielle hors compétition au 59e Festival de Cannes mais sera l'objet de nombreuses critiques négatives par la presse et les spectateurs,.
Alors qu'il apparaît dans les films Goal ! (2005) et Goal ! 2 (2006) en tant que simple figurant (dans son propre rôle), il joue le rôle de Numérodis dans une courte scène avec Jamel Debbouze dans Astérix aux Jeux olympiques (sorti en 2008), film le plus cher de l'histoire du cinéma français où de nombreuses célébrités font une courte apparition. Il est également au centre du film Une Équipe de rêve sorti en 2006.
Enfin, lié à la chaîne cryptée depuis 2006, Zinédine Zidane a fait l'objet de plusieurs documentaires de Canal+. Proche de Stéphane Meunier, réalisateur des Yeux dans les Bleus, il est au centre du documentaire Le dernier match (sorti en 2007) qui retrace les derniers mois avant sa retraite de joueur. De plus, il intervient régulièrement dans des documents d'Intérieur sport. Récemment, il a fait l'objet d'un documentaire : Zidane : Nouvelle vie en janvier 2014 évoquant sa formation d'entraîneur.

## Reconnaissance et hommages

### Reconnaissance par ses pairs
Zinédine Zidane est un des rares joueurs à avoir fait l'unanimité dans le monde du football. Encensé par ses entraineurs et ses pairs, il provoque toujours une admiration particulière. En effet, beaucoup de voix importantes du ballon rond se sont élevées pour reconnaître le talent et l'importance de Zidane dans l'histoire du football et lui rendre hommage :

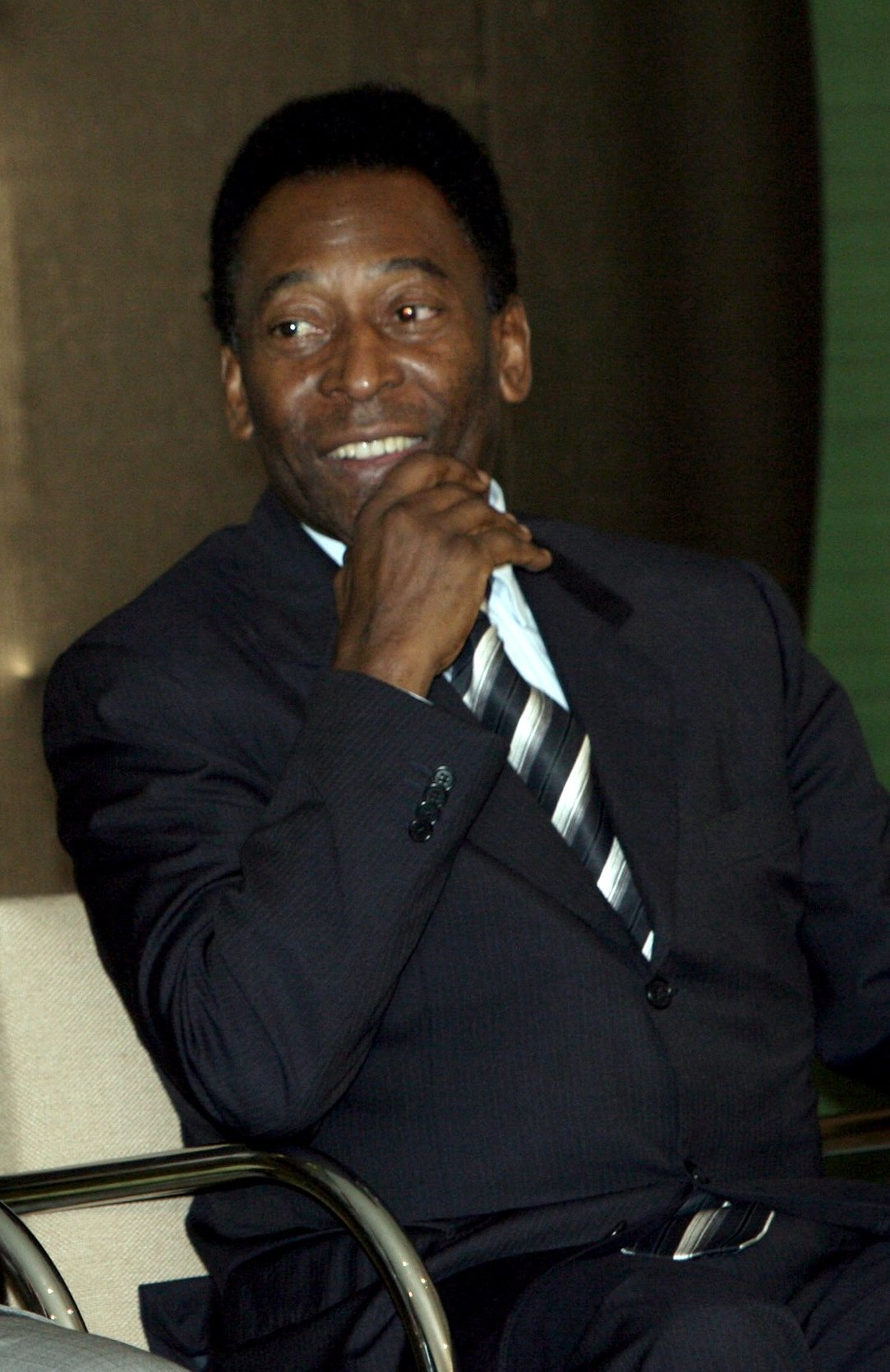
Selon Pelé, ici en 2008, « Le dernier grand joueur était Zidane ».

Parmi elles, plusieurs entraîneurs de renom qui ont croisé sa route ou l'ont entrainé. Carlos Alberto Parreira l'a comparé à « un monstre », l'Allemand Franz Beckenbauer a déclaré que « Zidane est l'un des plus grands joueurs de l'histoire, un joueur vraiment magnifique ». Marcello Lippi, qui a entraîné Zidane à la Juve, a estimé que « Zidane est le plus grand talent que nous avons connu dans le football de ces vingt dernières années ». Kevin Keegan a lui aussi encensé Zizou : « Quand on regarde Zidane, on se dit "Je n'ai jamais vu un joueur de ce type" […] Ce qui distingue Zidane, c'est la manière avec laquelle il manie le ballon, trouvant des espaces là où il n'y en a pas. Ajoutez à cela sa vision du jeu et cela en fait un joueur très spécial ». Lors de la Coupe du monde 1998, l'entraîneur italien Cesare Maldini assure qu'il donnerait « cinq joueurs pour avoir Zidane dans mon équipe ». Son supérieur au Real Madrid, Carlo Ancelotti, a également dit qu'il était « le joueur le plus fort [qu'il ait] entraîné, le plus beau à regarder ». Durant son passage au Real, la légende vivante du club Alfredo Di Stéfano le surnomme « El Maestro » (« le maître » en italien). Un qualificatif partagé par Pelé, considéré comme l'un des plus grands joueurs de tous les temps, qui au soir de France-Brésil (2006) prononça ces mots : « C'est le maître, tout simplement ». En 2014, il ajoute que selon lui, « le dernier grand (joueur) était Zidane ». De même, Diego Maradona lors de la Coupe du monde 2006, avait dit qu'il « lui demanderait qu'il continue à jouer, qu'il ne se retire pas ». Enfin, Michel Platini, dont Zidane est souvent considéré comme le successeur par les médias, a dans un premier temps réfuté le fait qu'il fasse partie des plus grands joueurs de l'histoire déclarant même : « Ce que Zidane fait avec un ballon, Maradona le faisait avec une orange ». Caricaturé par Les Guignols pour sa prétendue jalousie, il reconnaît plus tard que Zidane a « marqué toute une génération ».
Parmi ses pairs, l'attaquant suédois Zlatan Ibrahimović a déclaré que « quand Zidane débarquait sur un terrain, les dix autres joueurs devenaient excellents. C’était magique. C’était un joueur hors pair, il était plus que bon. Il venait d’une autre planète ». David Beckham, ancien coéquipier du Real, a décrit Zidane comme « le plus grand de tous les temps » tandis que le milieu espagnol Xavi a déclaré dans une interview que « Zidane est le meilleur joueur du monde de la décennie qui s'étale de 1995 à 2005-2006 et l'un des meilleurs joueurs de l’histoire de ce sport ». Le défenseur brésilien Roberto Carlos, côtoyé au Real également, a dit de Zidane : « Il est le meilleur joueur que j'ai vu. Jouer avec lui était un truc de fou ! Les supporters arrivaient plus tôt à Bernabéu simplement pour le voir s'échauffer ». L'ancien international brésilien Rivaldo aime regarder Zidane plus que tout autre joueur, déclarant : « Son élégance du mouvement sur le terrain et ses qualités sont fantastiques ». En 2005, lors du retour de Zidane en équipe de France, son coéquipier Thierry Henry déclare même : « en France, tout le monde réalise que Dieu existe et qu'il est de retour en équipe de France. Dieu est de retour ».
Des joueurs qui n'ont pas eu l'occasion de jouer avec Zidane confessent leur grande admiration pour le joueur français. Mesut Özil déclare que « Zidane était un joueur magnifique » et qu'il « ne jouait pas simplement au football, il respirait le football ». Paul Pogba affirme vouloir « marcher sur ses traces ».
Le Brésilien Ronaldo, vainqueur à deux reprises de la Coupe du monde (1994 et 2002) et double Ballon d'or (1997 et 2002), considère également Zidane comme le « meilleur joueur avec qui [il a] joué »,. Réciproquement, Zidane pense la même chose de Ronaldo,,. Les deux joueurs ont évolué sous de maillot du Real Madrid de 2002 à 2006, et sont, par ailleurs, amis dans la vie,.
En décembre 2017, alors qu'il est son entraîneur au Real Madrid, Zidane déclare que le Portugais Cristiano Ronaldo est un footballeur « largement meilleur que [lui] » et qu'il est le « meilleur joueur de l'histoire du football ».

### Hommages
Natif de Marseille, l'équipementier Adidas a installé un portrait géant de Zidane sur la façade de 143 m2 d'un immeuble de la place Paul-Ricard (43° 17′ 04″ N, 5° 20′ 58″ E), surplombant la Méditerranée, en hommage au footballeur. Il est inauguré le 5 décembre 1997 à quelques mois de la Coupe du monde 1998 avant d'être renouvelé en 2001. Baptisé le « mur de Zidane », il devient l'un des endroits les plus emblématiques et photographiés de la ville phocéenne. En 2007, il est remplacé par une affiche publicitaire de Coca-Cola. Enfin, en juillet 2013, l'artiste de rue JR colle sur le mur un portrait d'Annick Perrot-Bishop, prise en 1966 sur le Vieux-Port par une amie, occupant désormais cet espace symbolique de la ville,.
Depuis mars 1999, Zinédine Zidane possède sa statue de cire au musée Grévin aux côtés de celle de Fabien Barthez ; elle a été refaite à deux reprises en 2009 et 2022,.
En 2016, l'épisode Zinedine Zidane de la série Champions de France de Pascal Blanchard et Rachid Bouchareb consacrée aux sportifs issus de la diversité s'étant illustrés pour la France, lui est consacré au travers d'un portrait raconté par Jamel Debbouze portrait.[voir en ligne]

### Inspiration littéraire
En 2006, Jean-Philippe Toussaint publie aux Éditions de Minuit un court récit intitulé La Mélancolie de Zidane, dans lequel il revient sur le coup de tête de Zidane.
En août 2014, Philippe Bordas publie chez Gallimard « son premier roman » Chant furieux, dont, pour le magazine L'Obs, « Zinédine Zidane, qui ignore la pesanteur, est le centre de gravité », et où, pour la critique du journal Le Figaro, « le romancier, tour à tour journaliste et photographe, évoque dans son livre sa rencontre avec le célèbre footballeur Zinédine Zidane ».

### Citations
1. ↑  « Le Milan AC est ridiculisé par le trio Lizarazu-Zidane-Dugarry en quarts de finale retour de la Coupe de l'UEFA[59] »
2. ↑  « J'avais en face de moi l'un des meilleurs gardiens au monde. J'avais toujours pour habitude de frapper mes penalties de la même façon, c'est-à-dire que j'avais toujours un côté où c'était plus facile pour moi de frapper. De l'autre côté je ne frappais jamais. Et lui le savait, c'est-à-dire d'ailleurs il est parti du côté où normalement je dois frapper toujours le penalty. J'ai eu dix secondes à penser à ce geste. Avant de poser mon ballon je me suis dit, il sait que je vais frapper là. Donc qu'est-ce que t'as à faire, à part frapper de l'autre côté et le rater ? Je me suis dit t'as juste à tenter ça, donc la panenka, et voilà et je le fais… J'avais que ce geste à tenter, mais pour l'efficacité ! Parce que je sentais que c'était comme ça que je pouvais que marquer. »— Zinedine Zidane[216].
3. ↑  
« Mais ce qui me fascinait le plus chez lui, c'était son toucher, très souple très aérien. Voilà ce qui le rendait si différent des autres : il avait une grande élasticité. »
— Fabregas[357].